# Musée Gayer-Anderson
Pour les articles homonymes, voir Gayer et Anderson.
Le musée Gayer-Anderson est un musée d'art situé au Caire, en Égypte. Il se trouve près de la Mosquée d'Ahmad ibn Tulun dans le quartier de Sayyida Zeinab. 
Le bâtiment tire son nom du major Robert Grenville Gayer-Anderson (en) Pacha, qui y vécut entre 1935 et 1942, avec l'autorisation spéciale du gouvernement égyptien. Ce musée est connu pour être l'un des monuments les mieux conservés de l'architecture domestique du XVIIe siècle au Caire. Il est également connu pour sa vaste collection de meubles, tapis, curiosités et autres objets. 

## Gayer-Anderson Pacha
Gayer-Anderson Pacha rejoint le Corps médical de l'Armée Royale en 1904 et est, plus tard, transféré dans l' Armée égyptienne en 1907. Il est par la suite promu major en 1914. Dans la même année, il devient adjudant général adjoint pour le recrutement dans l'Armée égyptienne. En 1919, il quitte l'armée pour d'abord prendre le poste d'inspecteur au Ministère de l'Intérieur égyptien, puis devient le secrétaire oriental de l'ambassade britannique au Caire. Il prend sa retraite en 1924 mais continue de vivre en Égypte, tout en développant son intérêt pour l'égyptologie et les études orientales. 

## Histoire
Le bâtiment du musée Bayt al-Kritliyya est considéré comme l'un des exemples les plus remarquables de l'architecture domestique musulmane au Caire. Il remonte à la période mamelouke (1040 H./1631 apr. J.-C.) où le musée a été construit par Hagg Mohamed Salem Galmam el-Gazzar. Il est composé de deux maisons construites à partir du mur externe de la mosquée d'Ibn Tulun. La plus grande maison, située à l'est (le côté externe de la mosquée) a été construite en 1632 (1041 calendrier higérien) par Hajj Mohammad ibn al-Hajj Salem ibn Galman al-Gazzar. Par la suite, la maison a été acquise par une riche musulmane de Crète, ce qui lui donne son nom populaire de « Beit al-Kritliyya », ou « la Maison de la Crétoise ». La deuxième maison, à l'ouest (le côté interne de la mosquée) a été construite en 1540 (947 calendrier hégirien) par Abdel-Qader al-Haddad. La maison est ensuite connue sous le nom de « Beit Amna bint Salim ». Les deux maisons étaient reliées par un pont au troisième étage, à un endroit inconnu, et sont toutes deux communément désignées sous le nom de Bayt al-Kritliyya. 
La construction de maisons privées à partir d'un mur externe d'une mosquée était une pratique courante qui permettait d'avoir accès aux deux édifices en passant par des rues étroites. Il a été rapporté qu'au début du XXe siècle, la mosquée d'Ibn Tulun ne pouvait pas être vue de l'extérieur à cause de ces maisons. En 1928, le gouvernement égyptien a commencé à nettoyer les maisons car elles étaient en très mauvais état, afin de rendre plus accessible les monuments islamiques importants. Il est cependant décidé que la maison doit être démolie. Le Comité pour la Conservation des Monuments Arabes s'oppose à la démolition, en faisant valoir que la maison est extraordinairement bien conservée. Elle a été maintenue intacte et des réparations ont été effectuées sur les murs latéraux pour les renforcer après la démolition des maisons voisines. 
En 1935, le major Gayer-Anderson, collectionneur à la retraite et orientaliste autoproclamé, obtient l'autorisation de résider dans la maison qui venait d'être rénovée. Gayer-Anderson assure l'installation de l'électricité, de la plomberie, ainsi que la rénovation des fontaines, des trottoirs et d'autres parties de l'intérieur de la maison. Il décore le bâtiment avec sa collection personnelle d'art, de meubles et de tapis. Il construit également un bateau à voile qu'il utilise pour collecter des antiquités en provenance de toute l'Égypte. Le bateau était amarré sur le Nil, non loin de la maison. En 1942, Gayer-Anderson est contraint, à cause des problèmes de santé, de quitter l'Égypte et confie les biens de la maison au gouvernement égyptien. Le roi Farouk lui octroie en retour, le titre de Pacha. Gayer-Anderson meurt en Angleterre en 1945 et est enterré à Lavenham, Suffolk . 
Le film de James Bond L'Espion qui m'aimait a été partiellement tourné dans le musée, plus précisément dans la salle de réception et sur le toit où se trouve la terrasse. 

## Appartements

### Subdivisions d'une maison Mohamedan (Haramlik et Salamlik)
La maison est divisée en deux parties, le Haramlik (ou la résidence familiale) et le Salamlik, également connu sous le nom de maison d'hôtes. 
La maison a cinq entrées principales : une pour les dames, une où se trouve le sebil, une entrée par le jardin et deux portes d'honneur. 

### Le Haramlik
Seuls le maître et les autres membres de la famille tels que les épouses et les enfants avaient accès à cette partie de la maison. Les amis proches étaient aussi autorisés. 

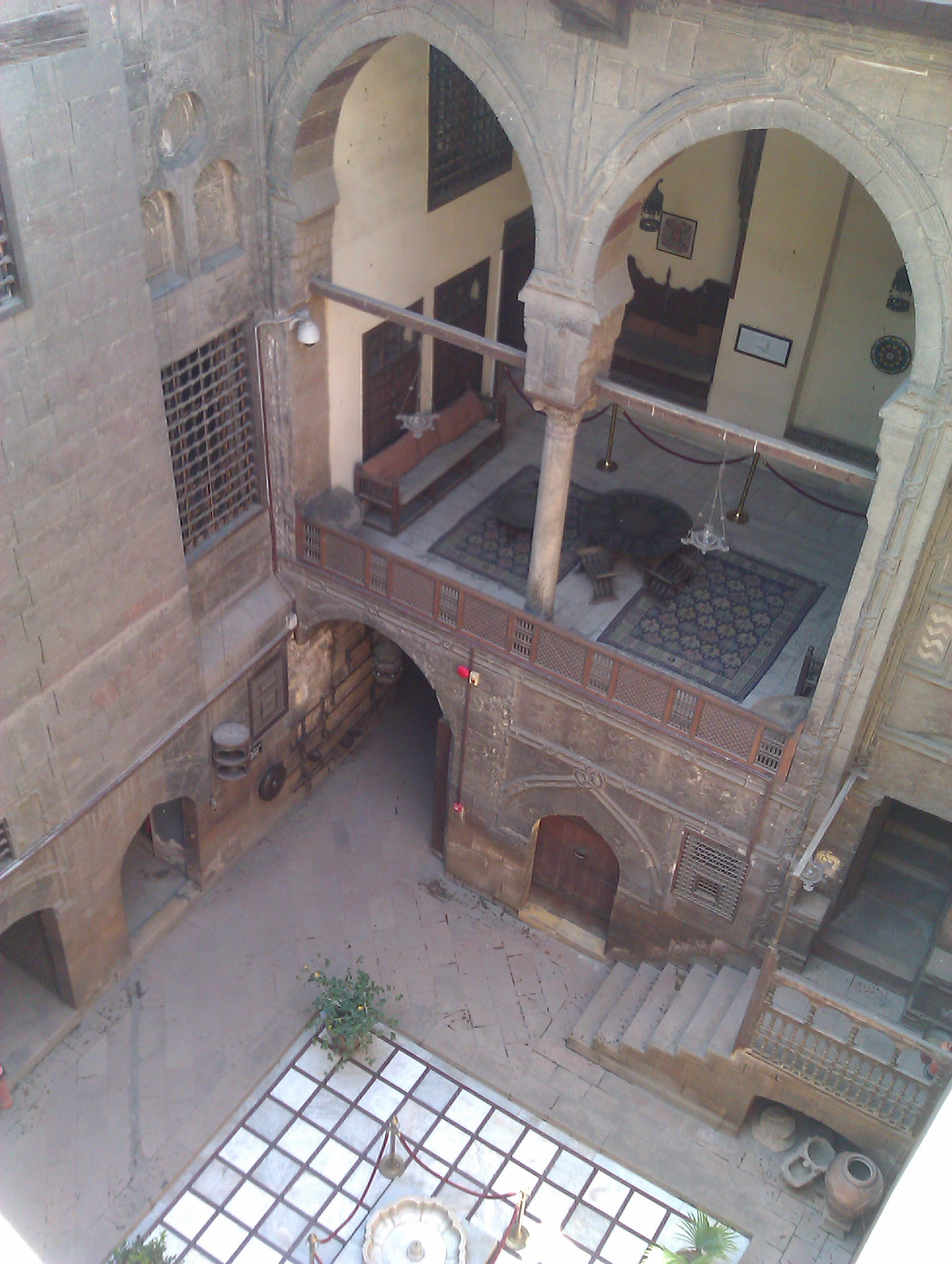
La Cour

### La cour
Le sol de la cour est en marbre et les fenêtres du Haramlik ont vue sur la cour. On y trouve également un escalier menant au Haramlik. Parmi les autres objets remarquables, citons le « puits des chauves-souris », connu aussi sous le nom de « Bier elwatawit »  et qui mesure environ quinze mètres de profondeur. 

### La Maq'ad ou loggia
La Maq'ad est une salle de réception à ciel ouvert. On y trouve des bols en laiton datant du XIVe et le XVIIe siècle. Une autre caractéristique commune dans les maisons mamelouks est la « Durkah », un passage d'une porte à une autre. C'était là que les invités mettaient leurs chaussures avant de prendre place sur un divan. 

### Qa'a ou salle de réception
C'est l'appartement principal du Haramlik où se trouvent des tables en marbre. Les fruits, les fleurs et les boissons faisaient également partie de la tradition de cette salle. Elle comprenait également une partie du « tapis sacré » en soie verte, également connu sous le nom de Kiswa, un cadeau offert par Lewa Yehia Pacha. 

### Salle de service
Cette pièce est bien connue pour ses robes ainsi que pour ses placards, qui ont été conçus par Anderson Pacha et ont été inspirés des modèles turcs. 

### La chambre Khazna ou chambre sécurisée
Le Khazna était placé entre les appartements des hommes et des femmes, un lieu où le café était préparé. De nos jours, il est utilisé pour exposer des peintures perses miniatures. 

### Le Harem
Il s'agit d'une très grande salle soutenue par quatre colonnes. On peut y voir des fenêtres sur les quatre côtés de la pièce pour que la lumière puisse entrer librement. 
On y trouve également des placards perses provenant d'un palais de Téhéran et chaque armoire contient une collection différente. 

### La chambre secrète ou Makhba
Elle était située au-dessus du puits et était utilisée comme cachette pour les personnes qui tentaient de s'échapper ou pour y déposer des objets interdits qui enfreignaient la loi. 

### L'escalier principal
Les escaliers n'étaient pas une caractéristique habituelle de l'architecture islamique. En effet, ils n'étaient utilisés que dans les maisons. Sur les murs de l'escalier principal était suspendue une série de Kashan perse, à savoir des tentures de prière en velours. 

### Salles de lecture et d'écriture
La salle de lecture était assez petite. On y trouvait un siège près de la fenêtre et des étagères inspirées des formes islamiques. Les murs étaient décorés de peintures de fleurs chinoises sur du papier de riz. 
La salle d'écriture sert désormais de bureau au conservateur du musée, mais elle sert également de salle d'étude car elle est, en effet, meublée de longues tables et de bancs. De plus, les murs sont ornés de peintures, de modèles de dessins anciens et d'écritures égyptiennes. Les personnes visitant le musée peuvent y trouver des guides touristiques.  

### Le jardin sur le toit
Le toit plat de Bayt al-Kritliyya a été transformé en un jardin et est entouré de moucharabiehs. Leur forme est d'origine copte et reflète des symboles chrétiens telle que la croix. Ceci est considéré comme étant assez rare puisque les seuls autres exemples de moucharabiehs chrétiens se trouvent au Musée copte, et dans certaines maisons anciennes du Vieux Caire. 

### La chambre persane

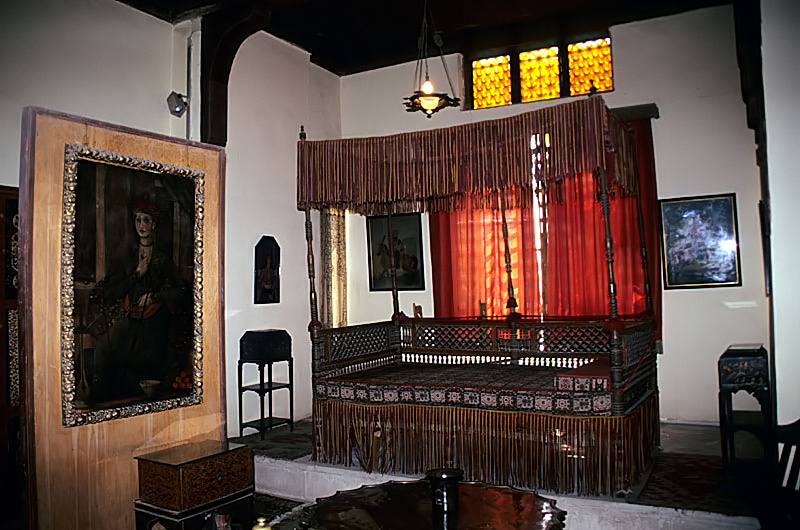
Chambre persane

Les objets présents dans cette pièce datent de la fin de l'époque perse (Shah Abbas), à l'exception du lit qui vient d'Egypte, et d'une réplique d'un canapé égyptien à pattes de taureau. 

### La salle byzantine ou la salle du pont
C'est un pont qui relie le Haramlik au Salamlik. Cependant, il est aujourd'hui utilisé pour exposer les quelques objets chrétiens présents dans la maison. 

### La salle égyptienne antique
À l'origine, c'était la salle d'étude de Gayer Anderson Pacha. Aujourd'hui encore elle contient des objets de l'Égypte ancienne. Certains de ces objets sont remarquables comme la carte de l'Égypte gravée sur un œuf d'autruche, un étui de momie noir et or datant du XVIIIe siècle av. J.-C. et un chat égyptien antique en bronze avec des boucles d'oreilles en or. 

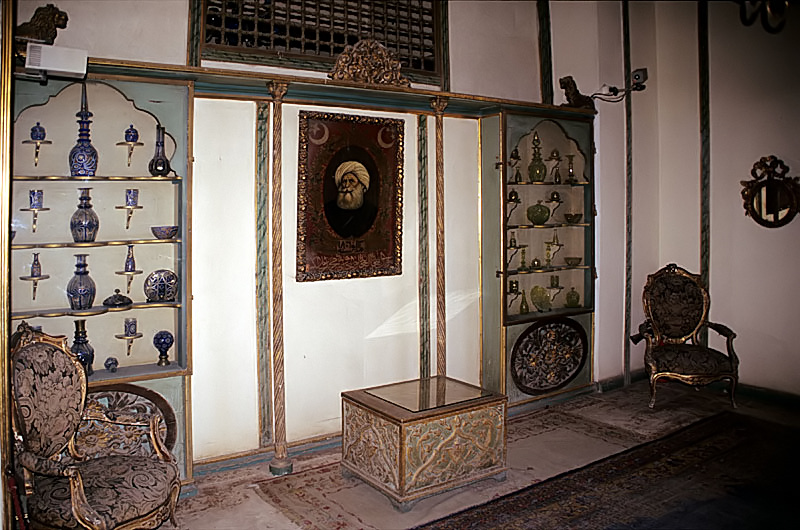
Chambre Mohamed Ali

### La chambre Mohamed Ali
Il s'agit d'un appartement ottoman aux murs de couleurs vert et or. Tous les objets et meubles présents dans la salle sont de la période rococo. La pièce est décorée d'un trône qui remonte au temps des premiers Khédives, peut-être celui de Ismaïl Pacha. On peut aussi y trouver deux portraits ainsi qu'un oiseau chanteur mécanique dans une cage. Ce dernier est un jouet Harem d'Istanbul qui a été apporté par le frère du fondateur. 

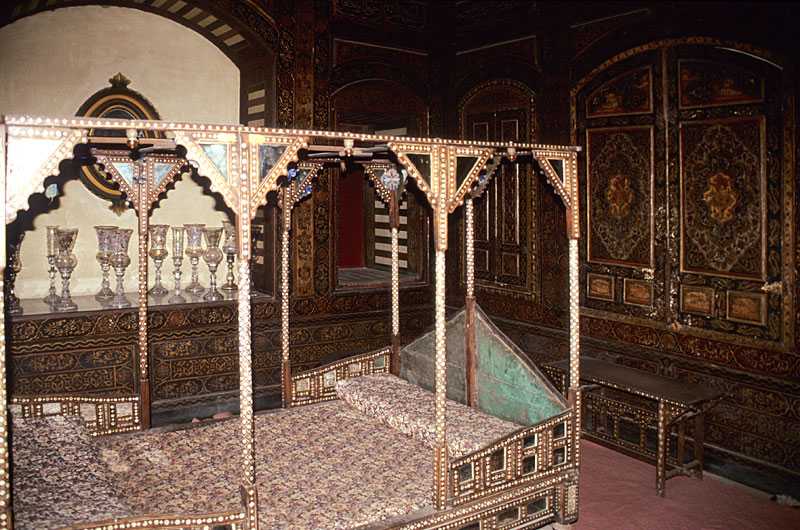
Chambre Damas

### La salle Damas
Cette salle de la fin du XVIIe siècle a été construite par le Comité pour la préservation des monuments arabes en 1937 et a été transportée depuis Damas par Gayer-Anderson Pacha. Toute la pièce est faite de bois. La pièce comprend des fenêtres sur trois côtés et un placard sur le quatrième côté. Le plafond, avec une inscription d'un poème faisant l'éloge du prophète, est également remarquable. Parmi les autres objets notables de cette pièce, on trouve une collection de bougeoirs de différentes couleurs et de différentes formes qui sont répartis dans la pièce. 

## Légendes de la maison
Un certain nombre de légendes sont associées au Bayt al-Kritliyya et au voilier (dahabeya) nommé « La Marée ». Elles ont été assemblées par Gayer-Anderson et publiées sous le titre Les légendes de la maison de la femme crétoise (voir sources). 
Voici quelques-unes d'entre elles : 
La maison a été construite sur les vestiges d'une ancienne montagne appelée Gebel Yashkur, la « Colline de la Gratitude ». On[Qui ?] pense que c'est là que l' Arche de Noé s'est immobilisée après le Déluge décrit à la fois dans la Bible et dans le Coran. De plus, il est dit que la dernière eau de cette crue a été drainée par le puits dans la cour de la maison. C'est cette légende qui a poussé Gayer-Anderson à construire un voilier sur le Nil devant la maison. 
Dieu aurait parlé à Moïse à cet endroit. 
La maison et le Dahabeya (La Marée) étaient protégés par un cheikh, Haroun al-Husseini, qui est enterré sous l'un des coins de la maison. Il est dit[Par qui ?] que ce cheikh a aveuglé trois hommes qui ont tenté de voler la maison. Ils ont trébuché autour de celle-ci pendant trois jours et trois nuits jusqu'à ce qu'ils se soient finalement attrapés. 
Il est dit[style à revoir] que le puits de la maison possède des qualités miraculeuses, par exemple, un amant regardant dans l'eau verrait le visage de sa bien-aimée au lieu de son propre reflet.

## Informations visiteurs
Le musée est géré par le Conseil suprême des Antiquités égyptiennes.
Le musée Gayer-Anderson est situé à côté de la mosquée d'Ibn Tulun, le long de la rue Abd al-Magid al-Labban (Al-Salbiyya) à Sayyida Zeinab, au Caire. Il est plus facilement accessible en taxi. La station la plus proche du métro du Caire, Sayyida Zeinab, est à environ 1 km à l'ouest. L'entrée du musée est accessible par l'entrée principale de la mosquée ou par une entrée séparée à l'arrière du complexe.
En janvier 2020, les droits d'entrée étaient de 60 Livres égyptiennes pour les adultes étrangers, de 30 Livres égyptiennes pour les étudiants étrangers et de 10 Livres égyptiennes pour les ressortissants égyptiens. Il faut s'acquitter de 50 Livres supplémentaires pour pouvoir utiliser son appareil photo. Cependant, la prise de photos via le téléphone portable est autorisée sans frais supplémentaires.

## Galerie

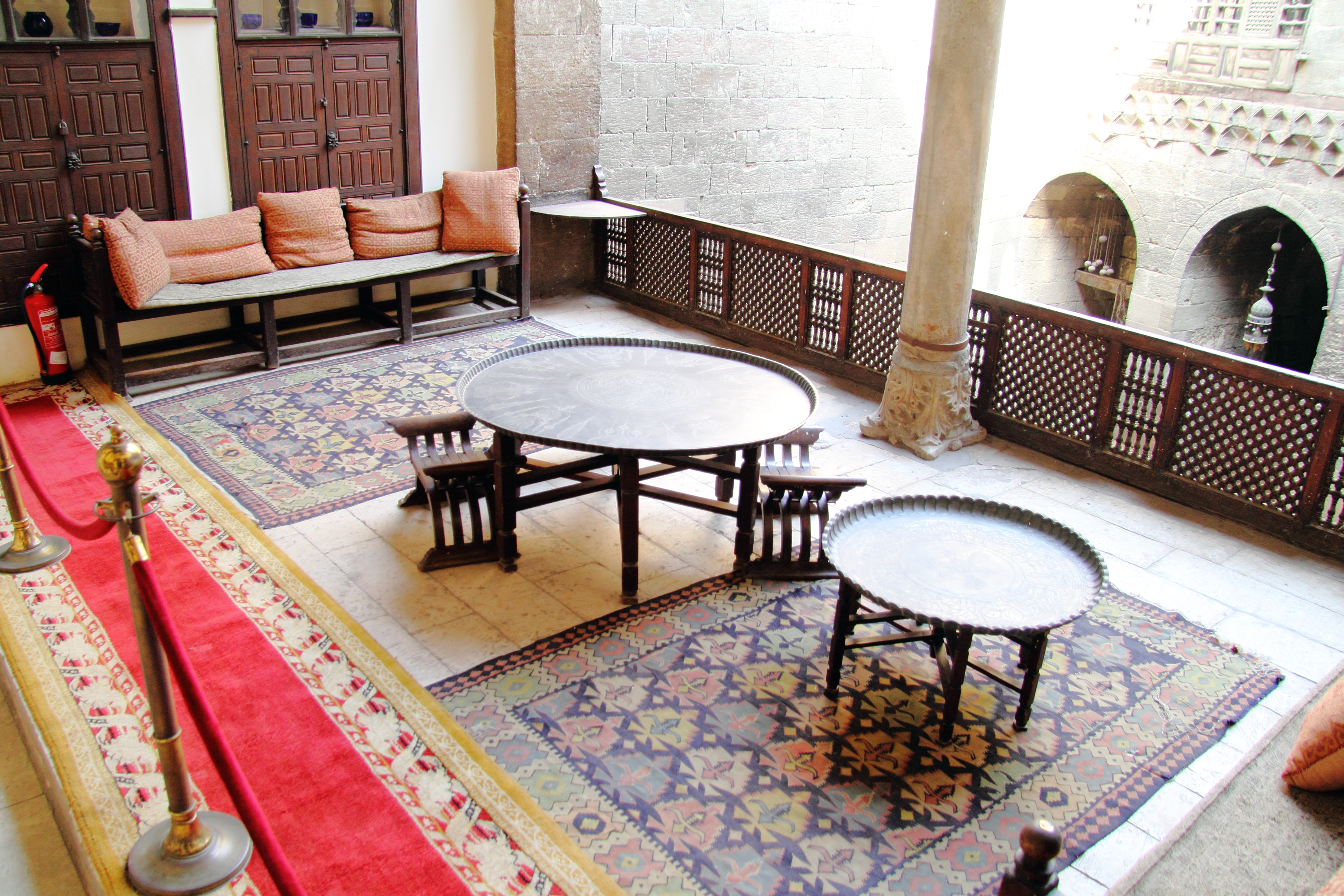
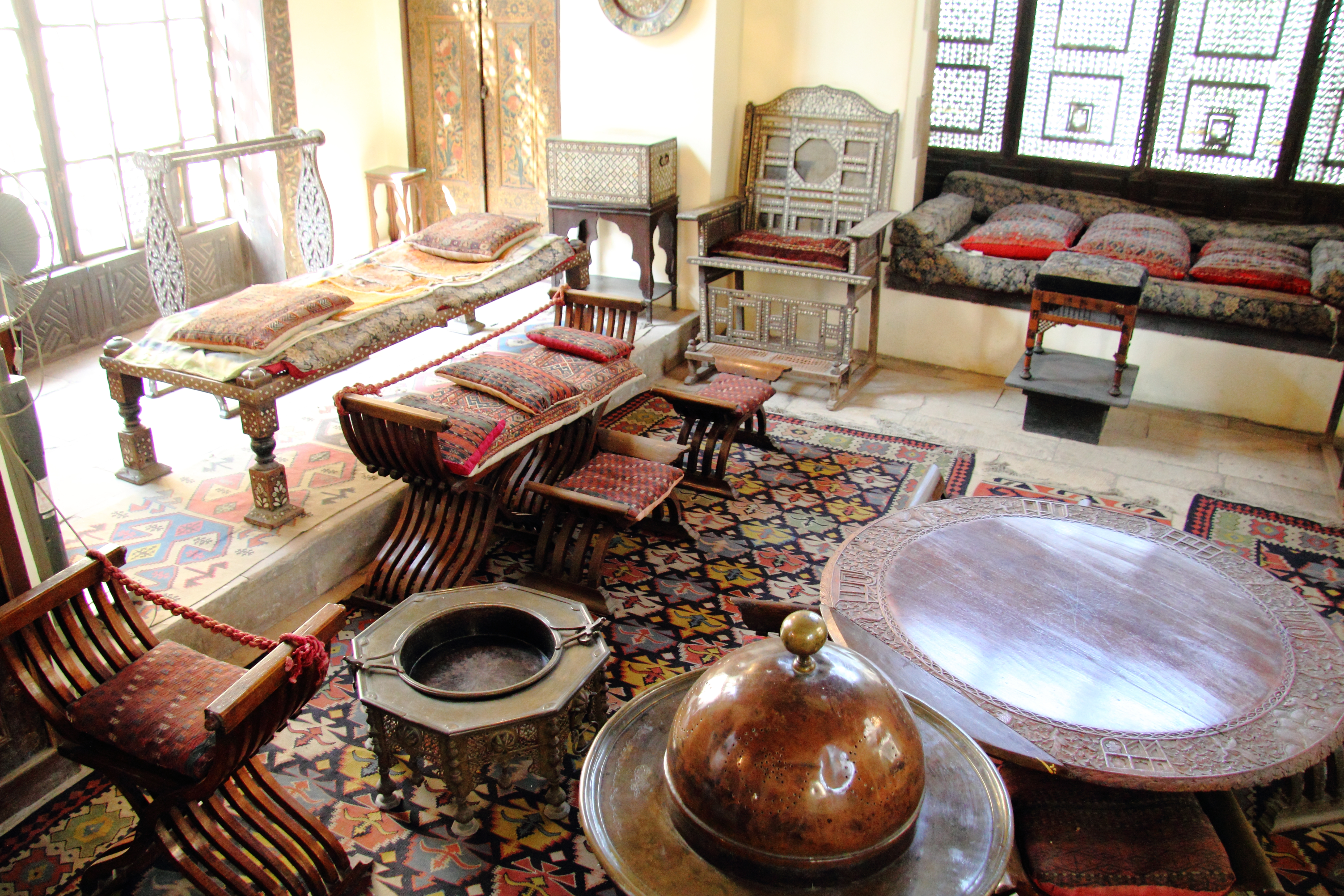
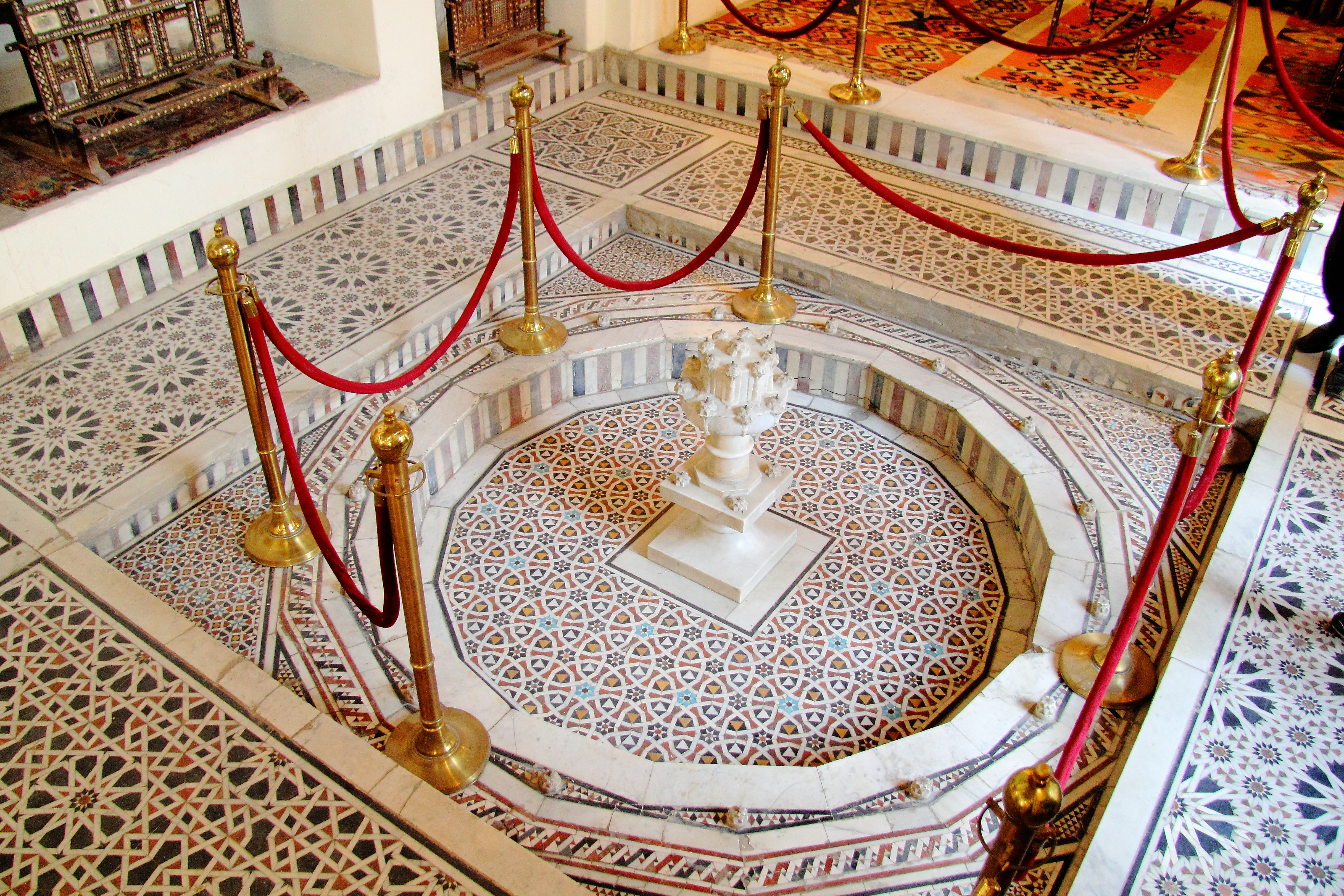
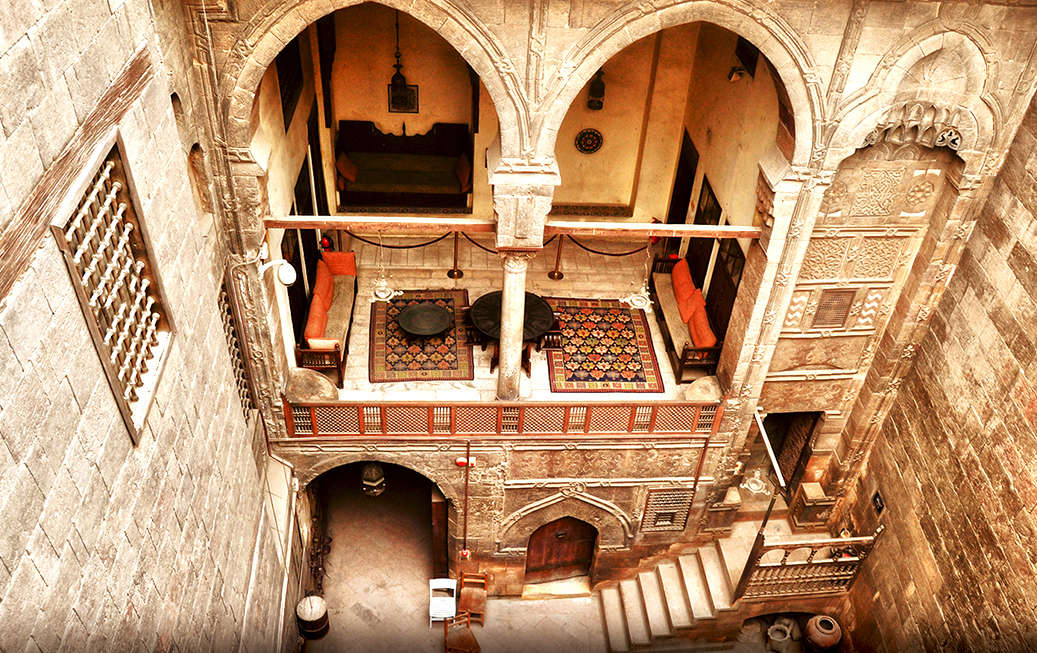
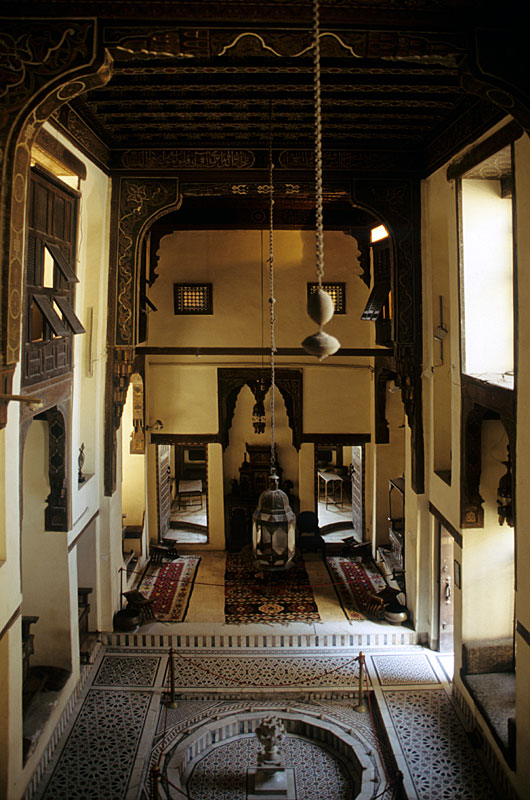
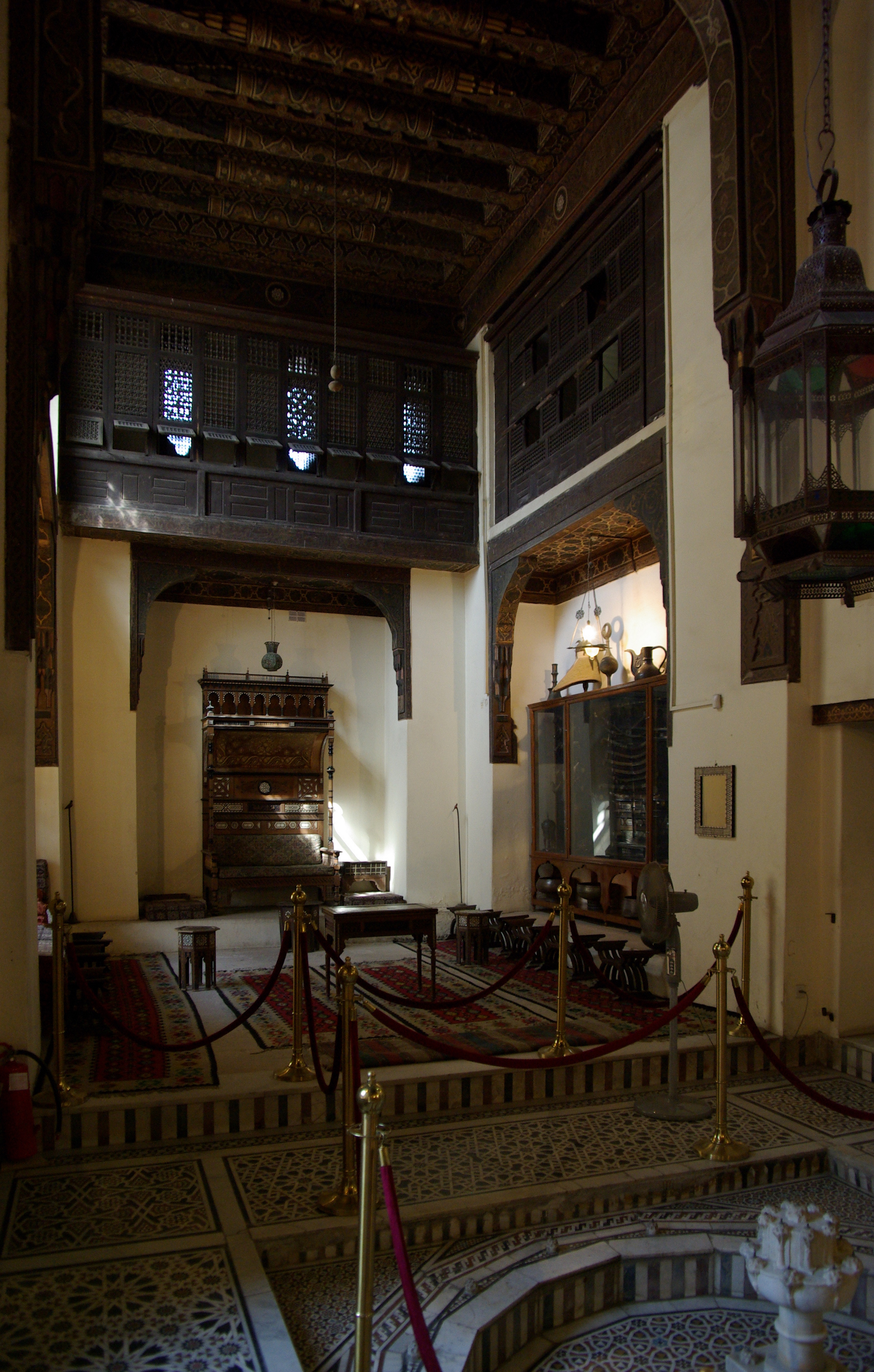
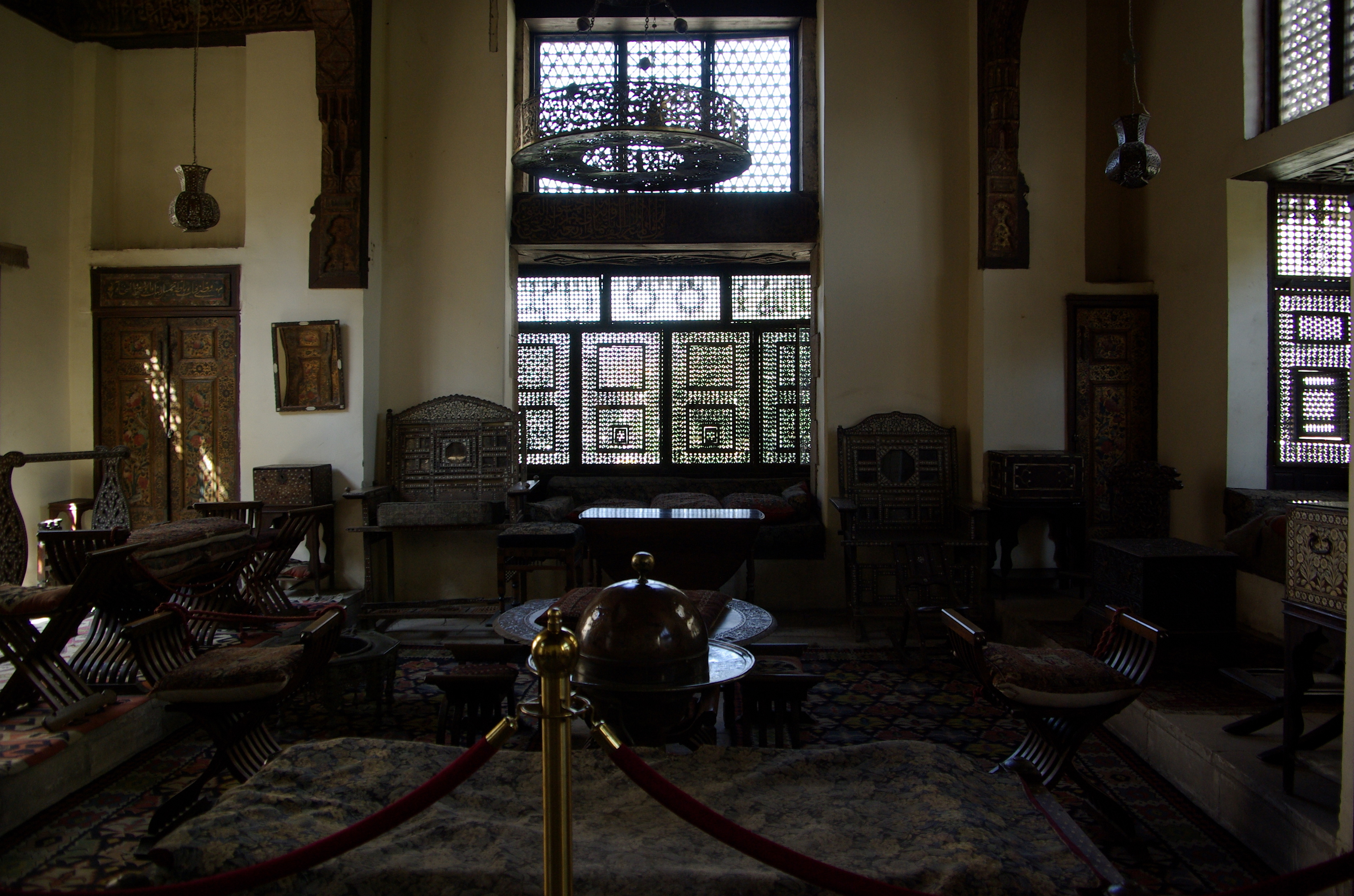
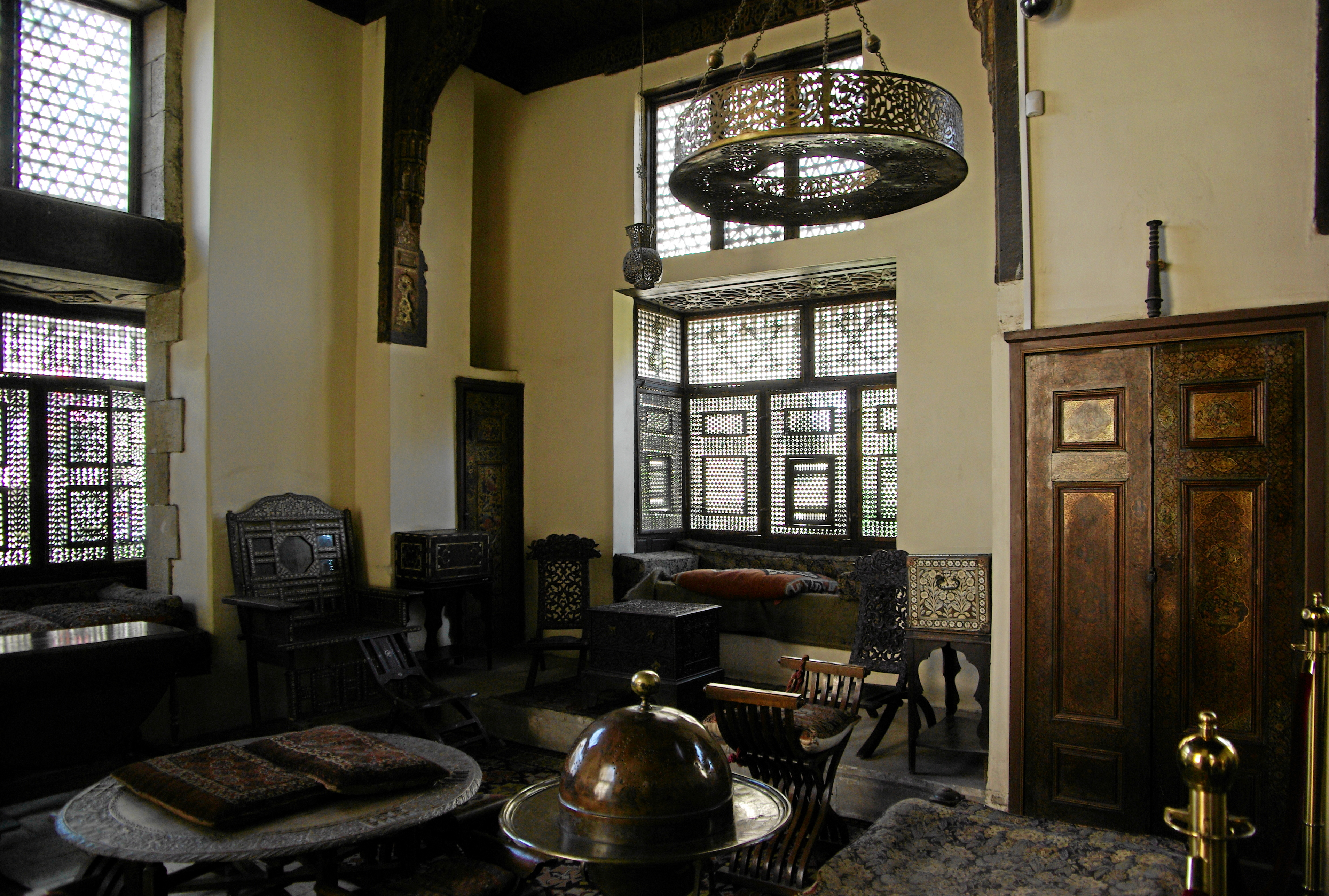
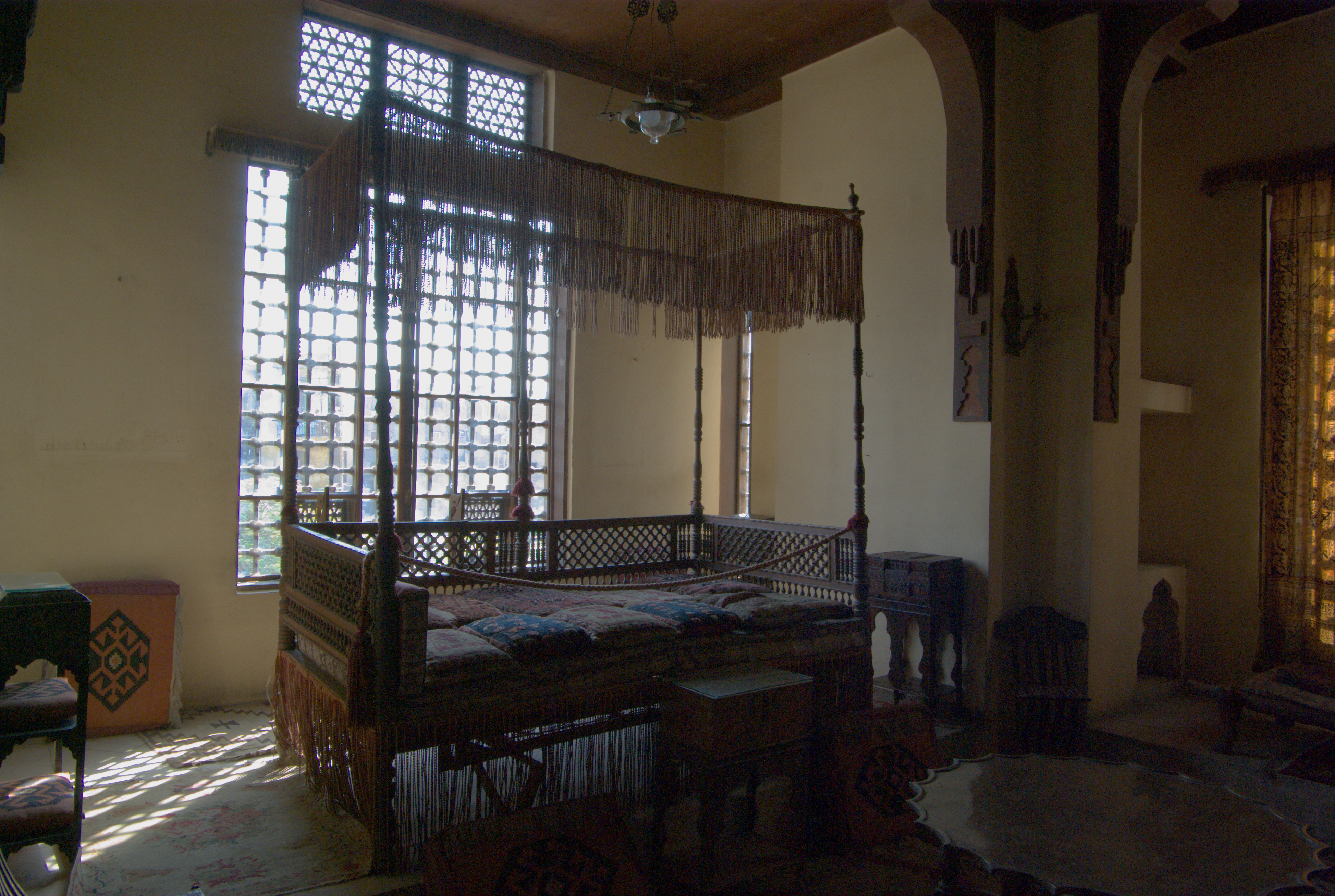
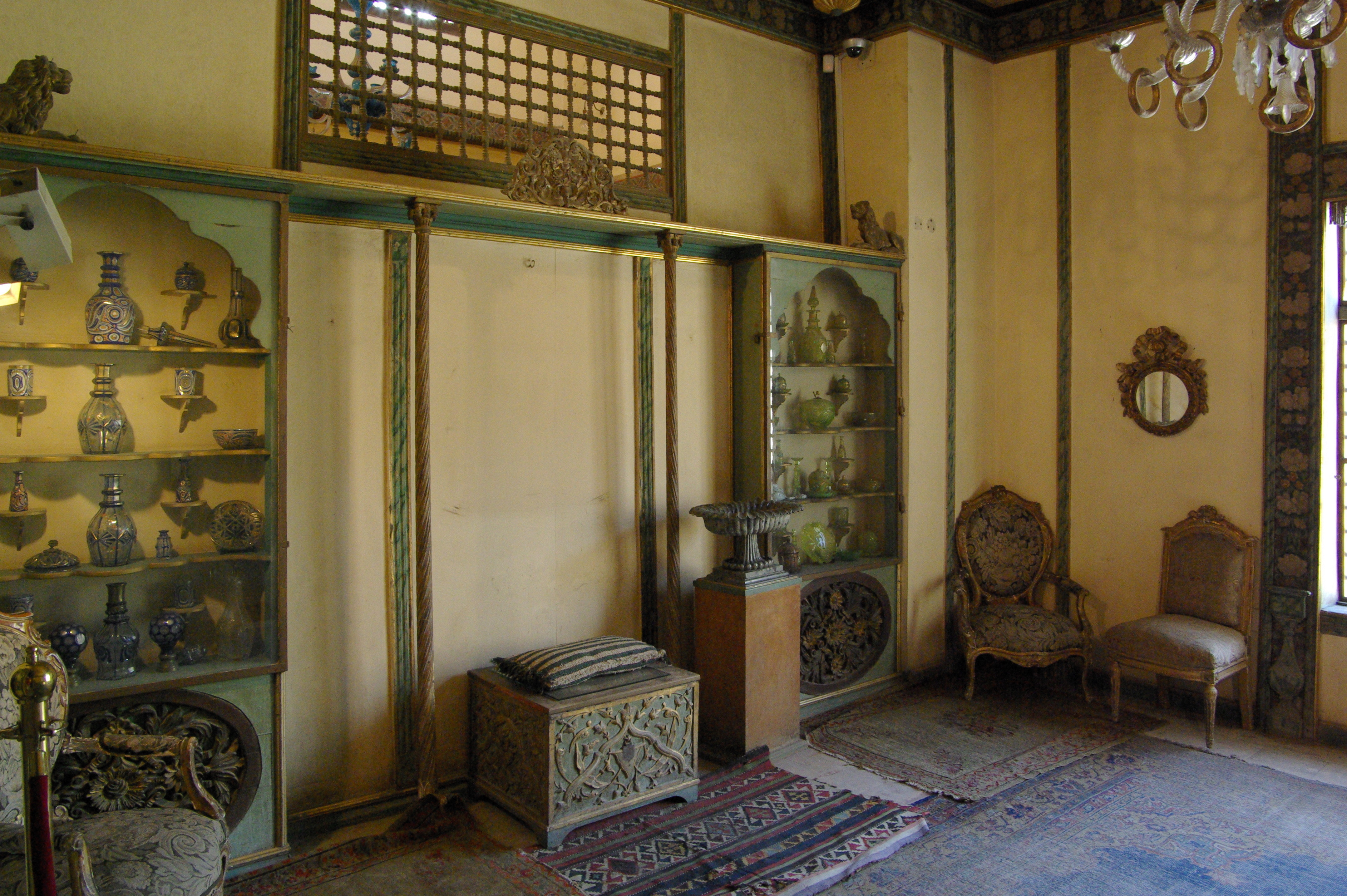
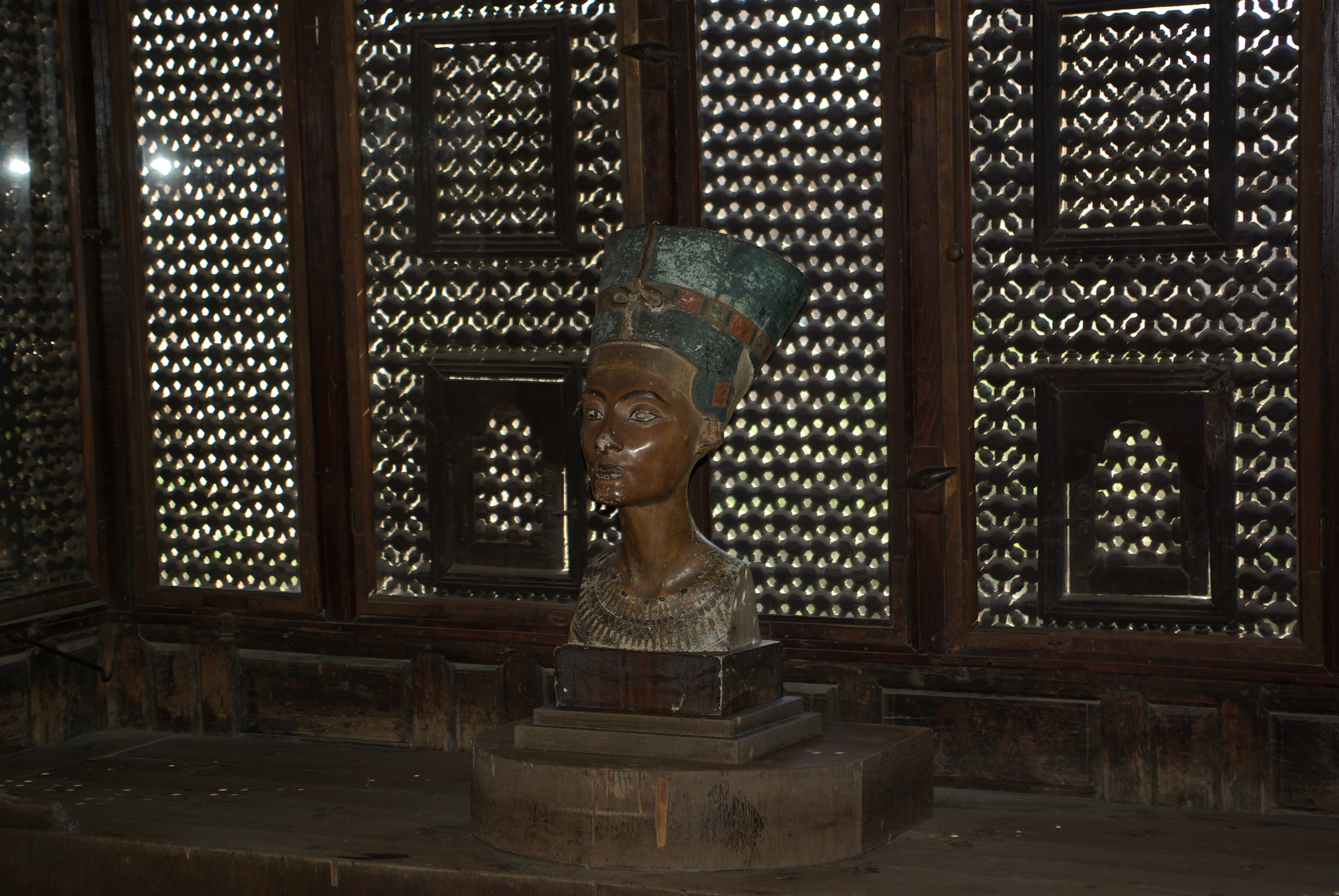
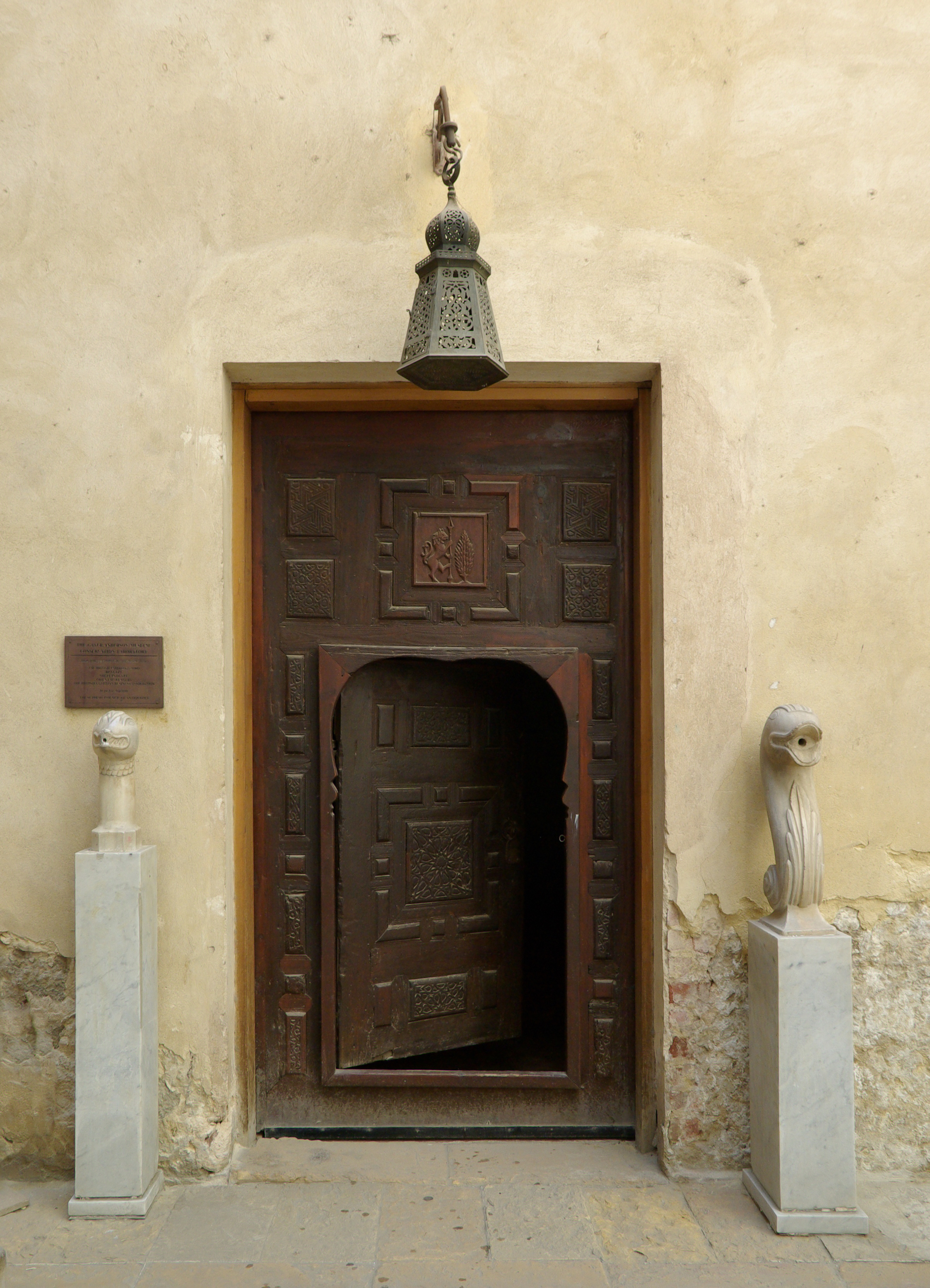
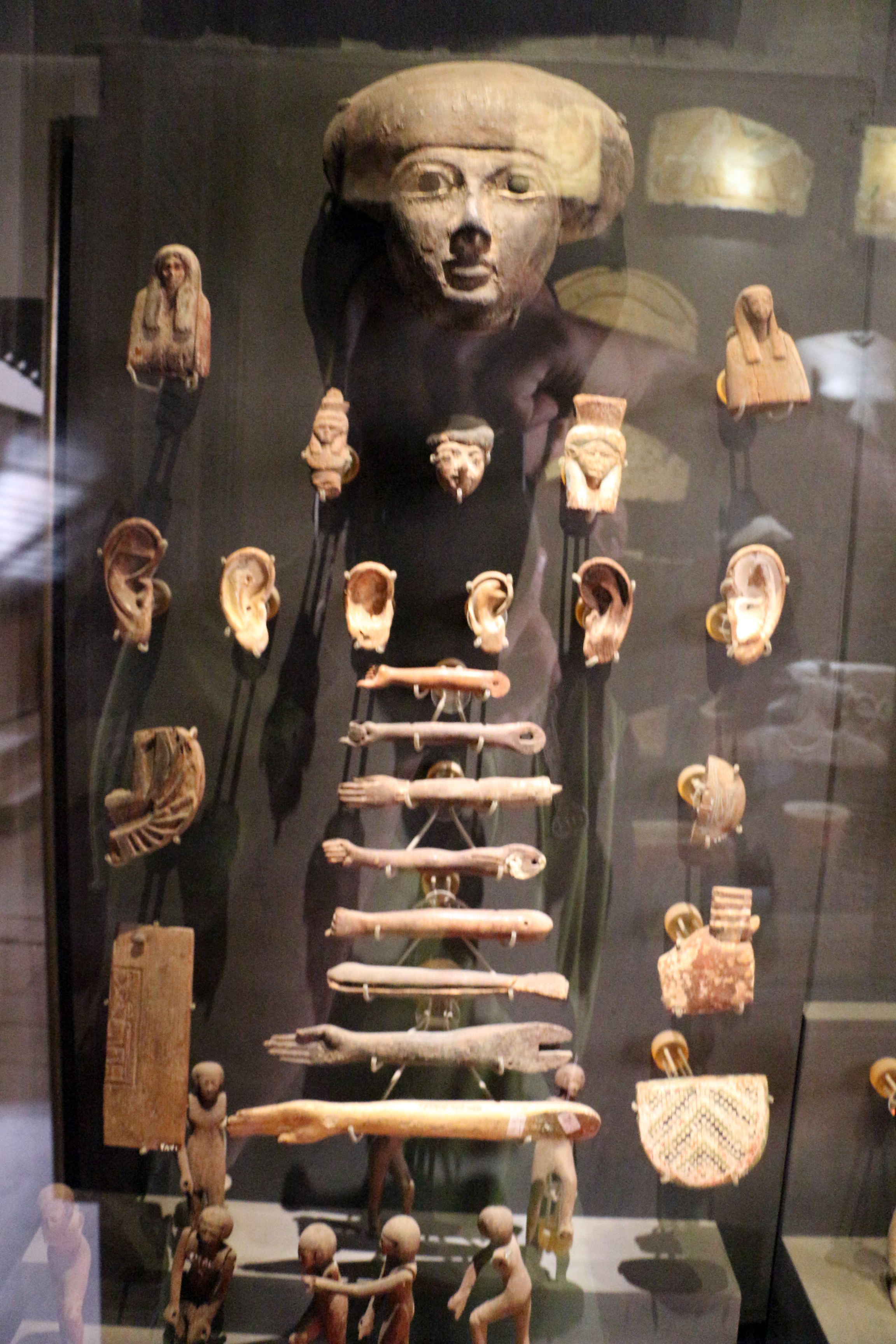
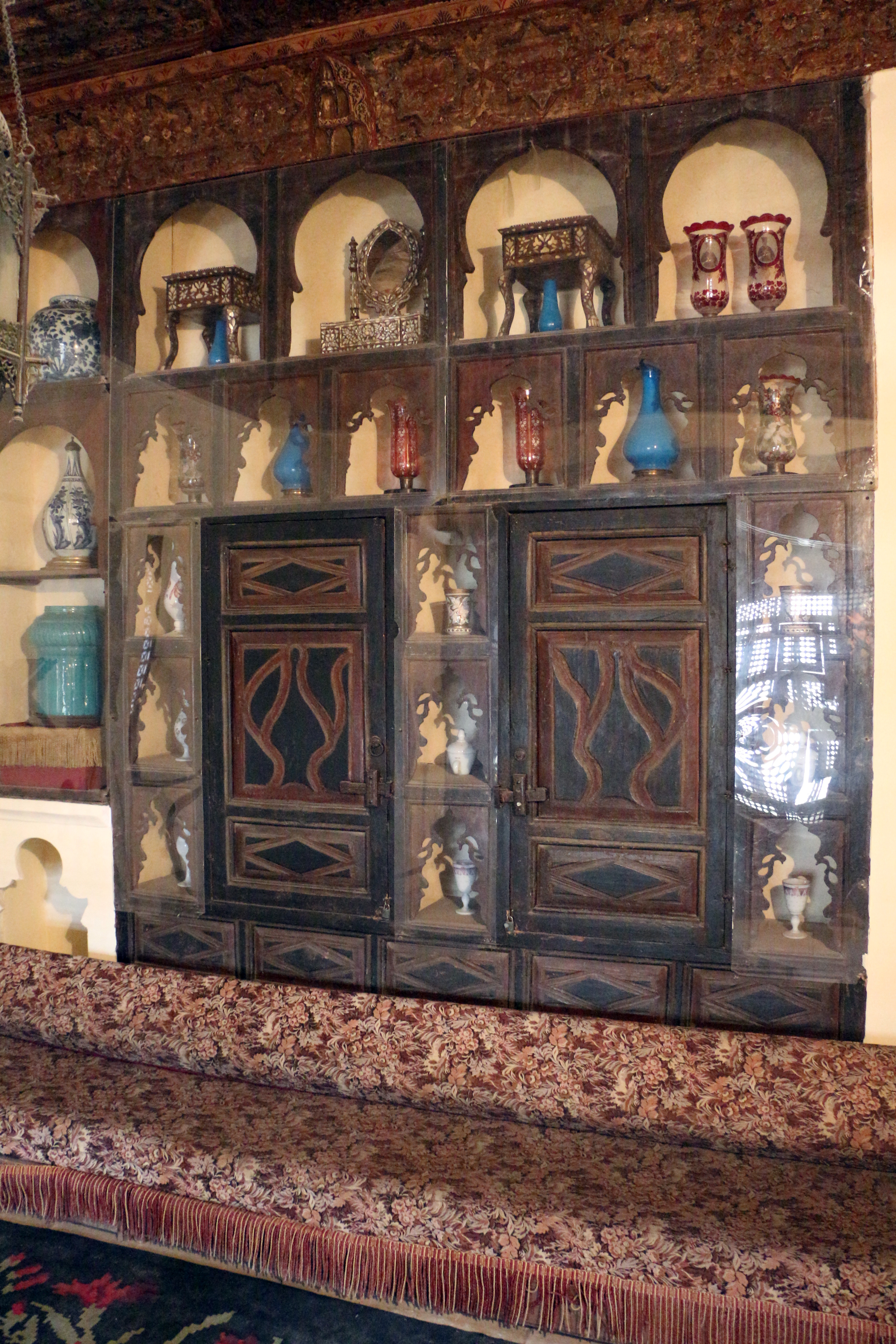
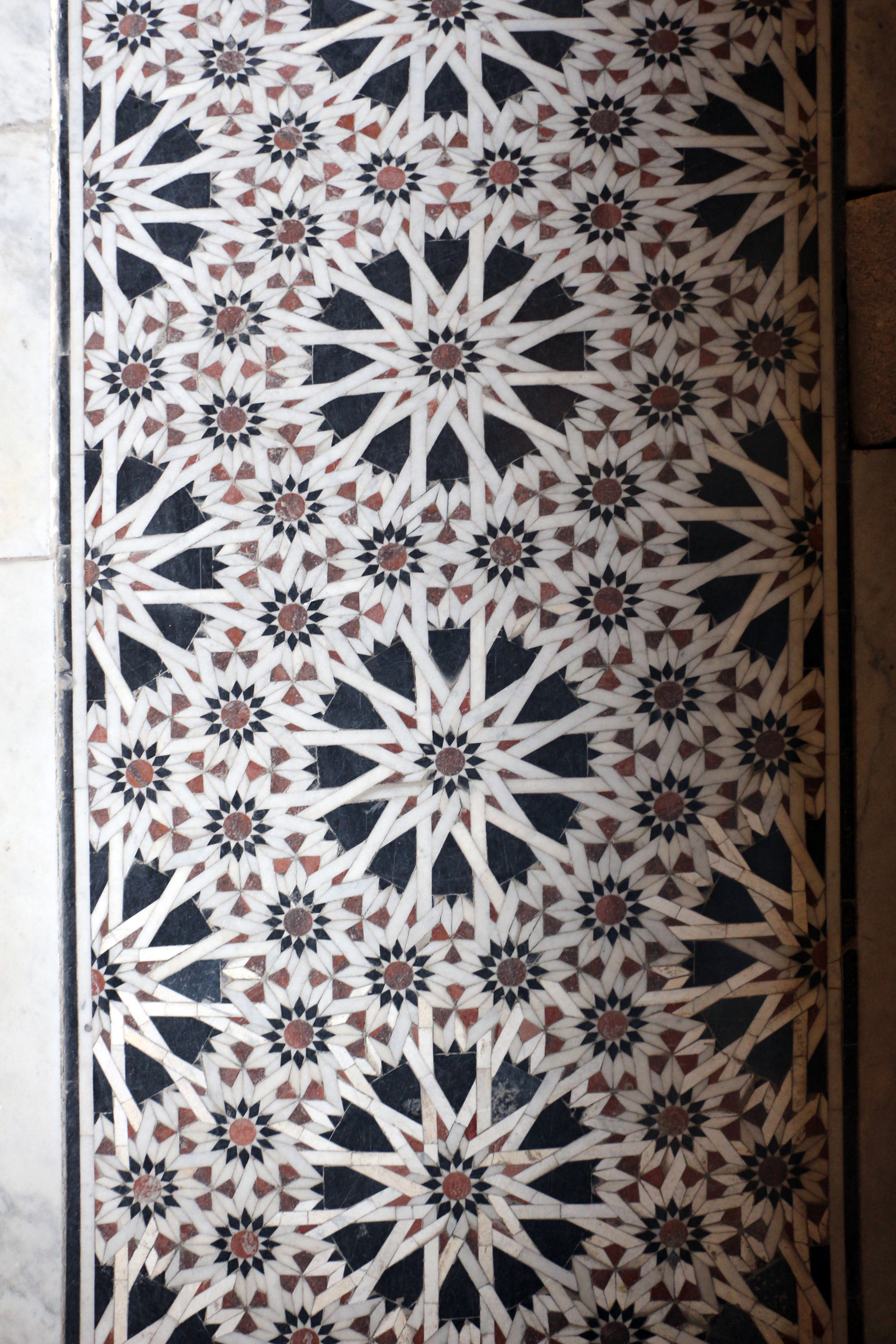
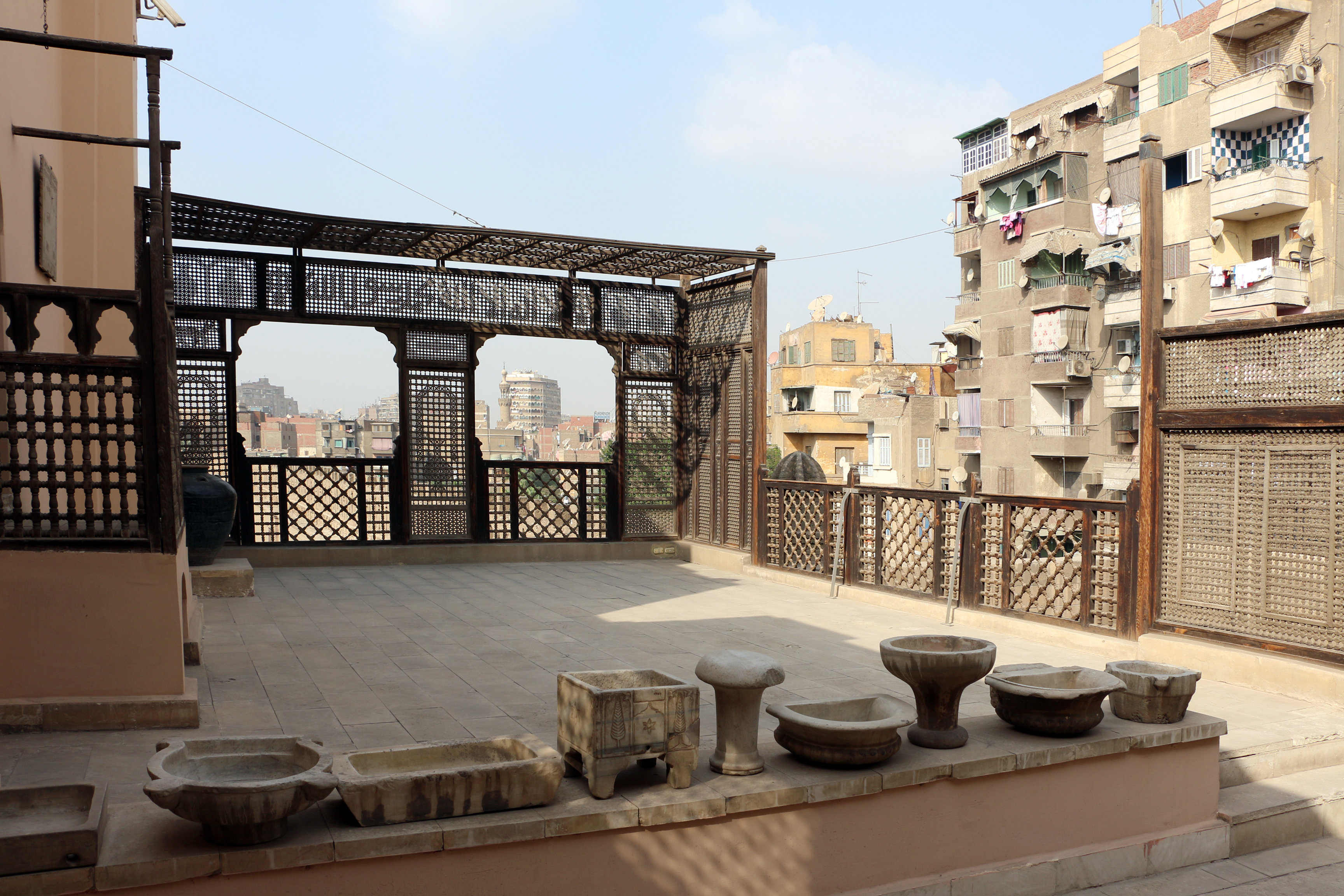
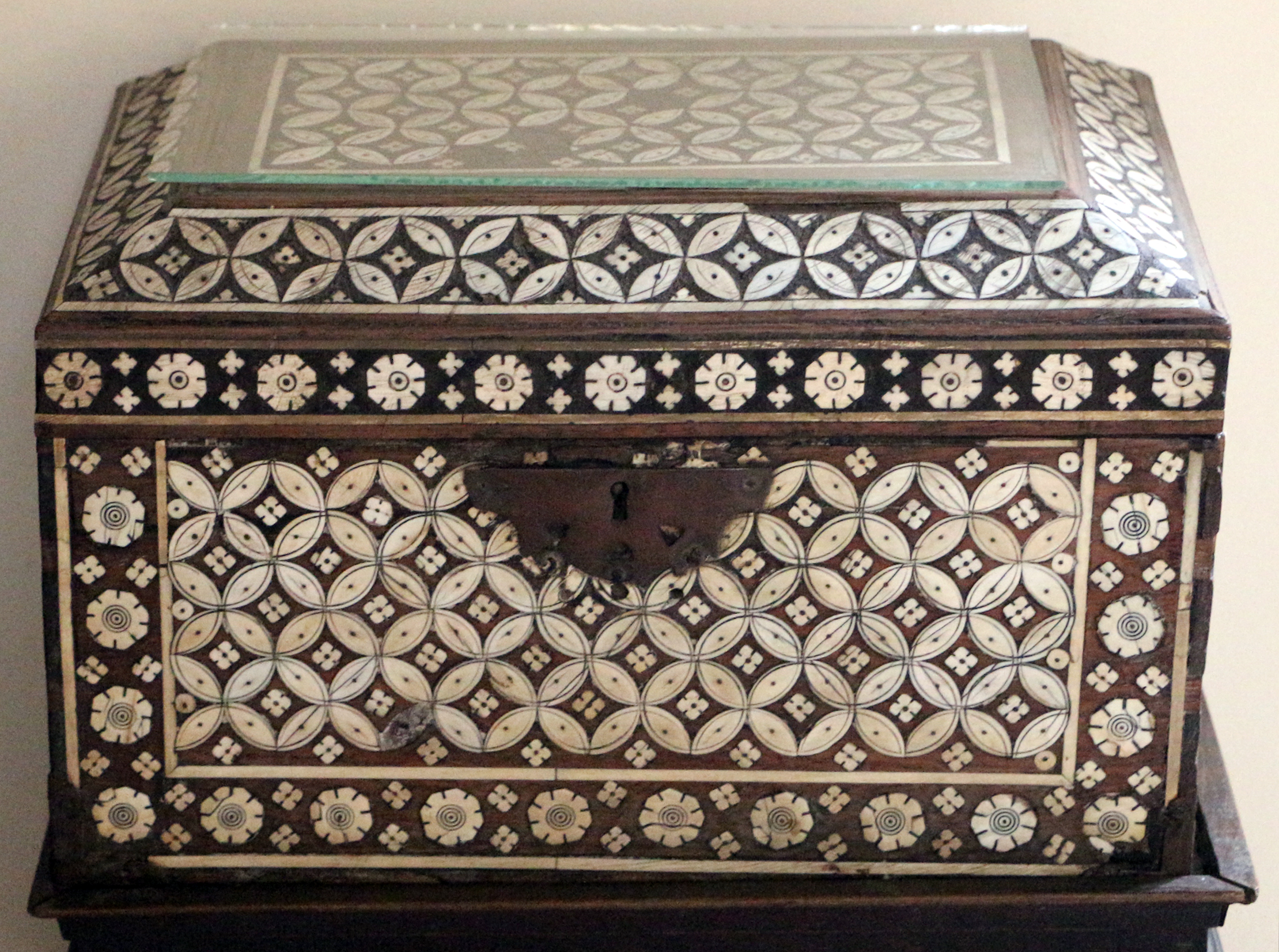
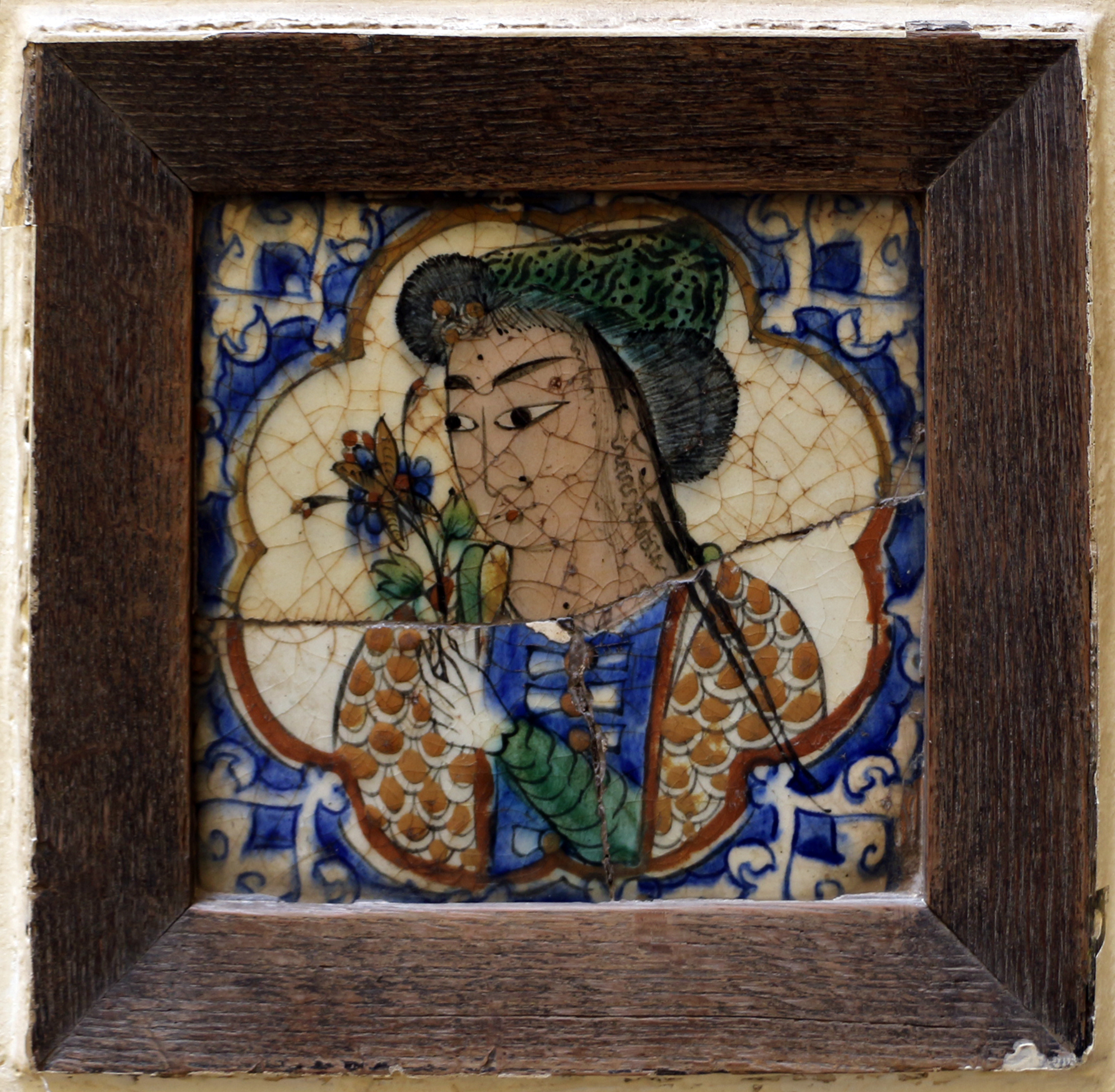
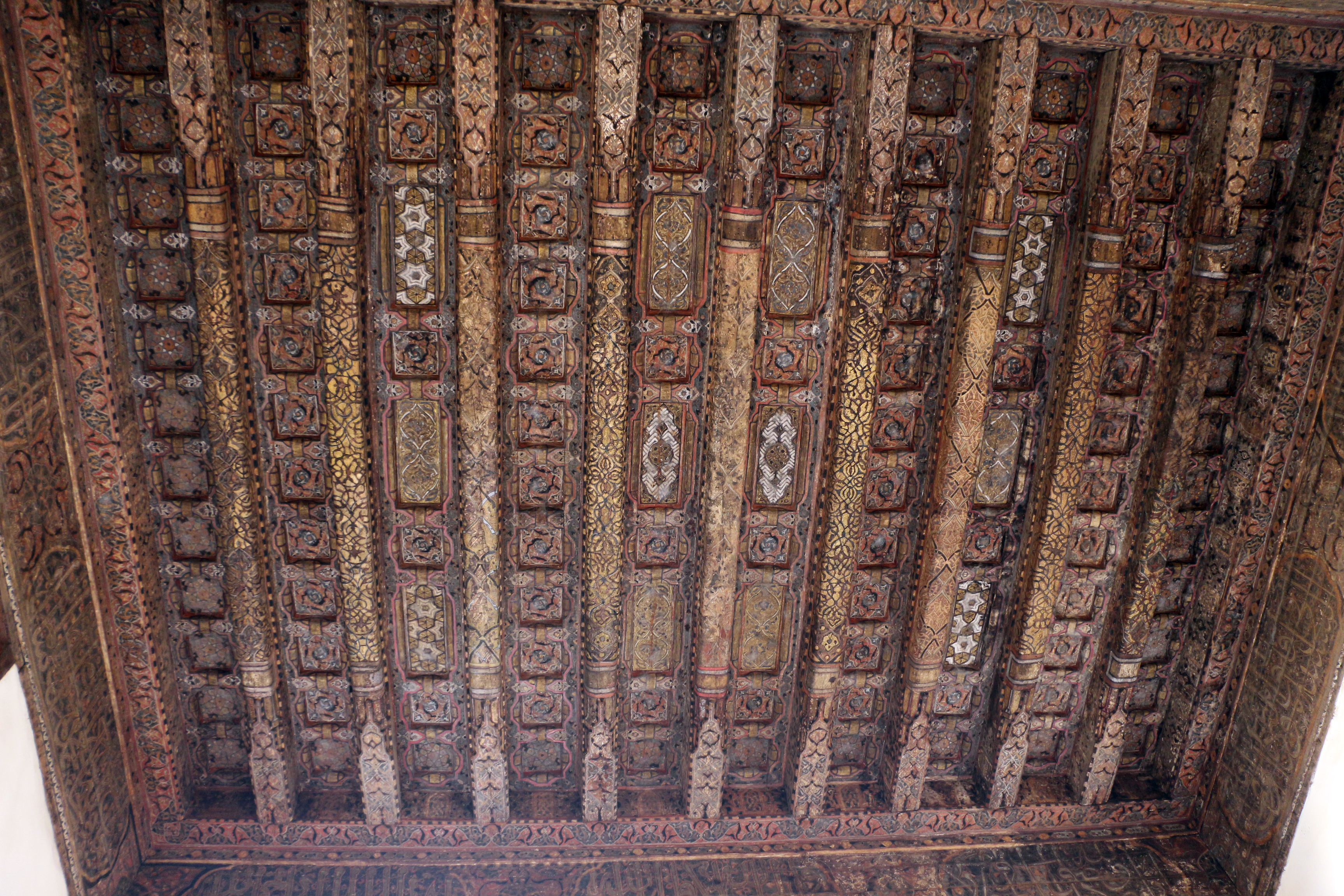
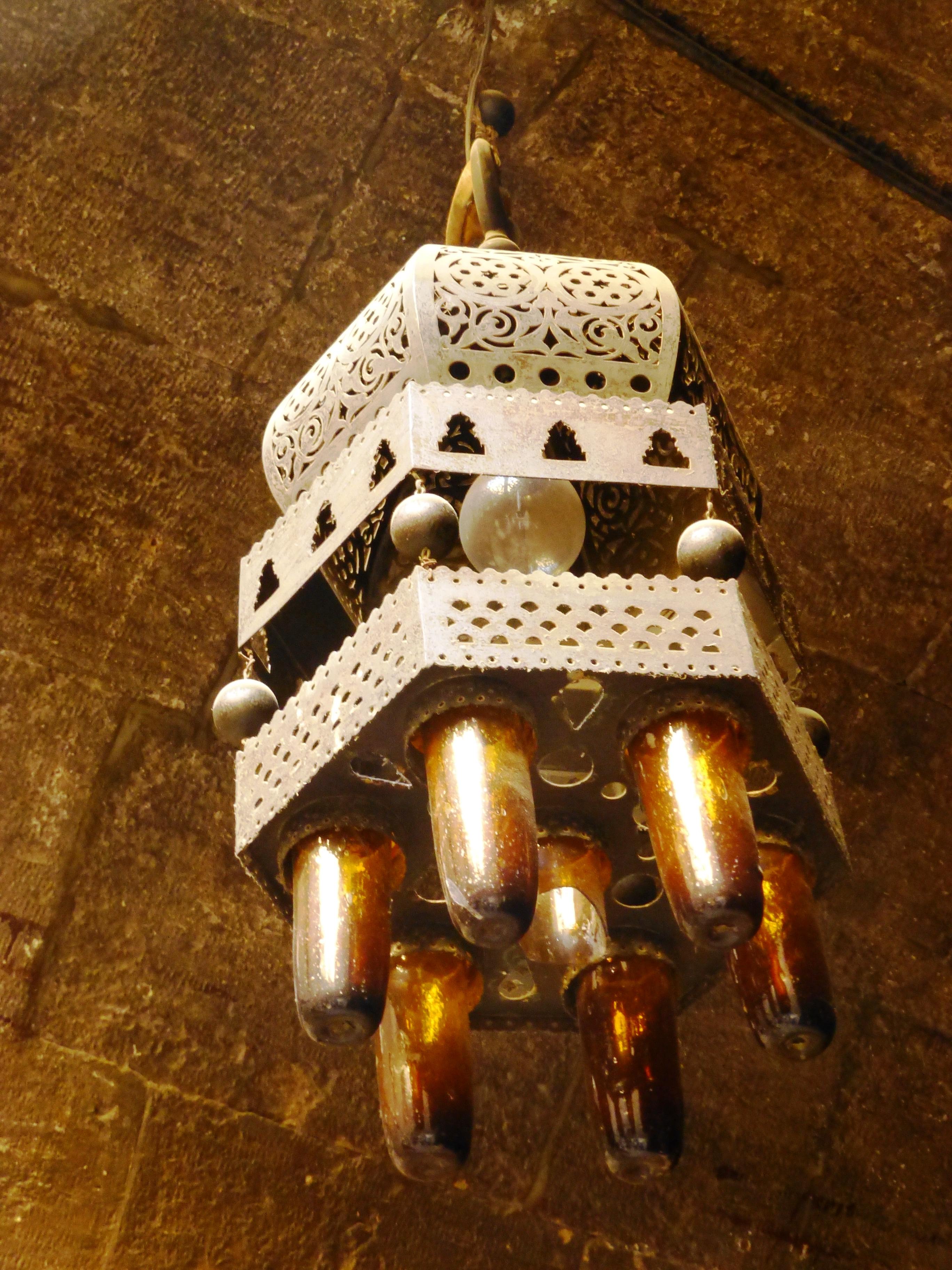
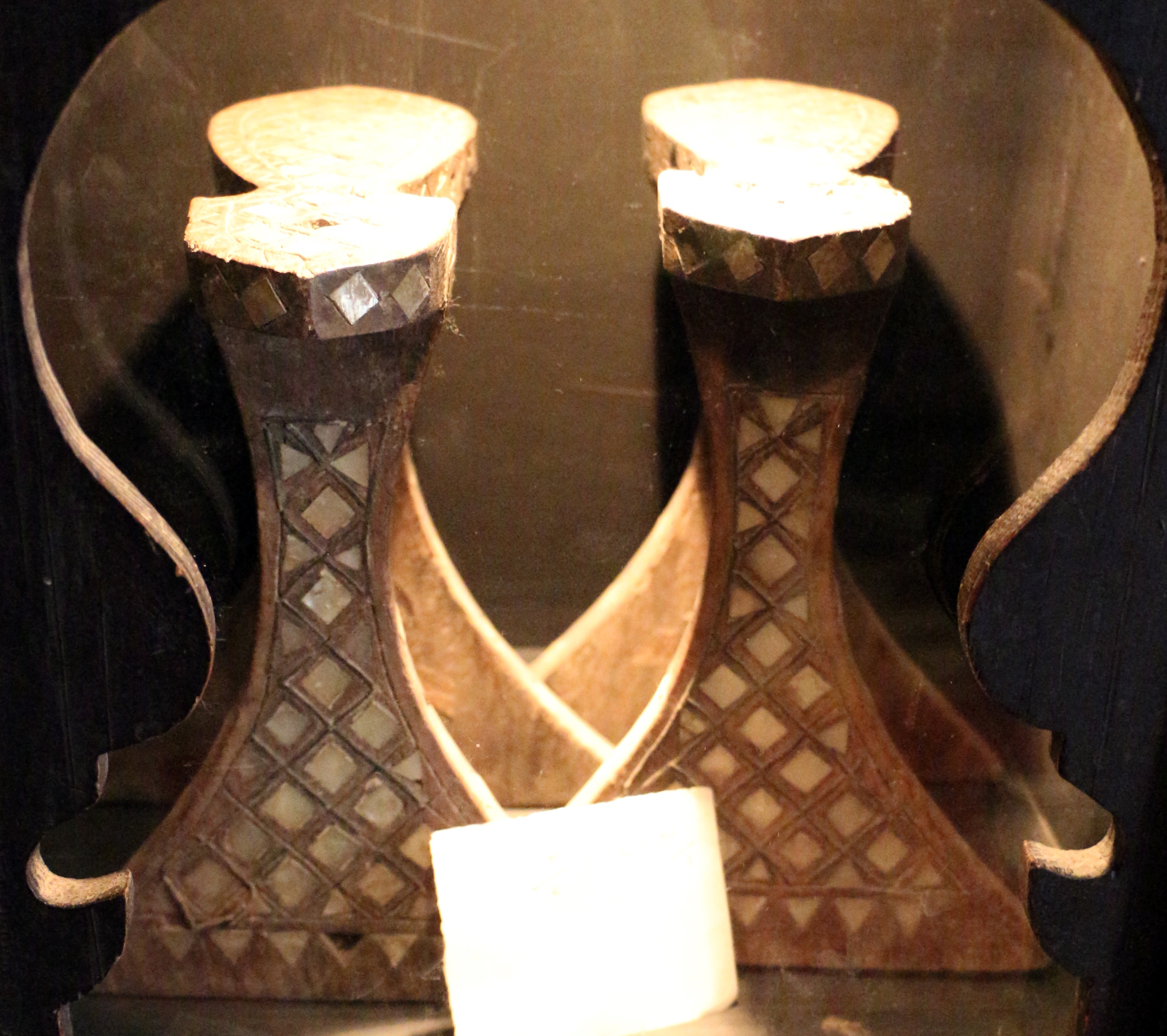
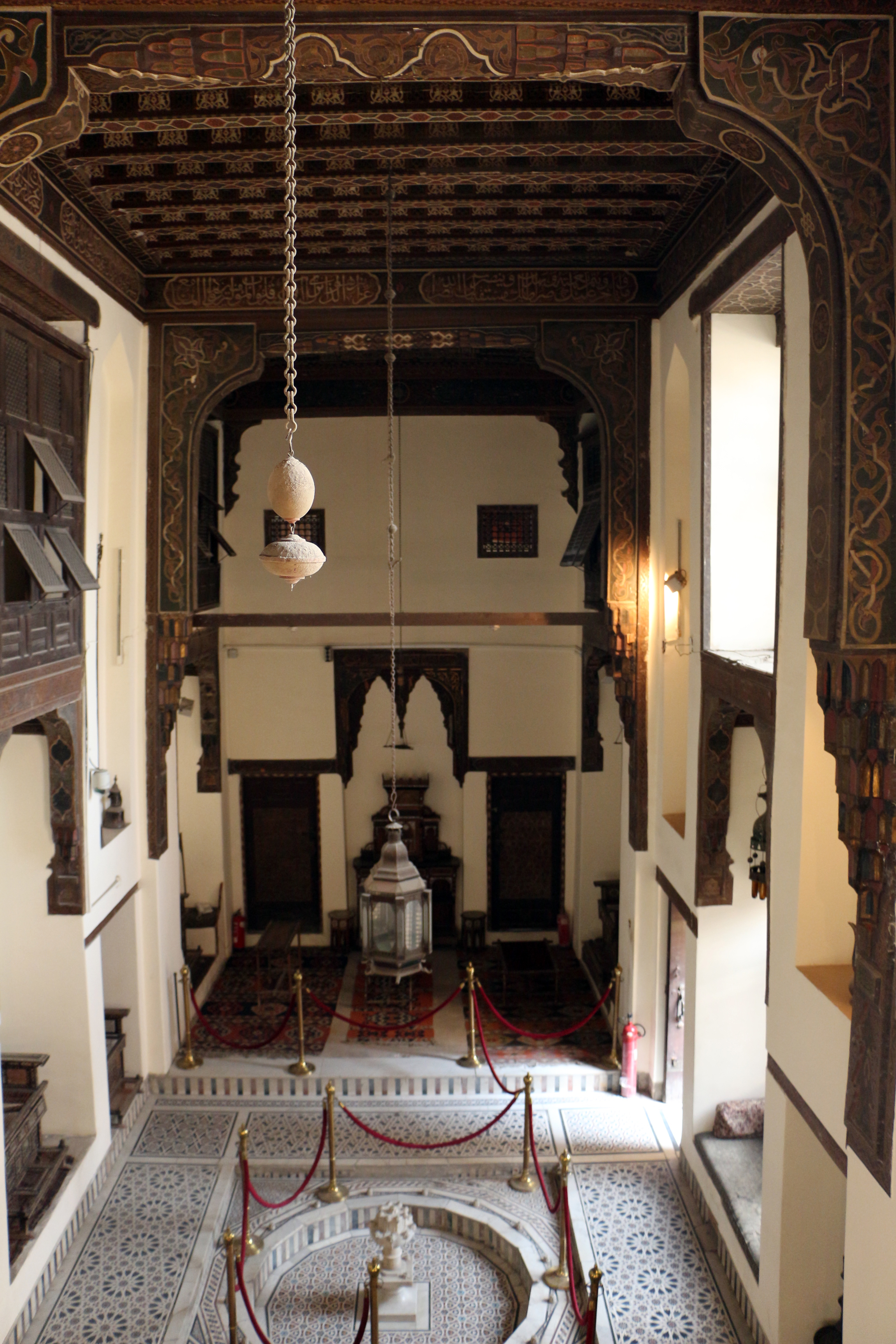
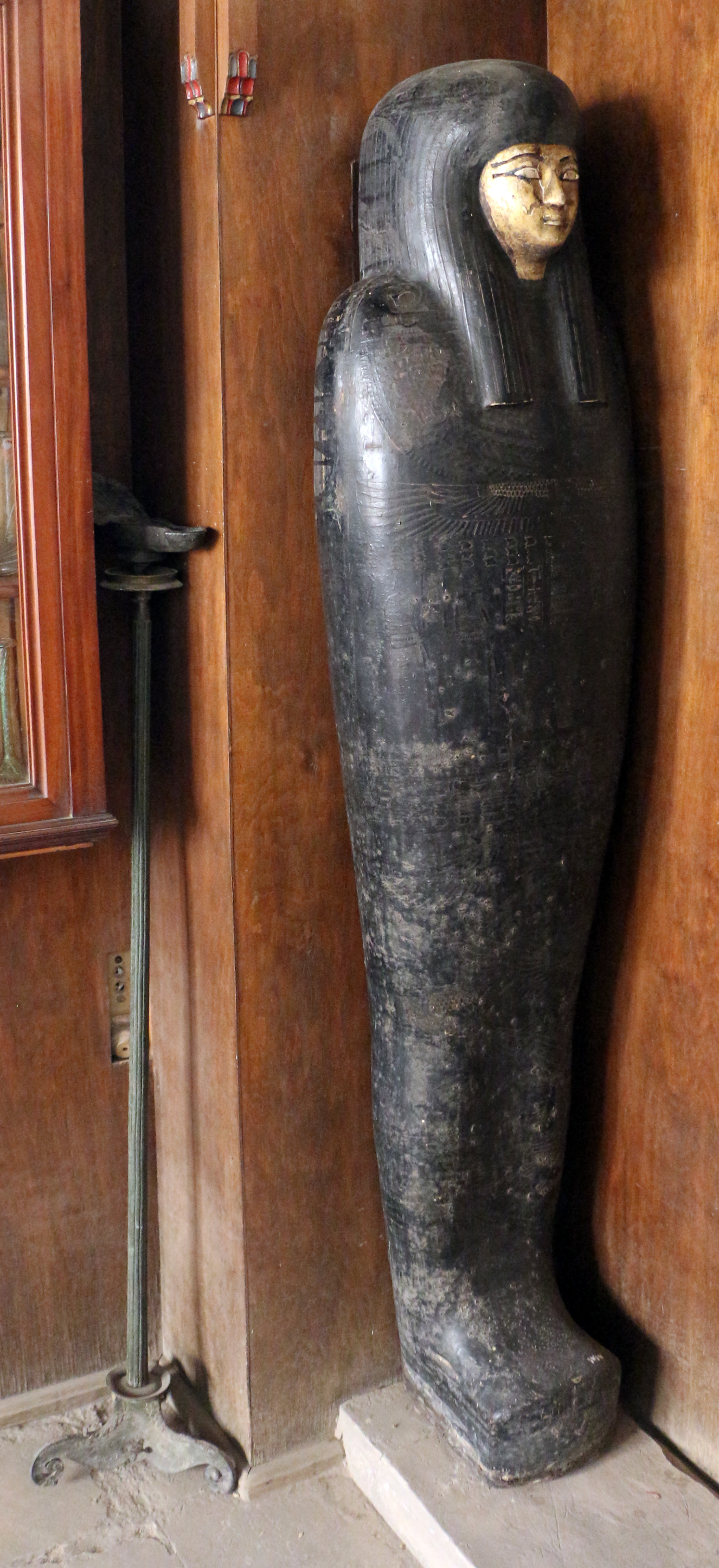
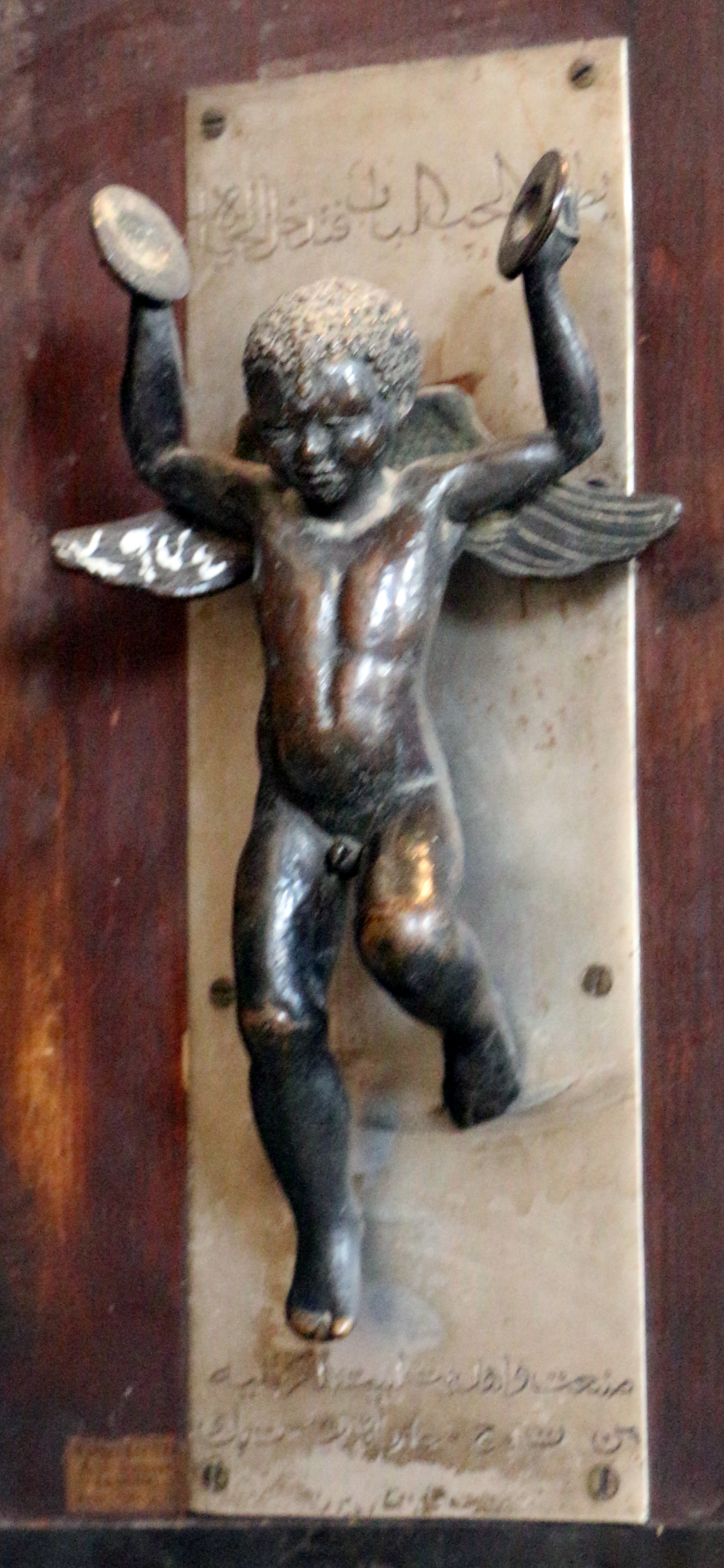
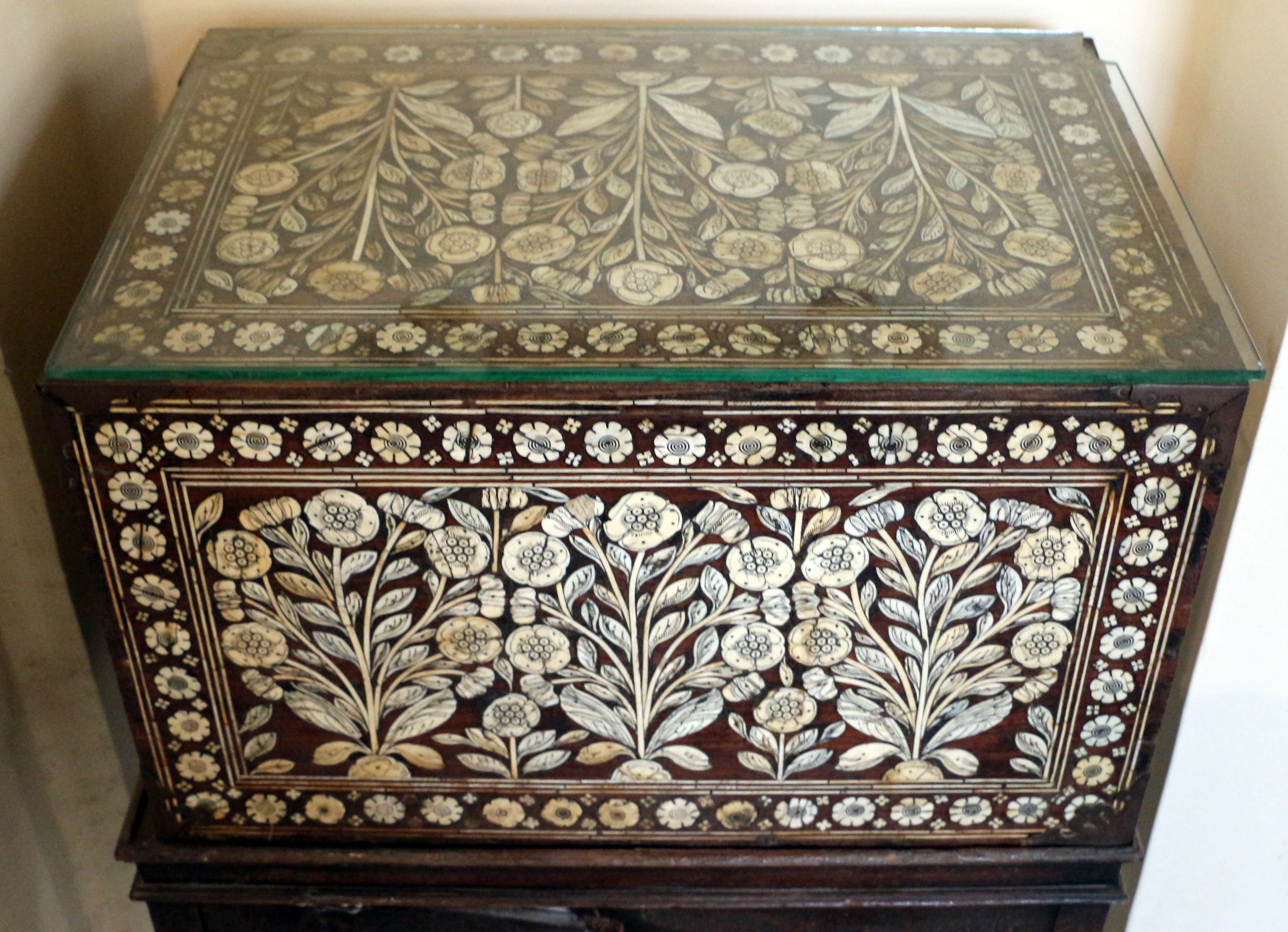
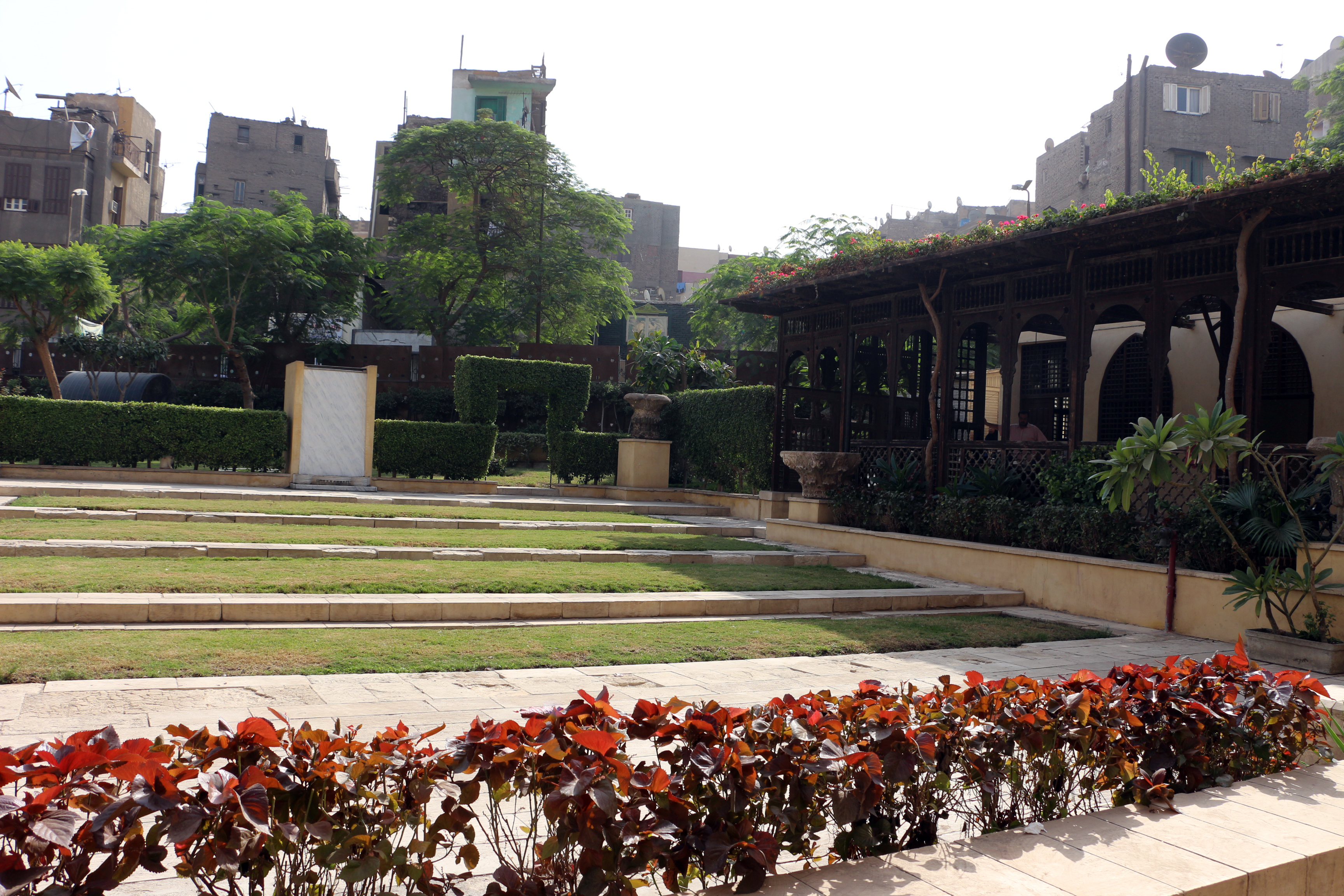
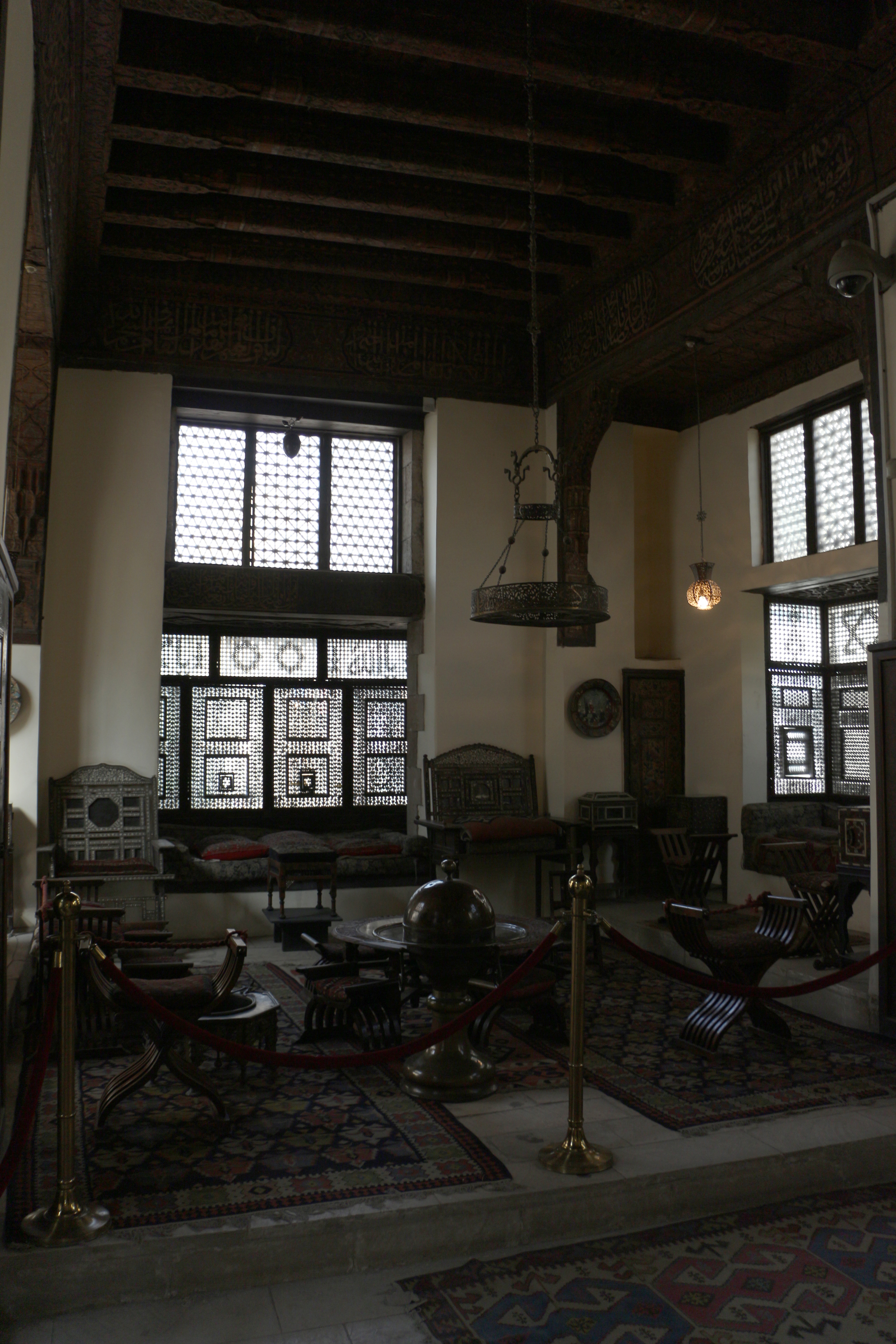
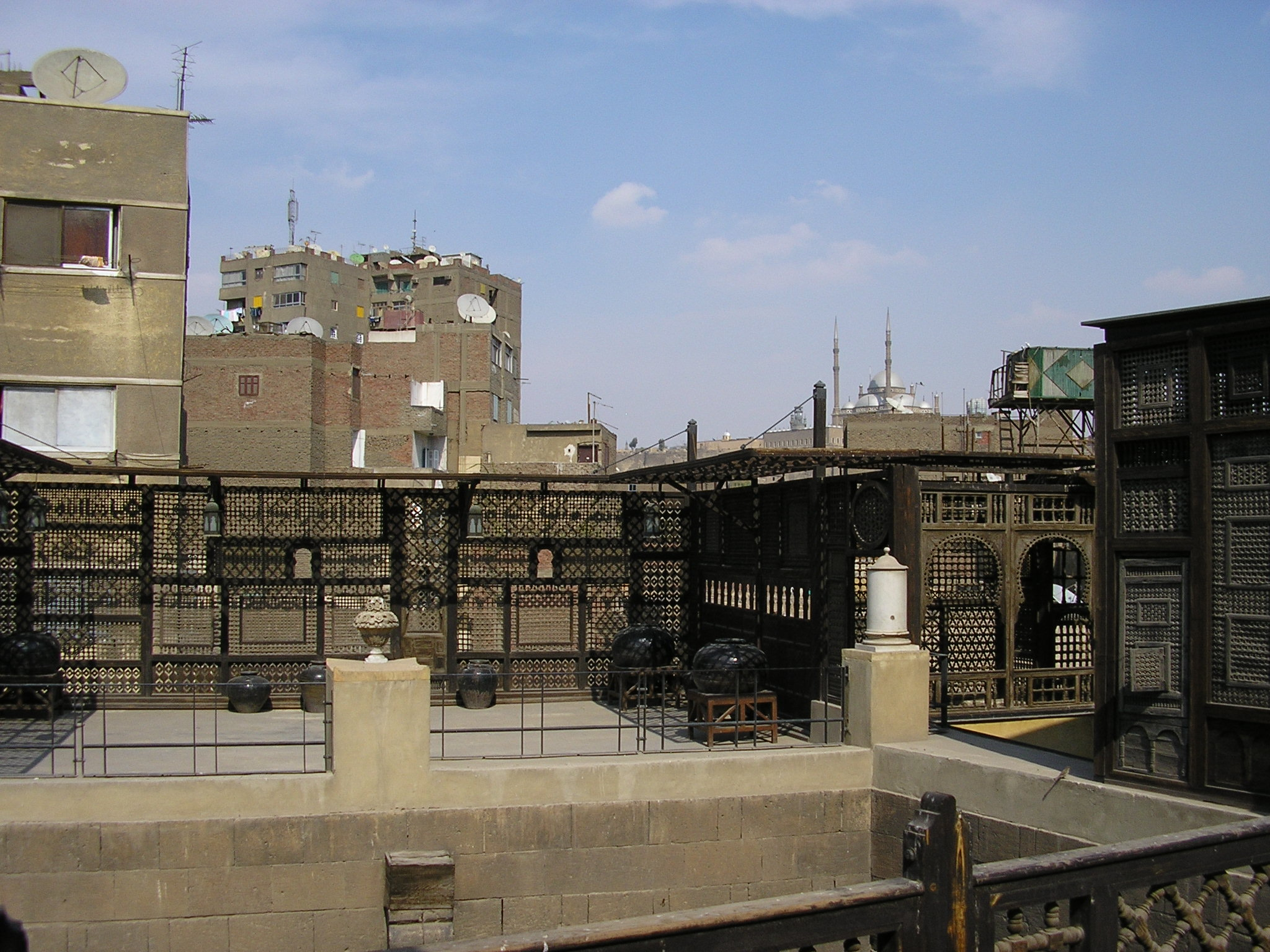
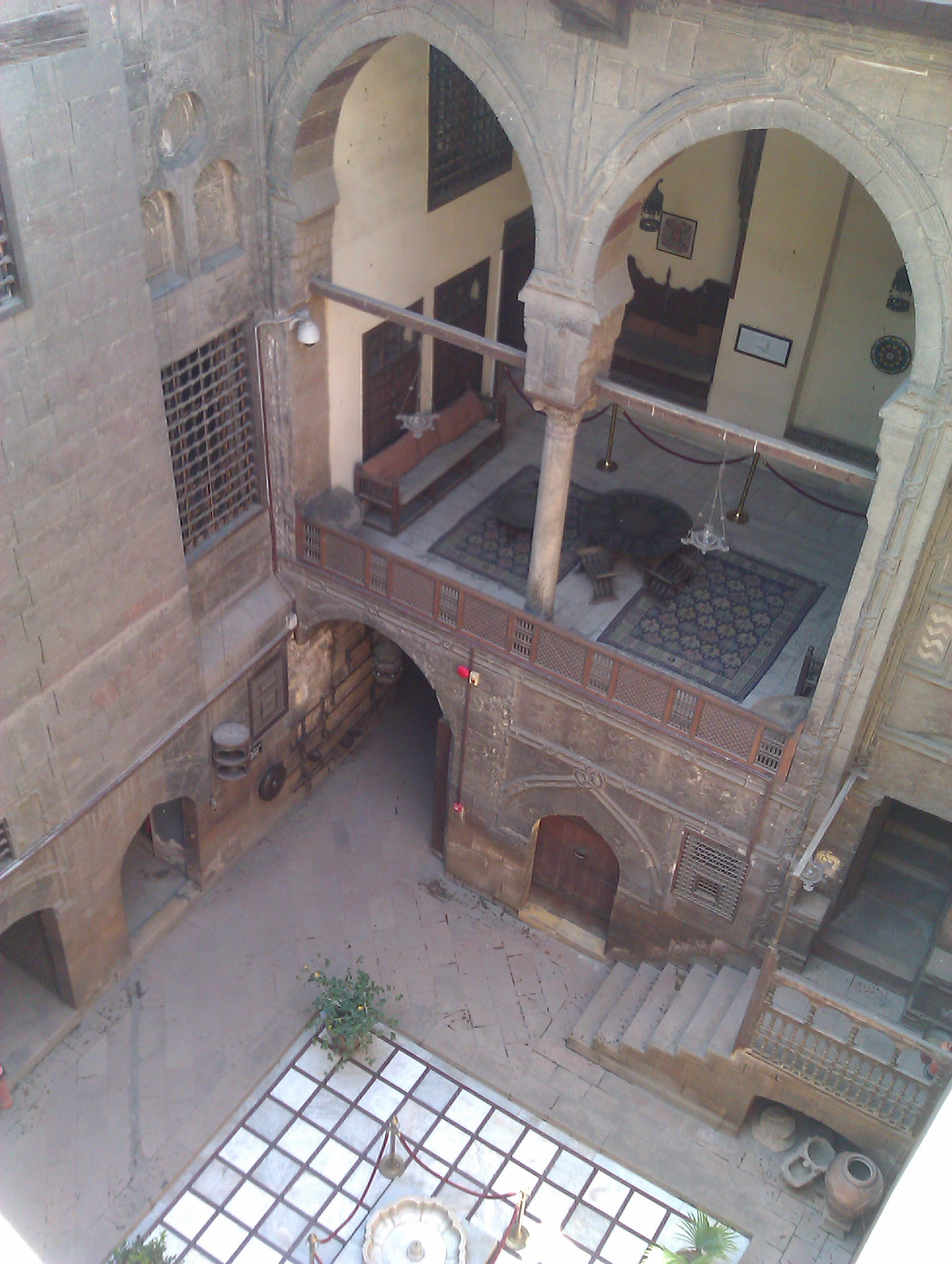
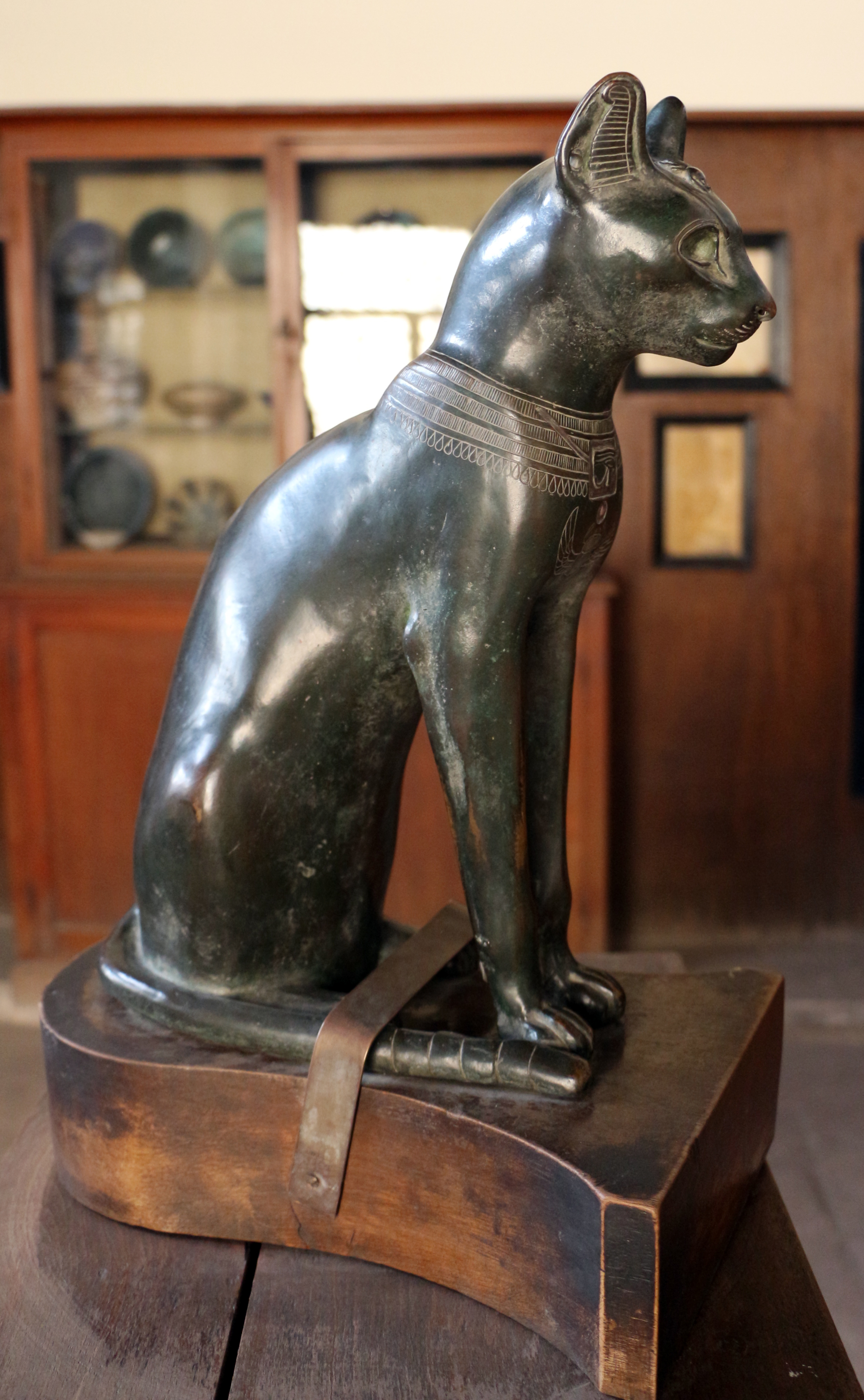
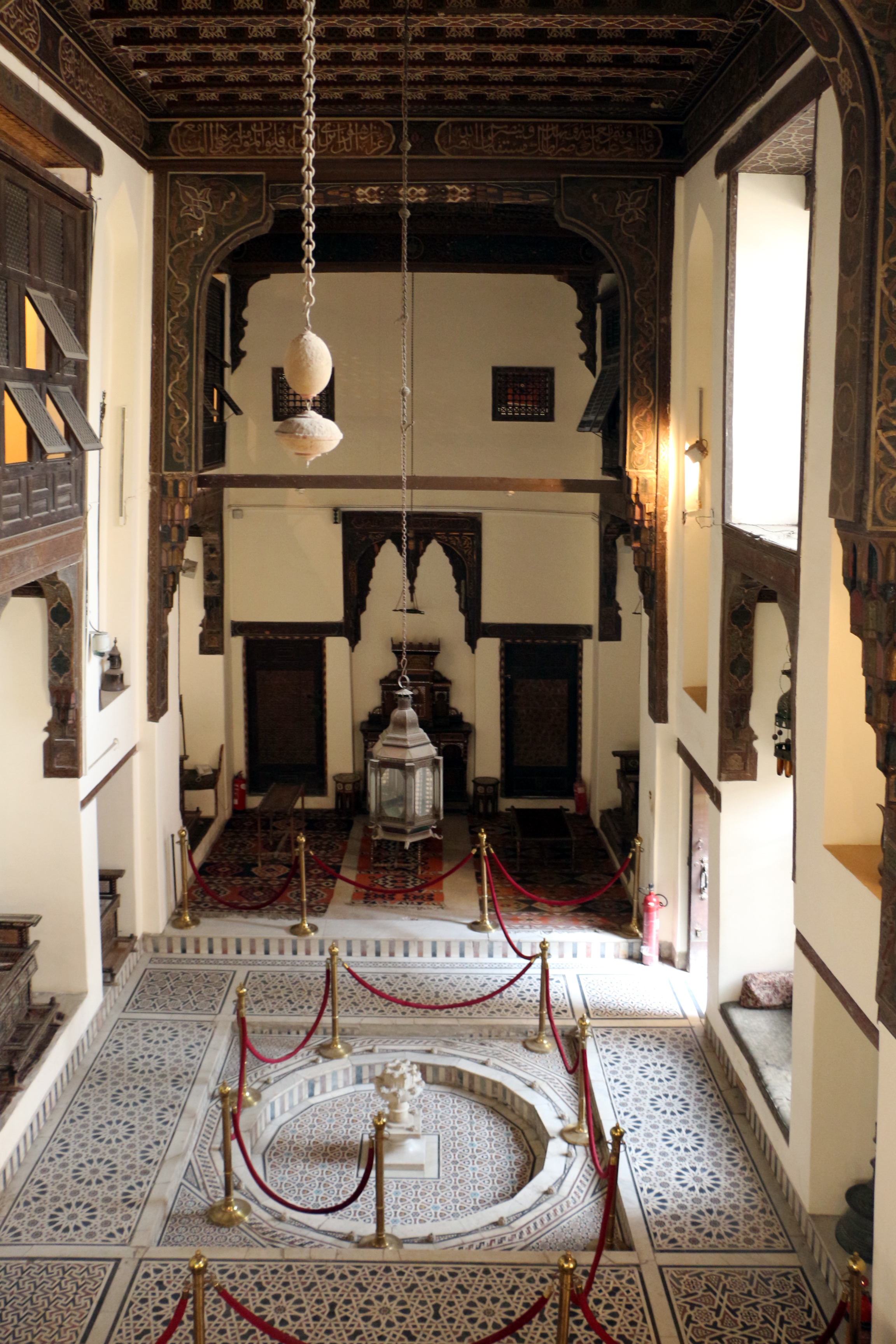
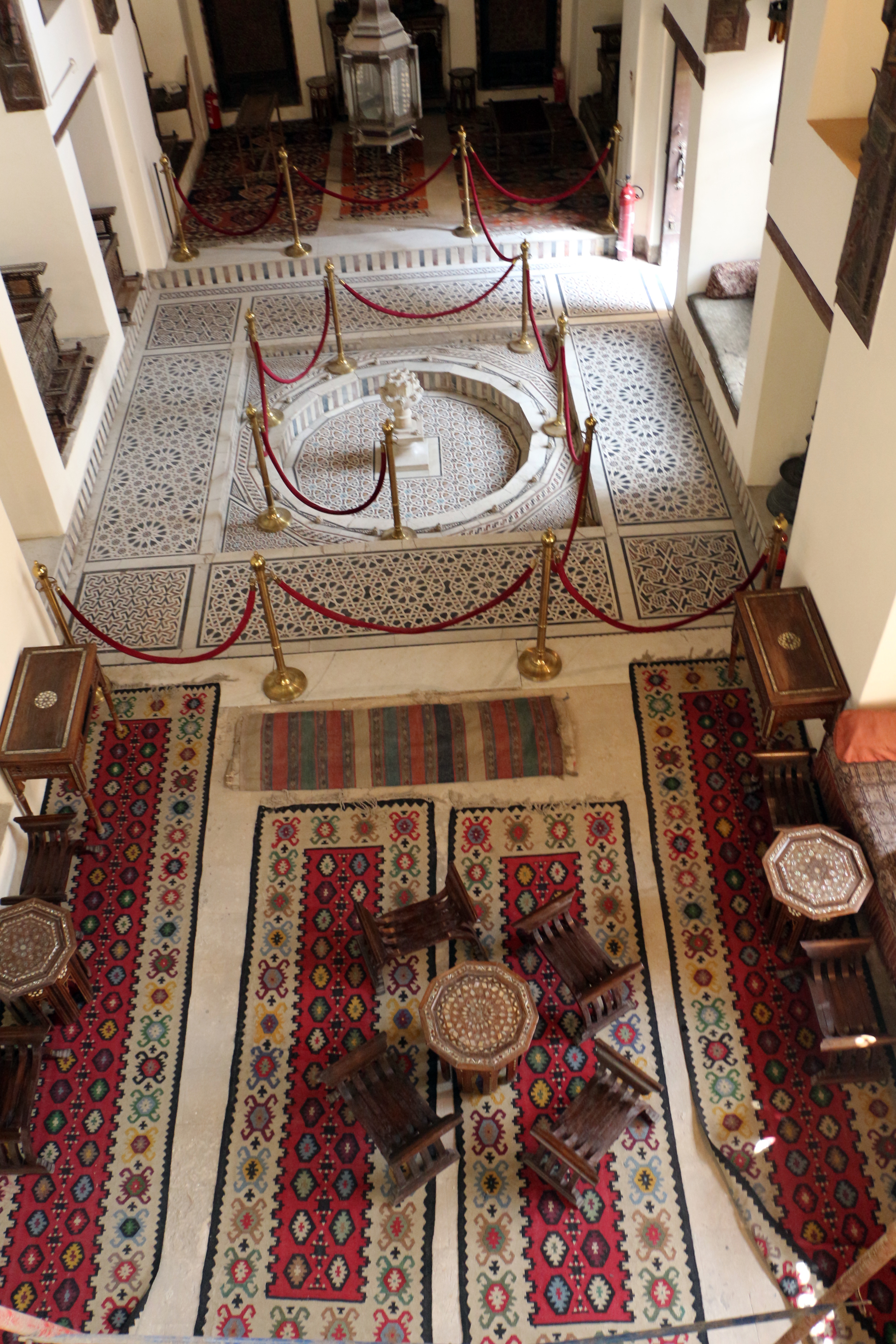
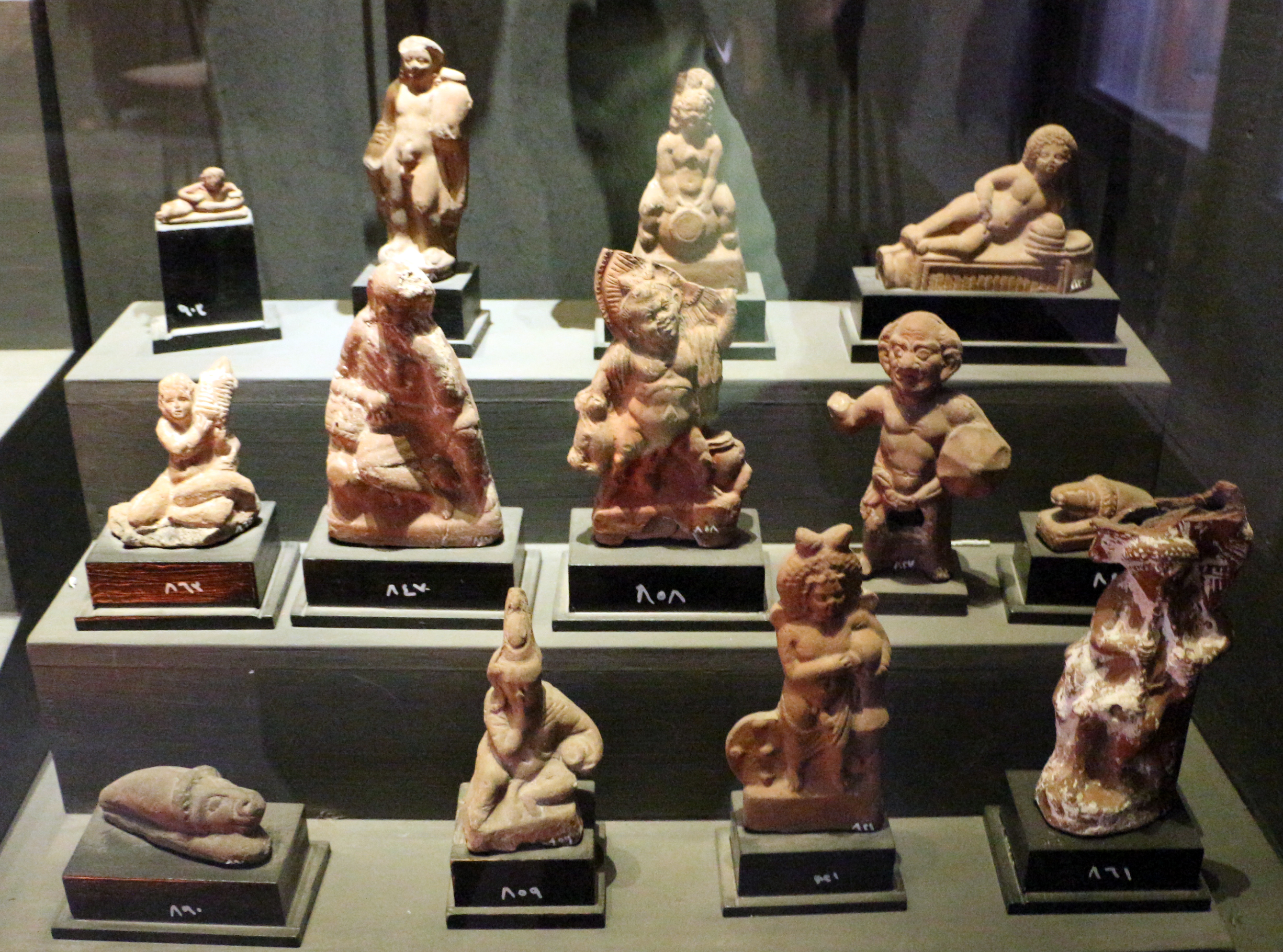
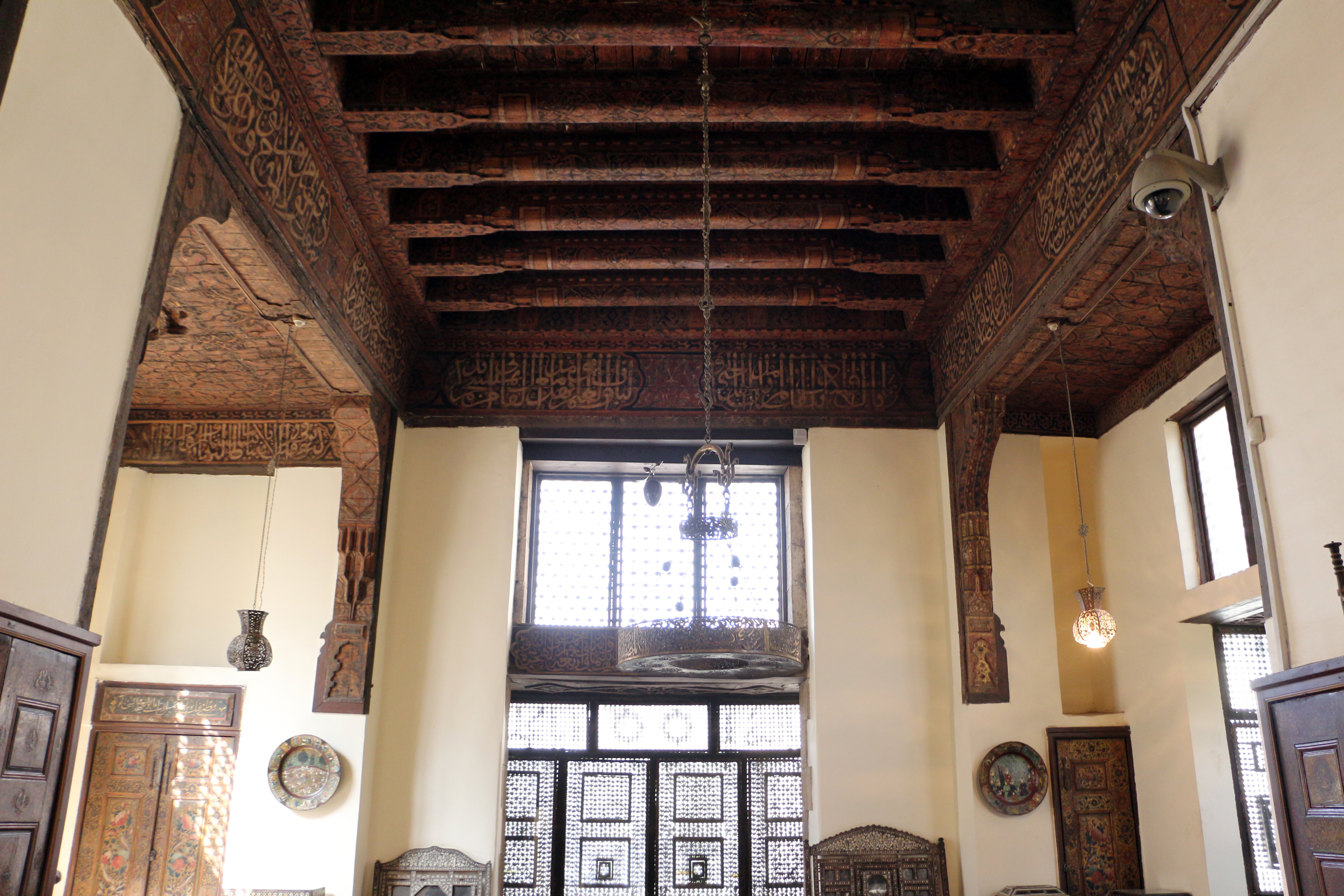
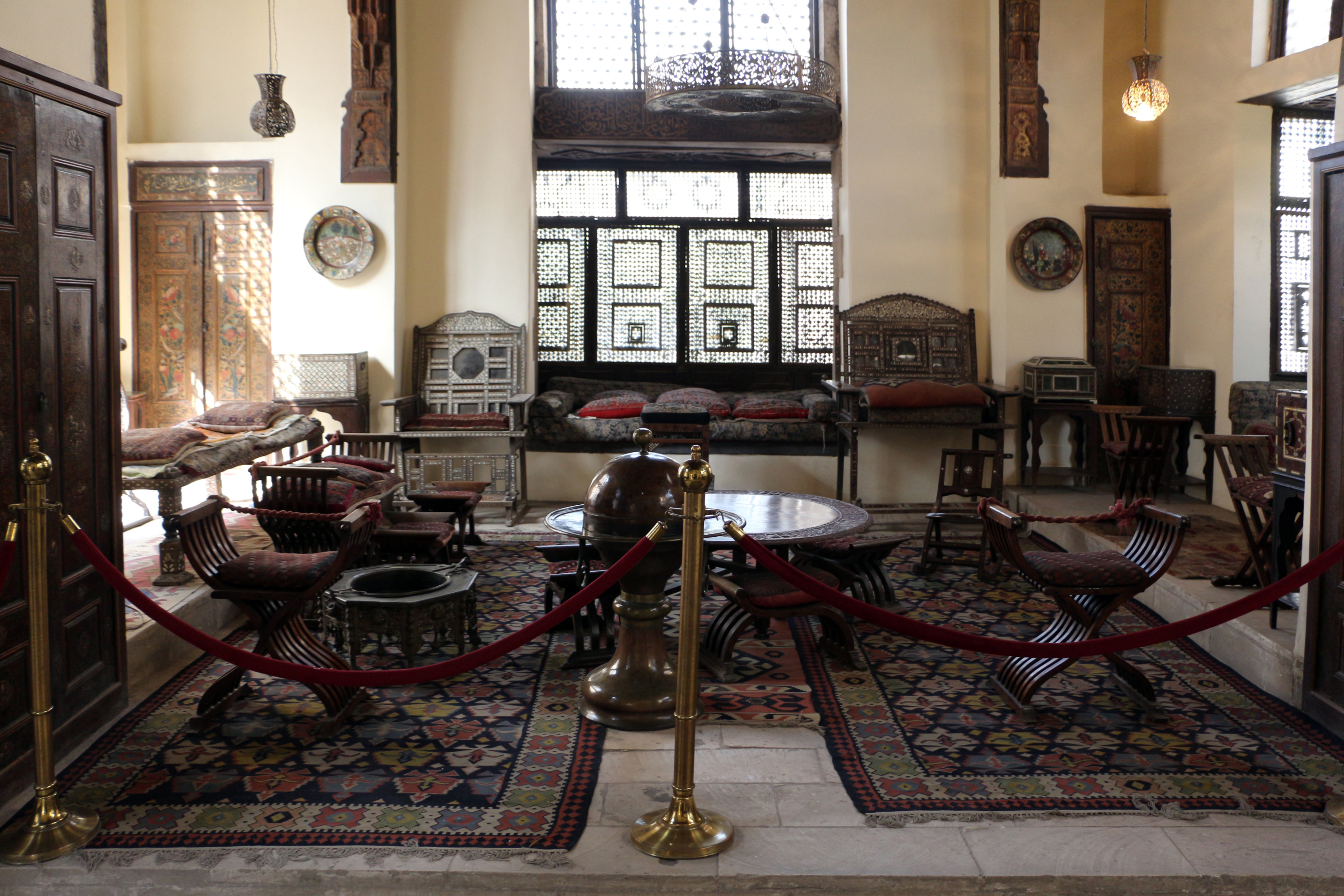
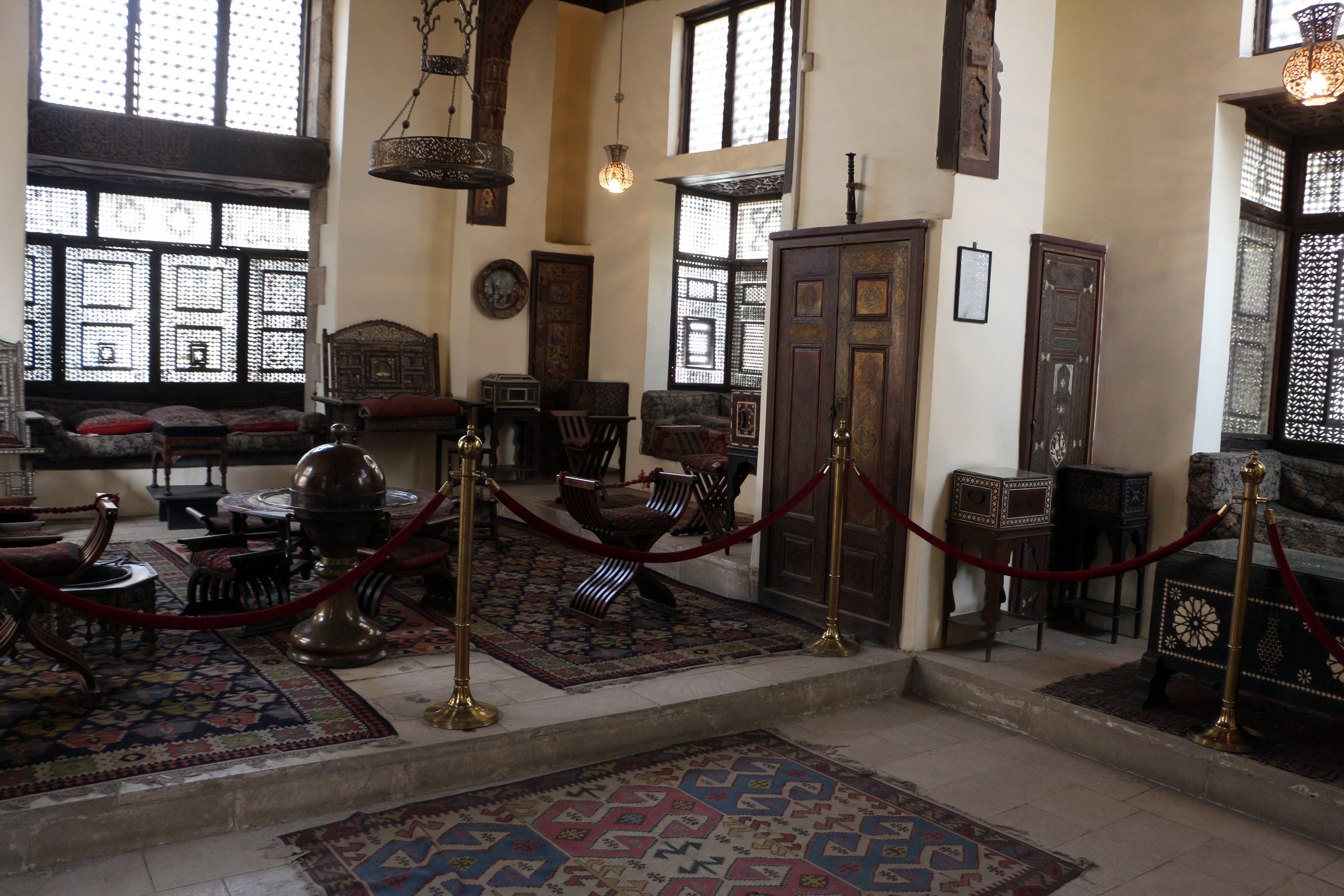
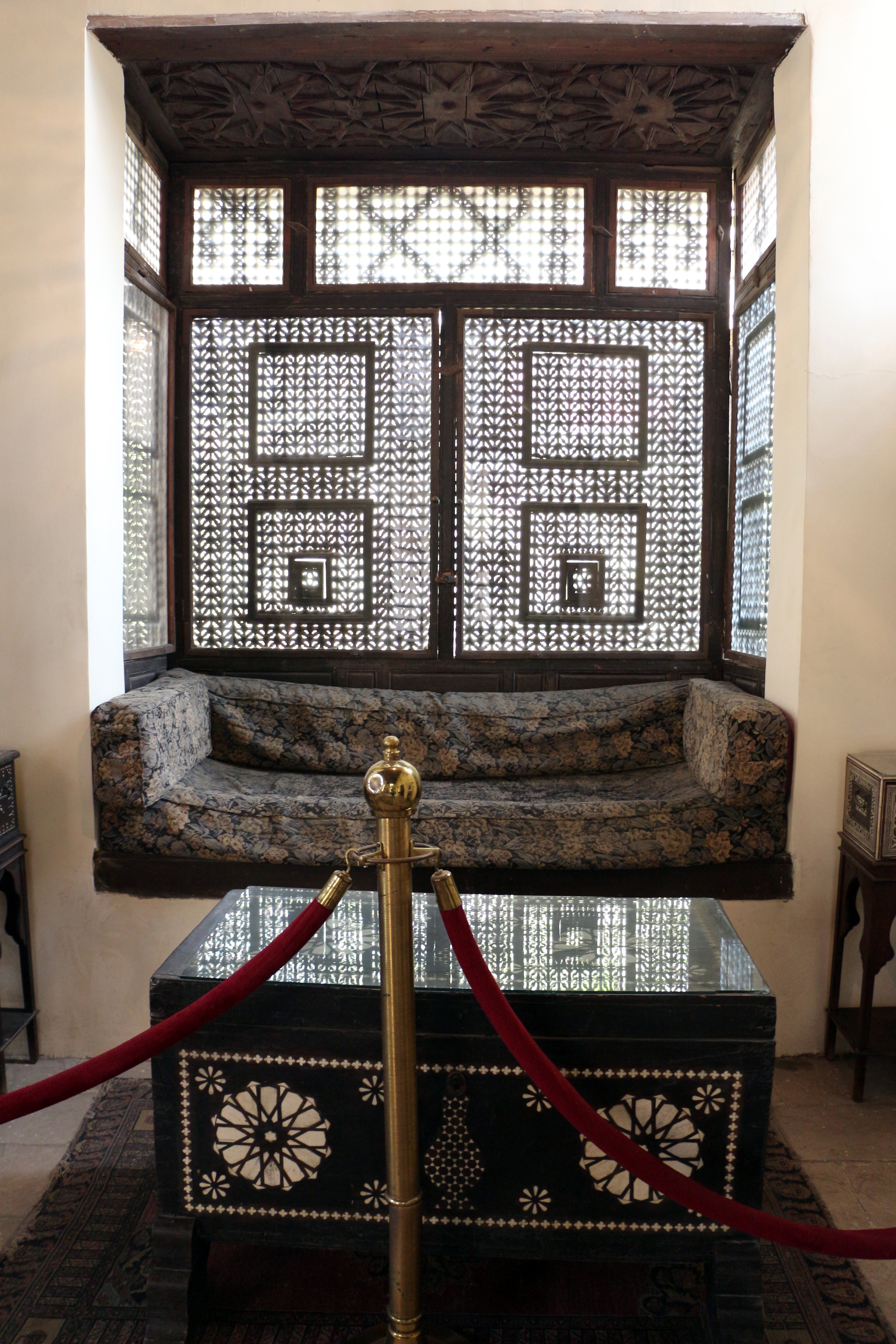
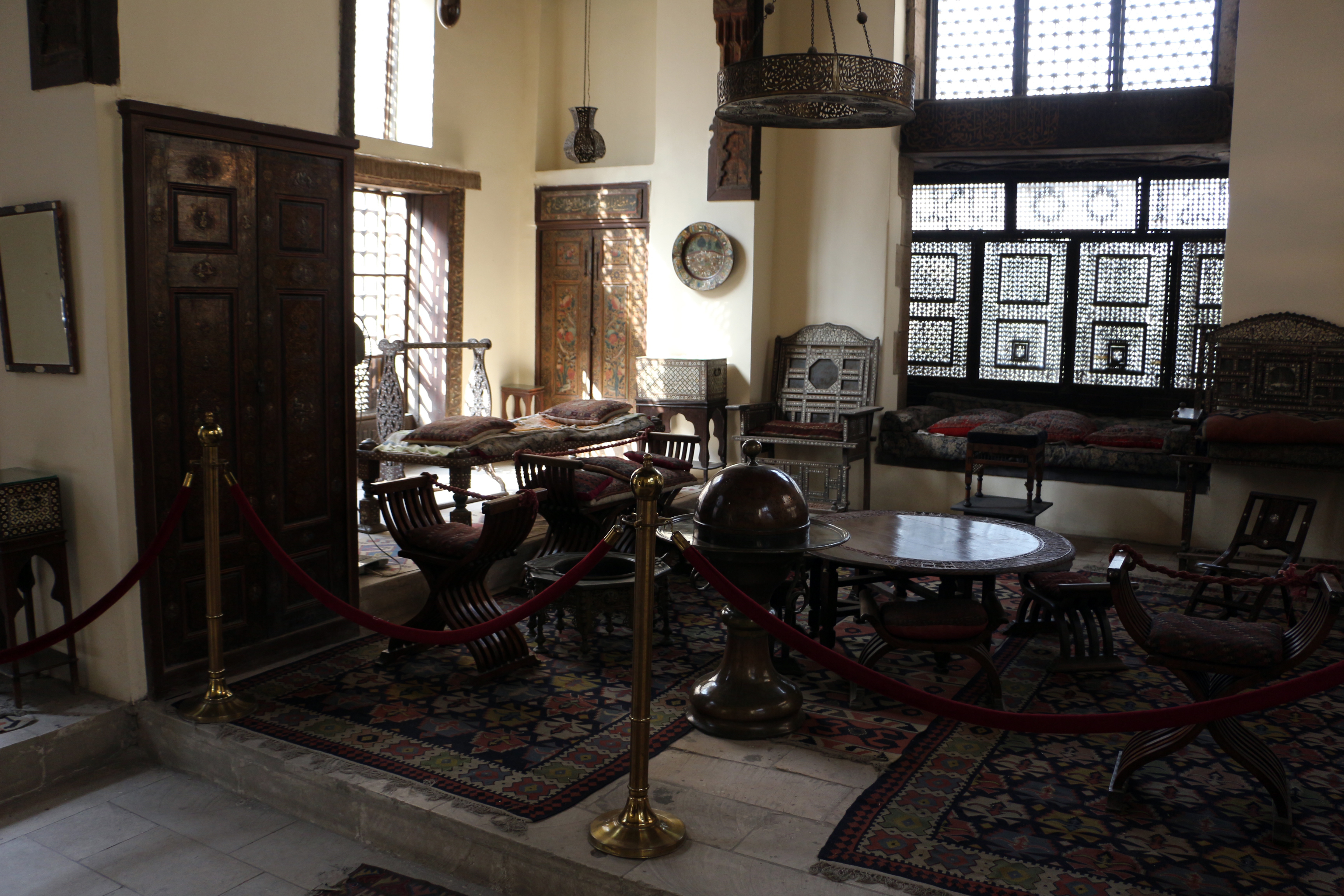
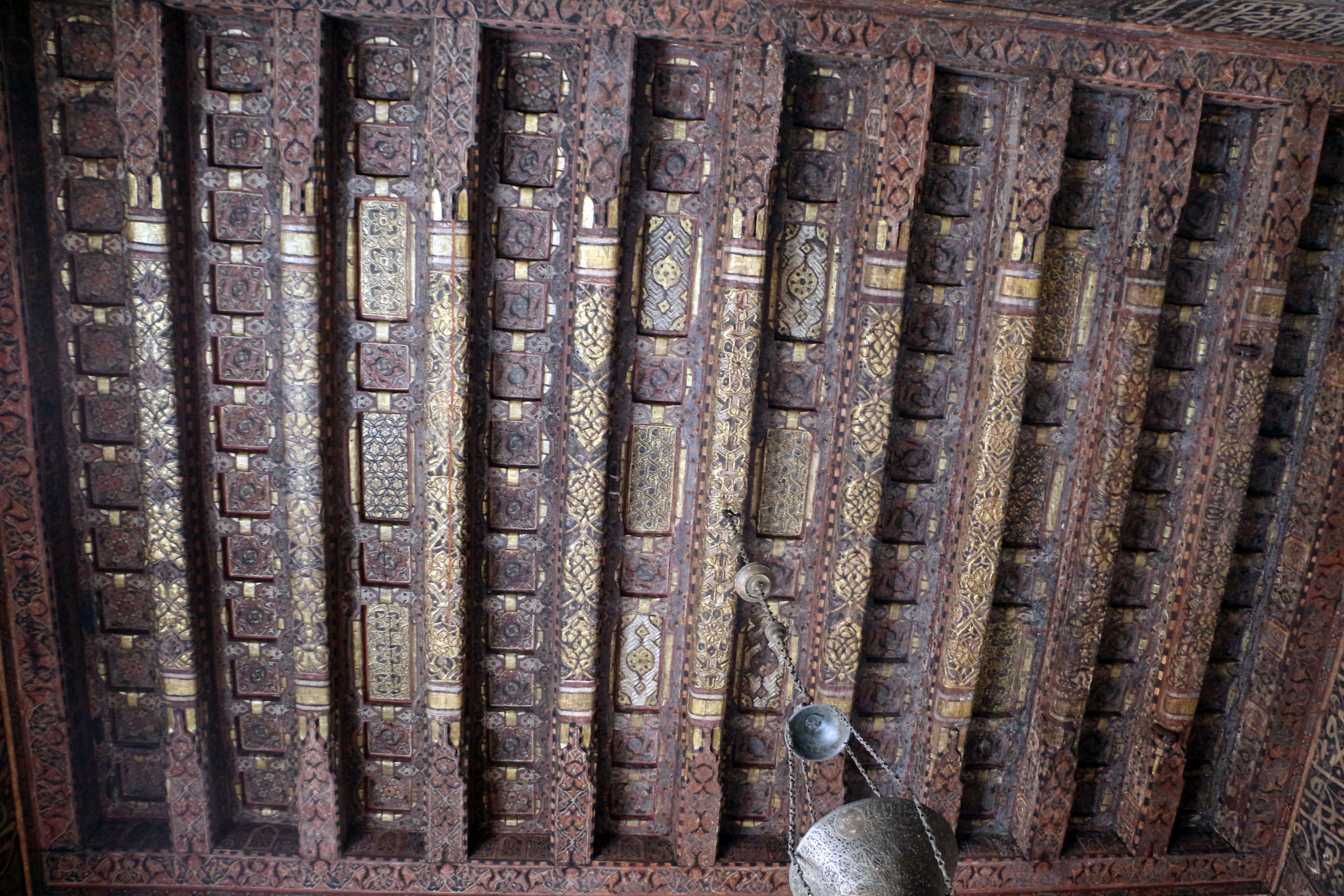
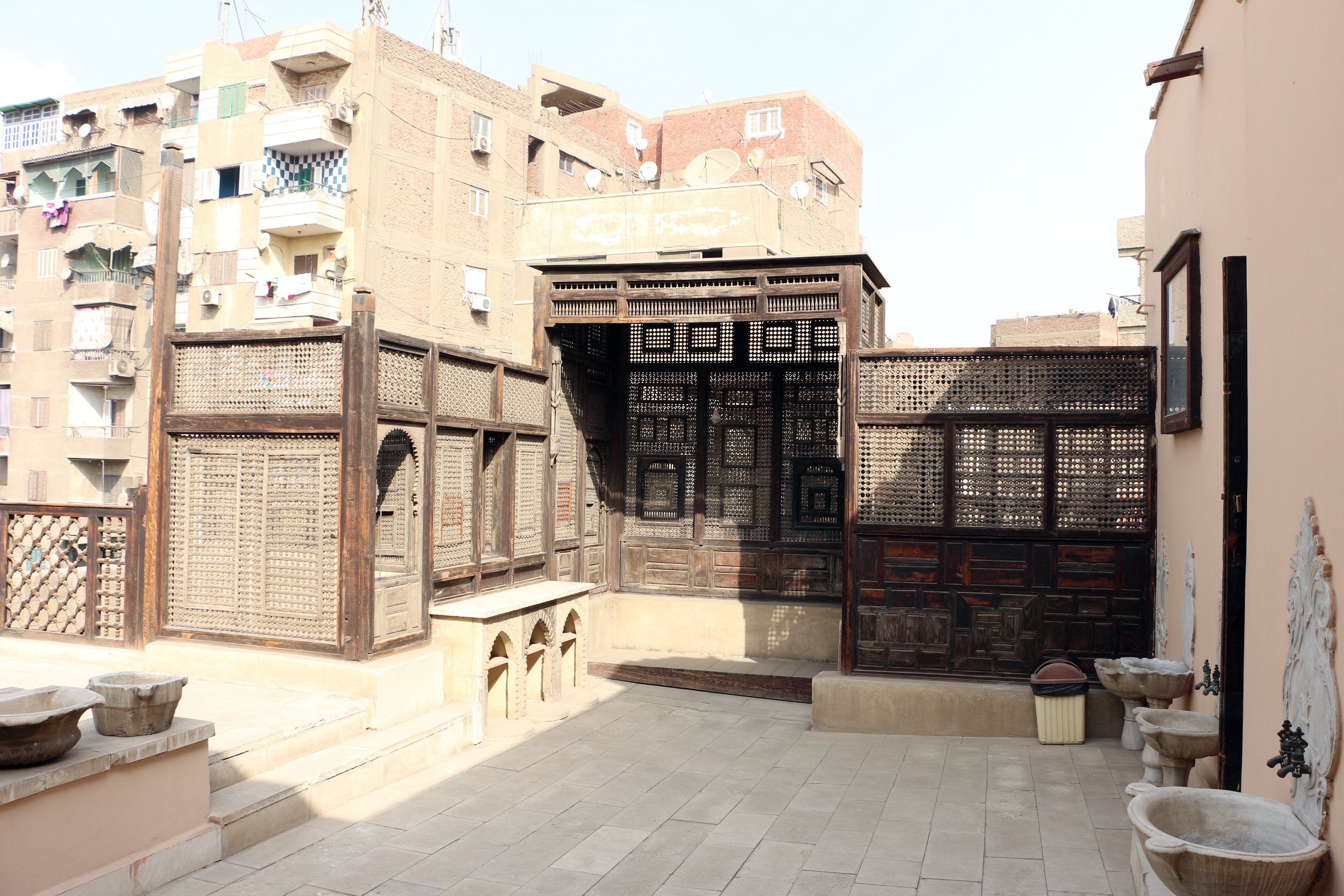
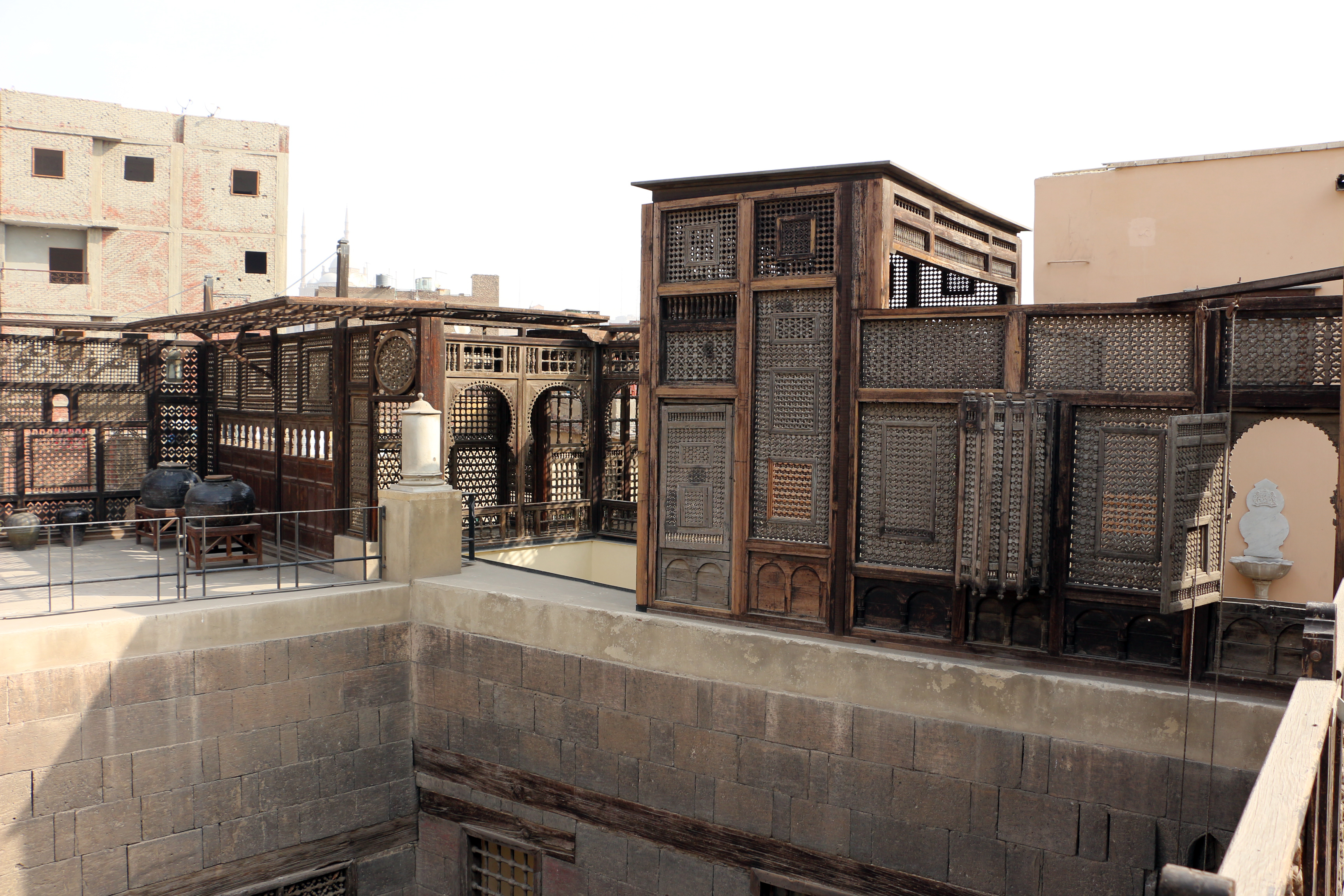
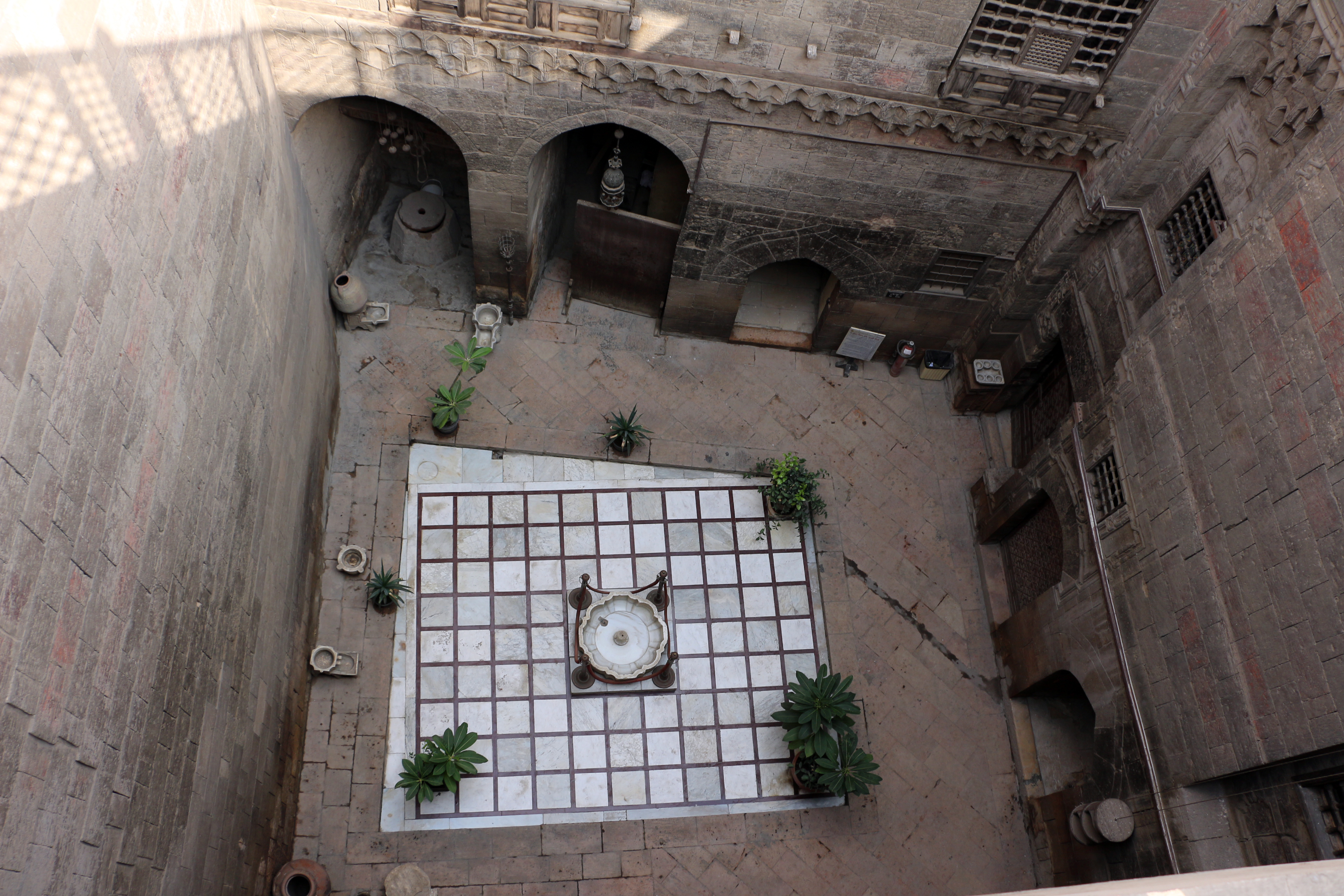
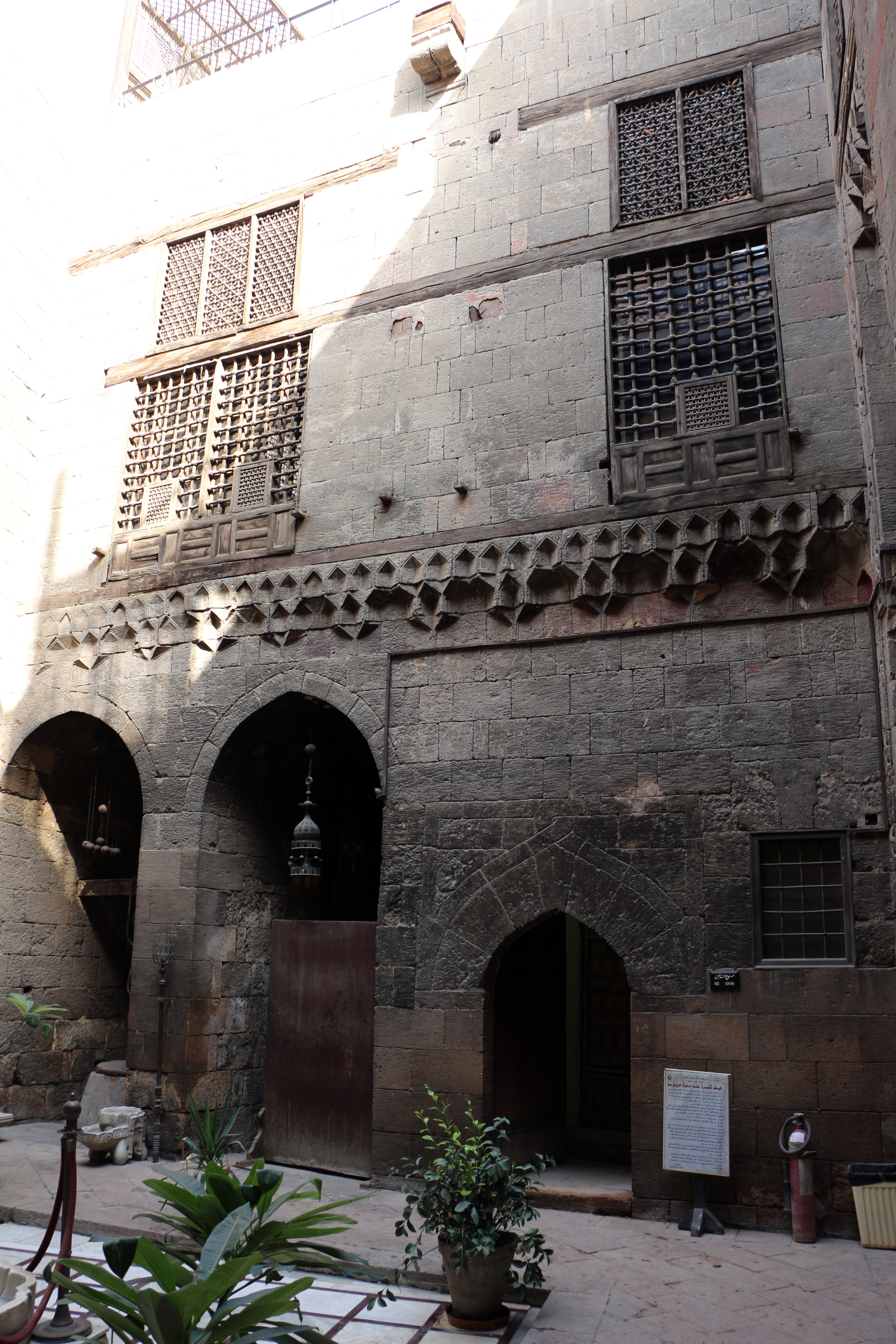
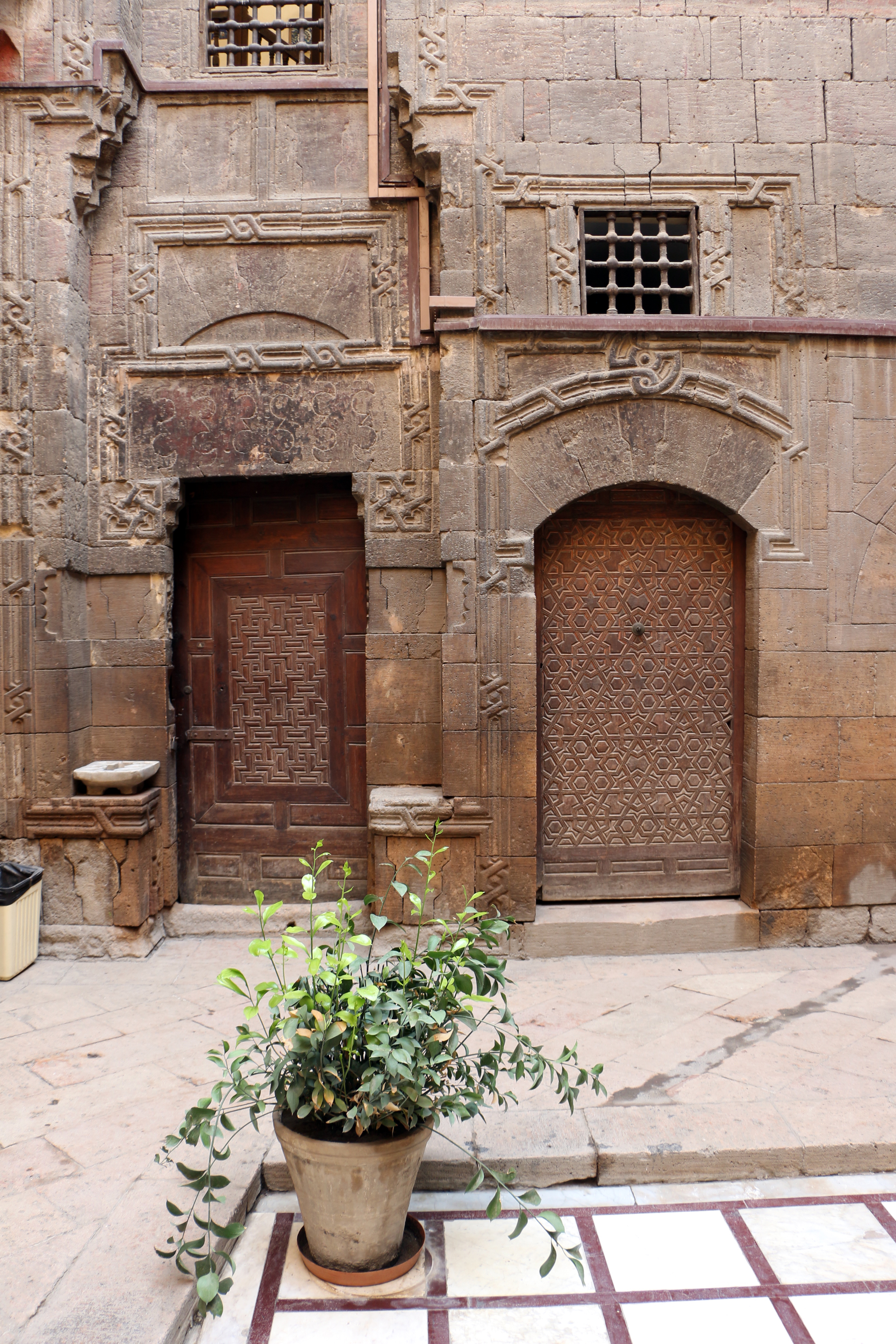
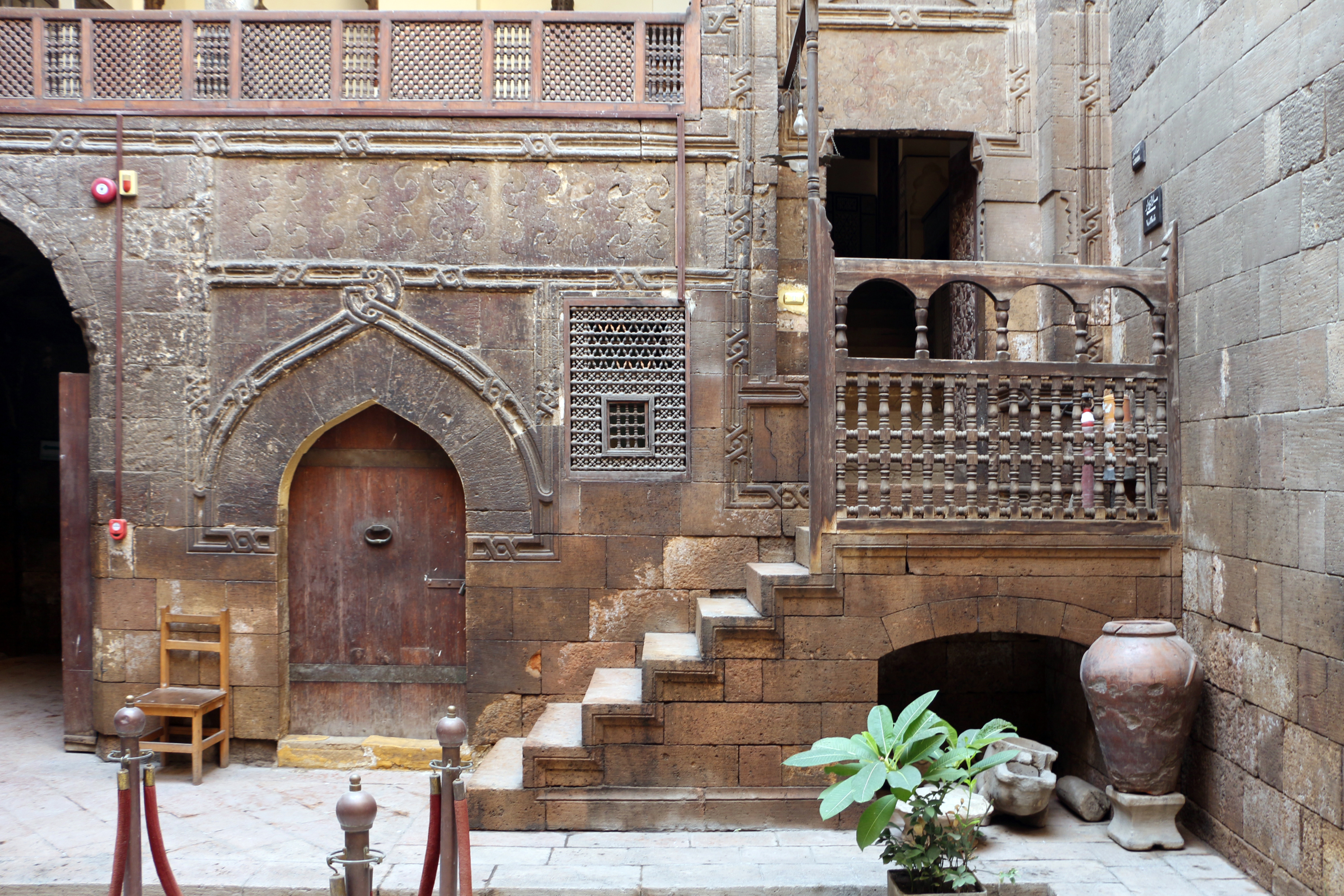
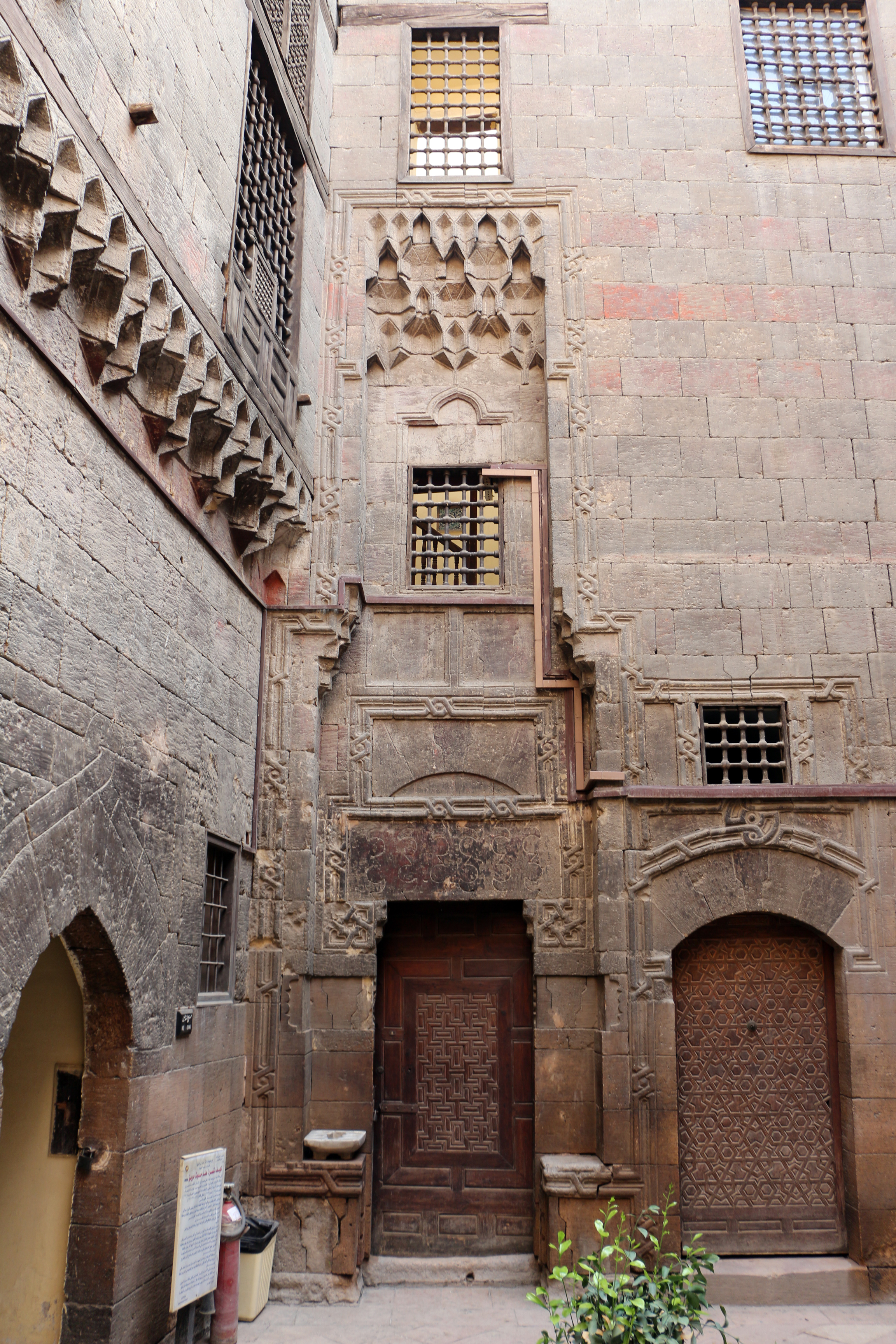
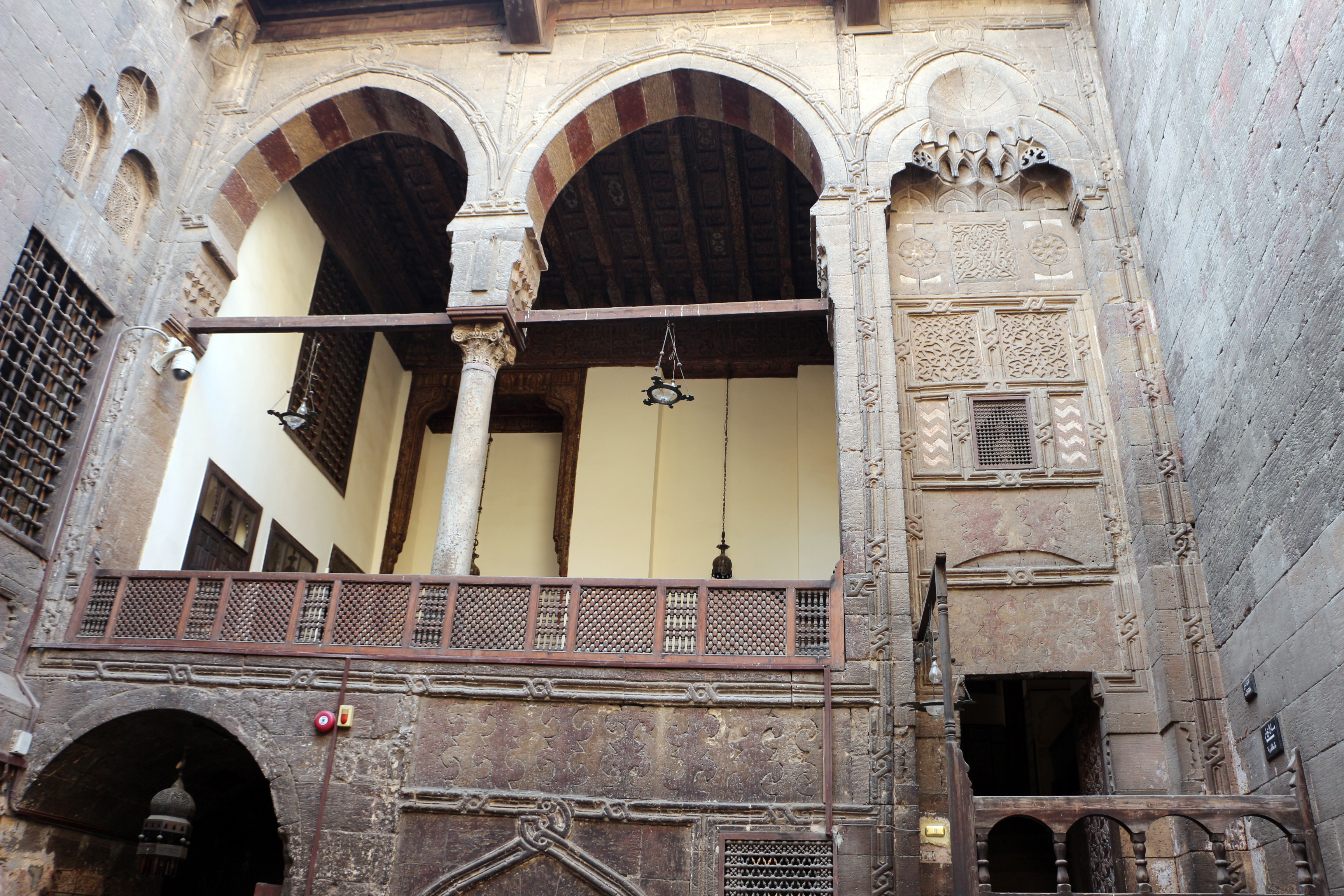
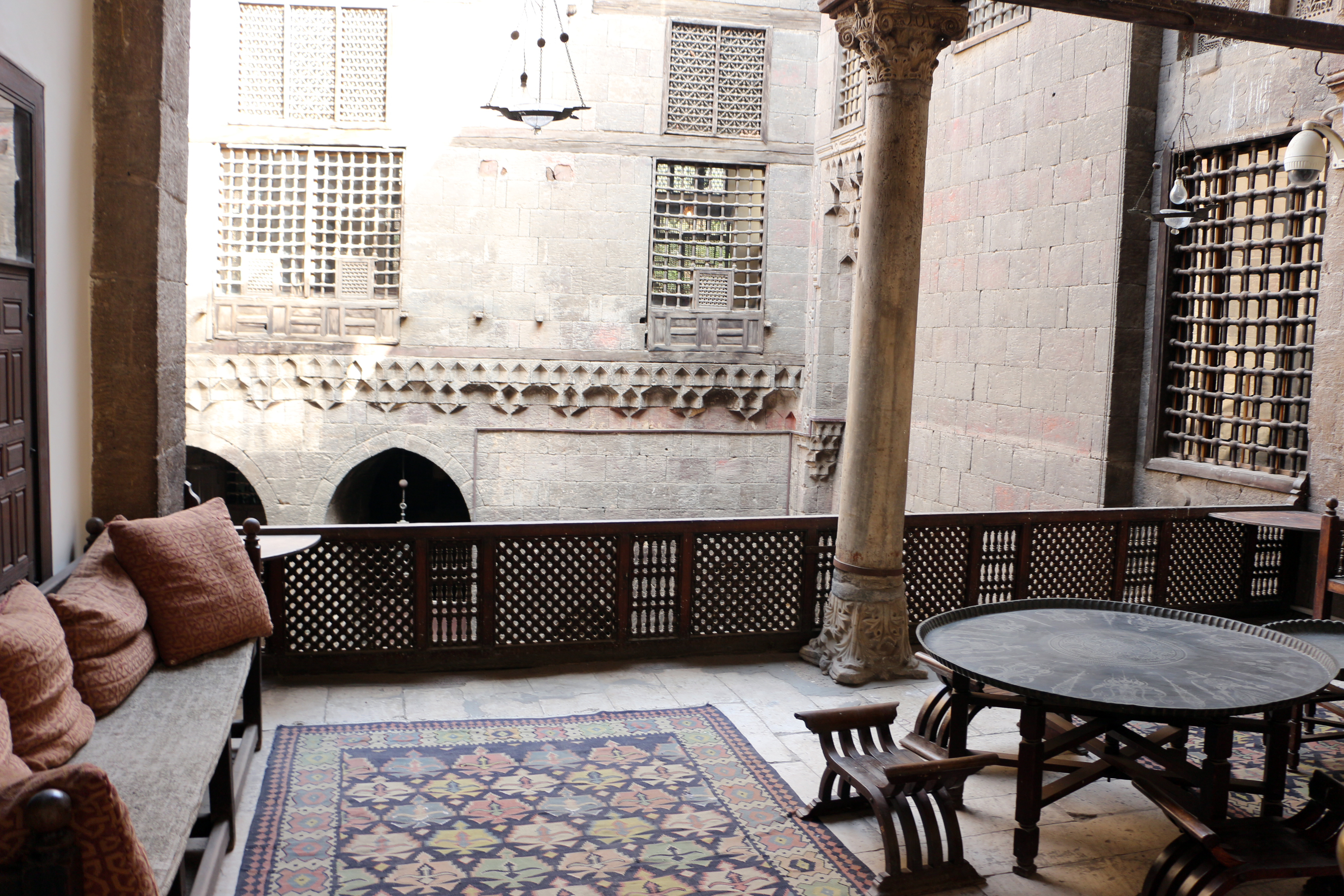
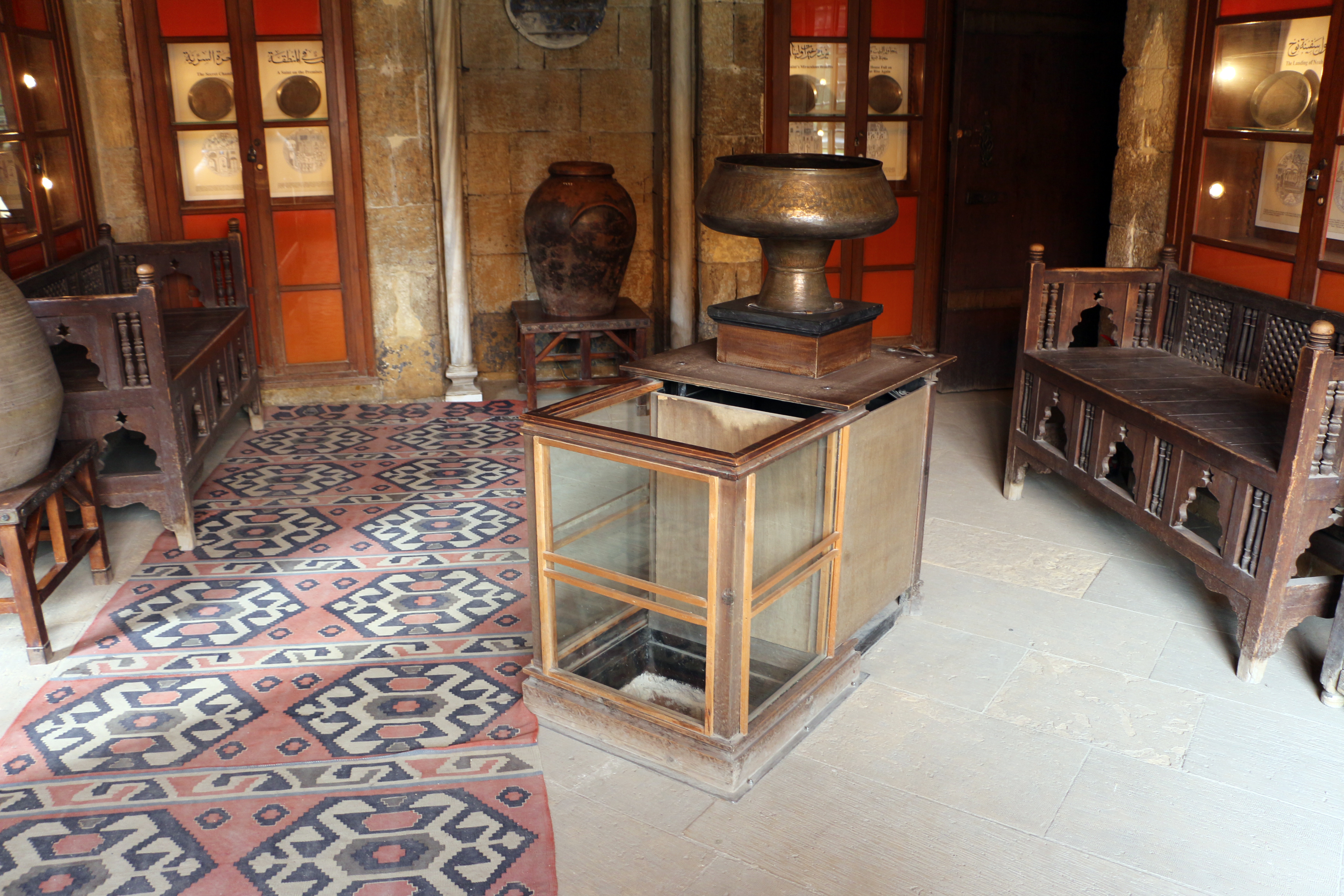
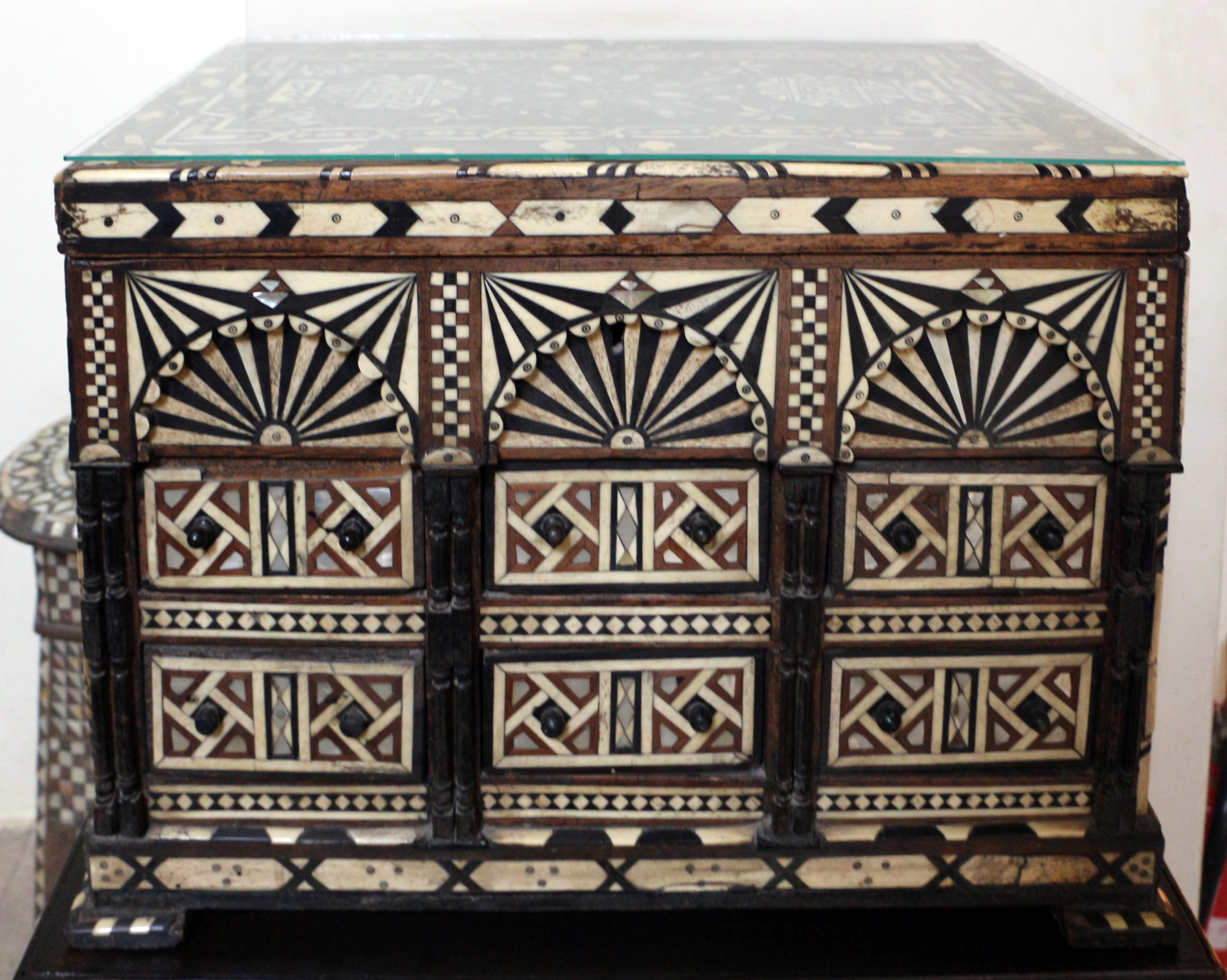
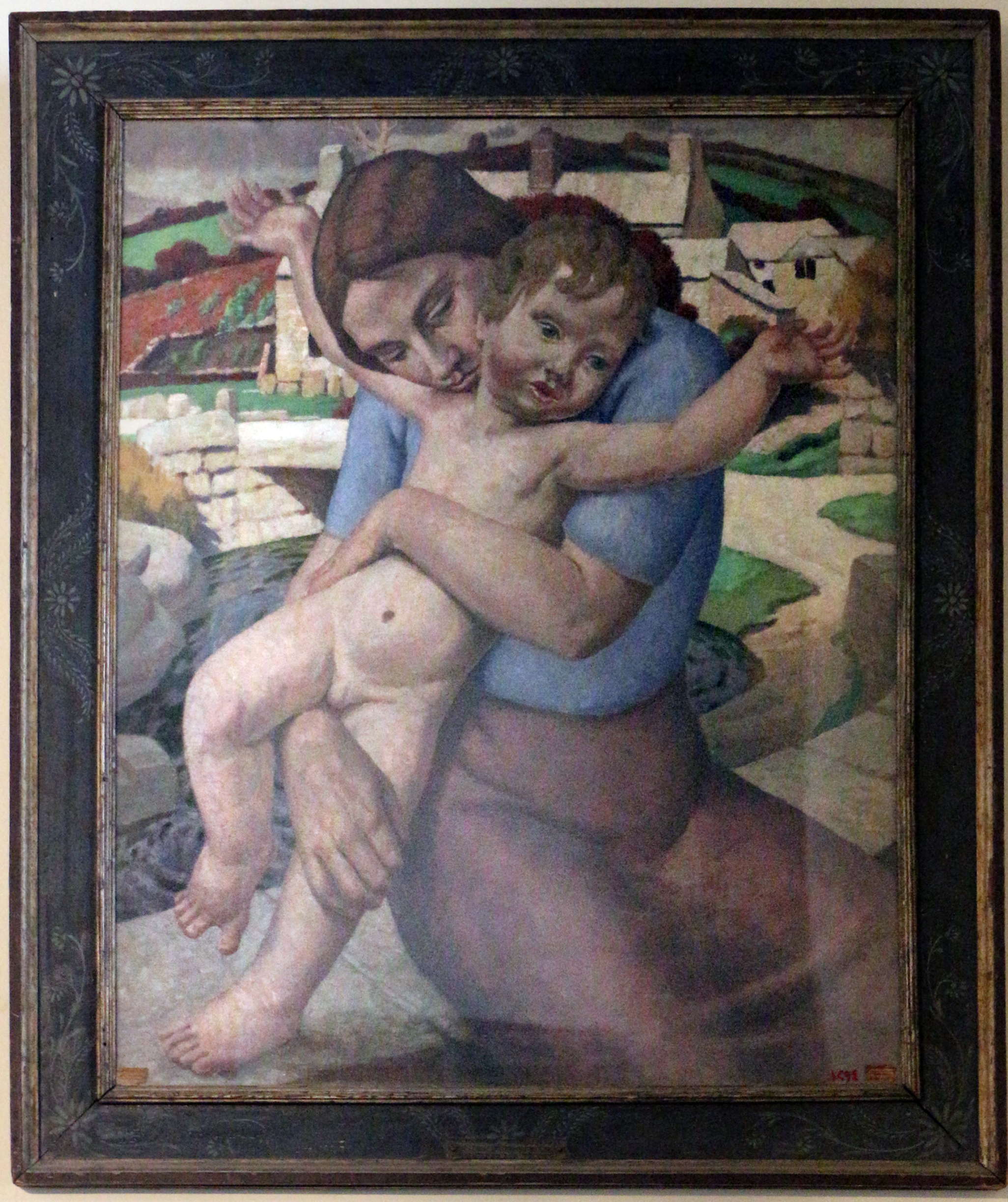
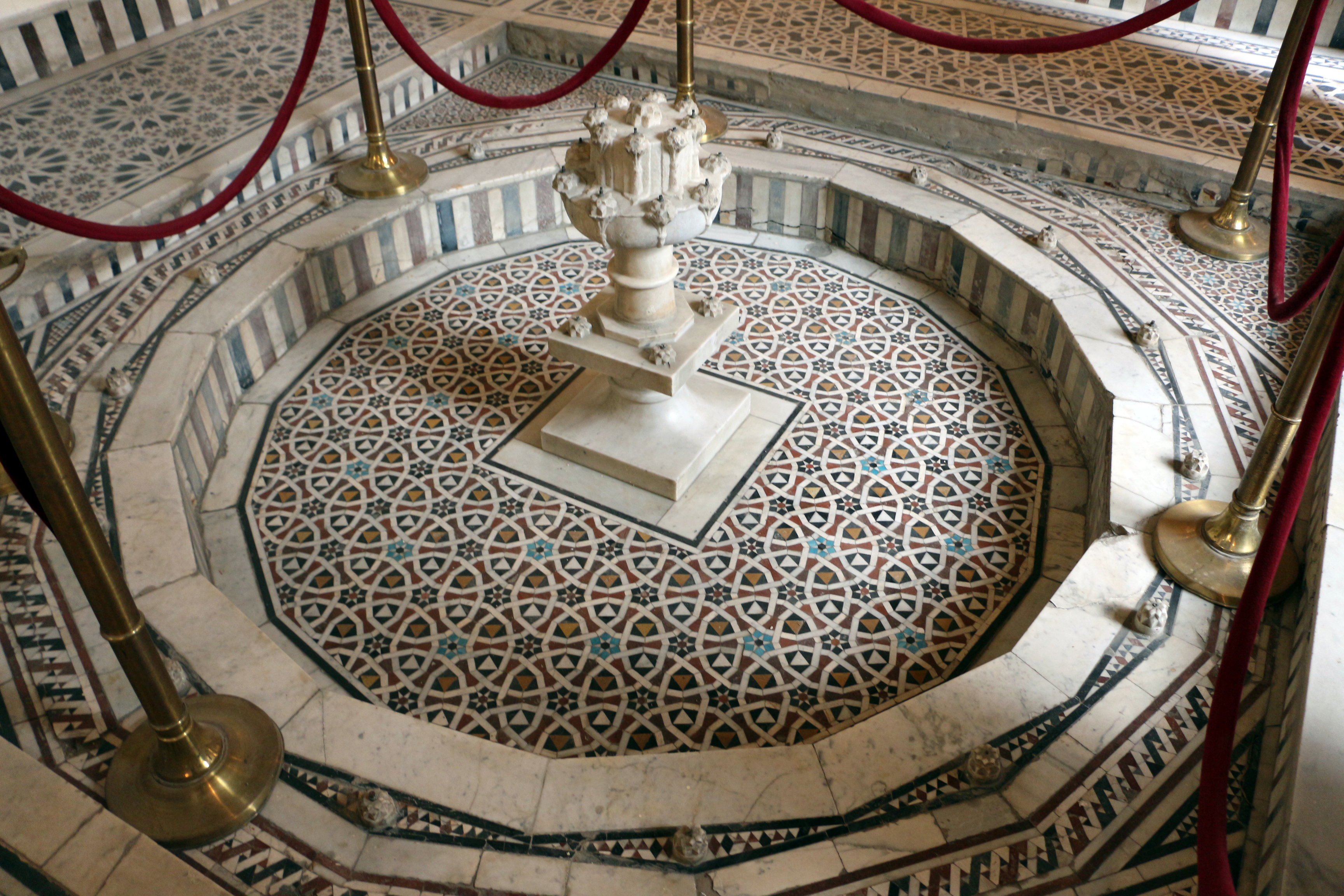
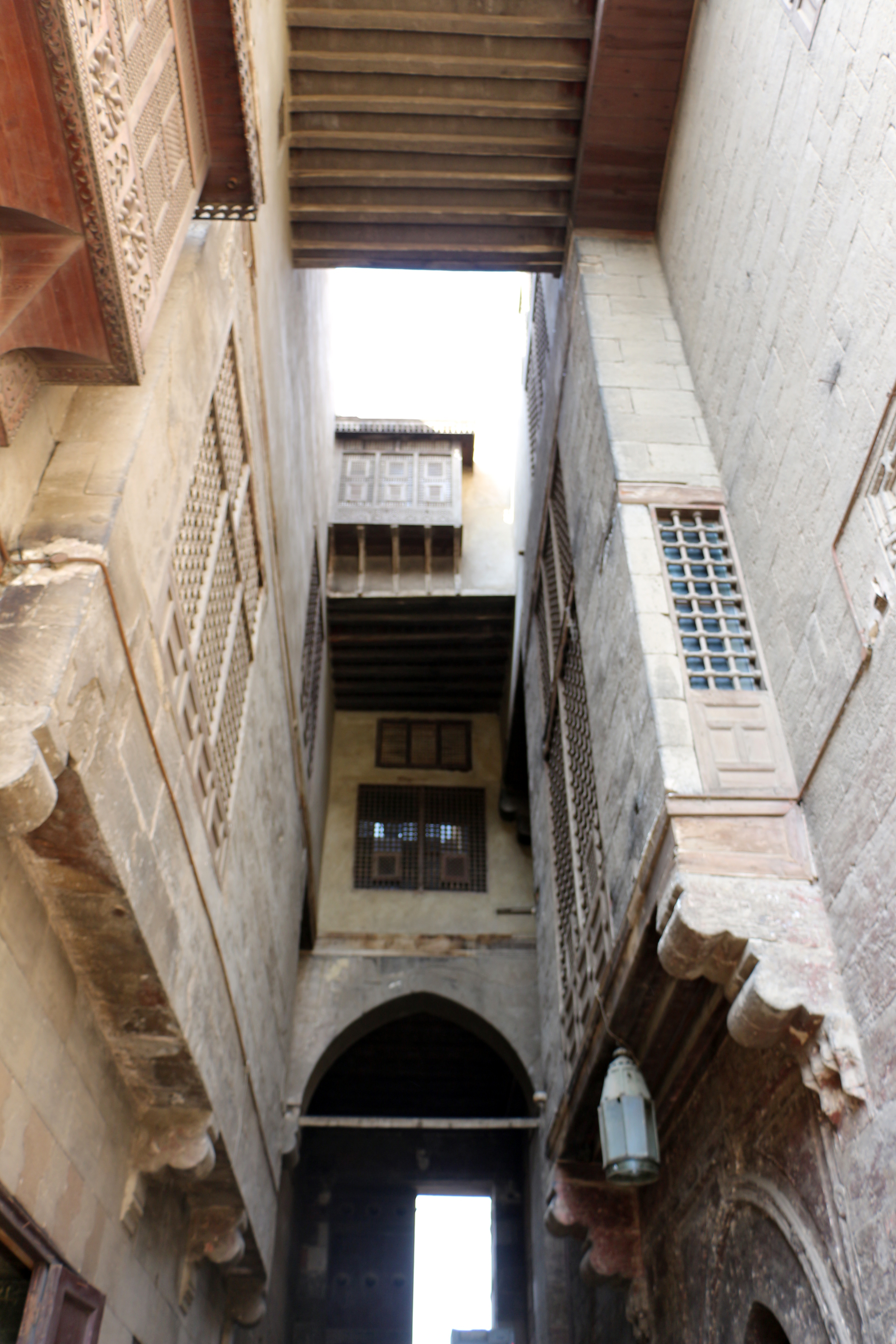
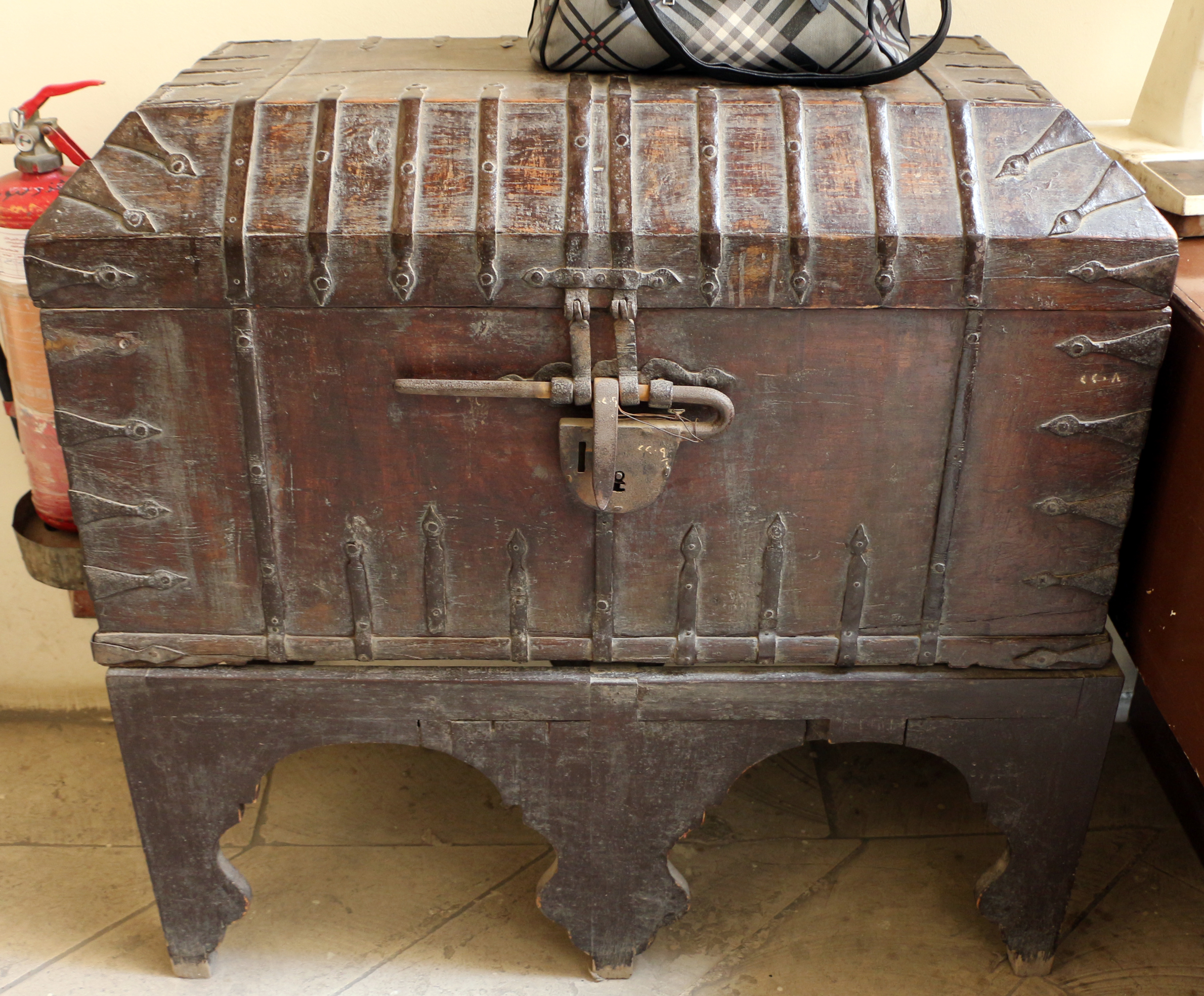
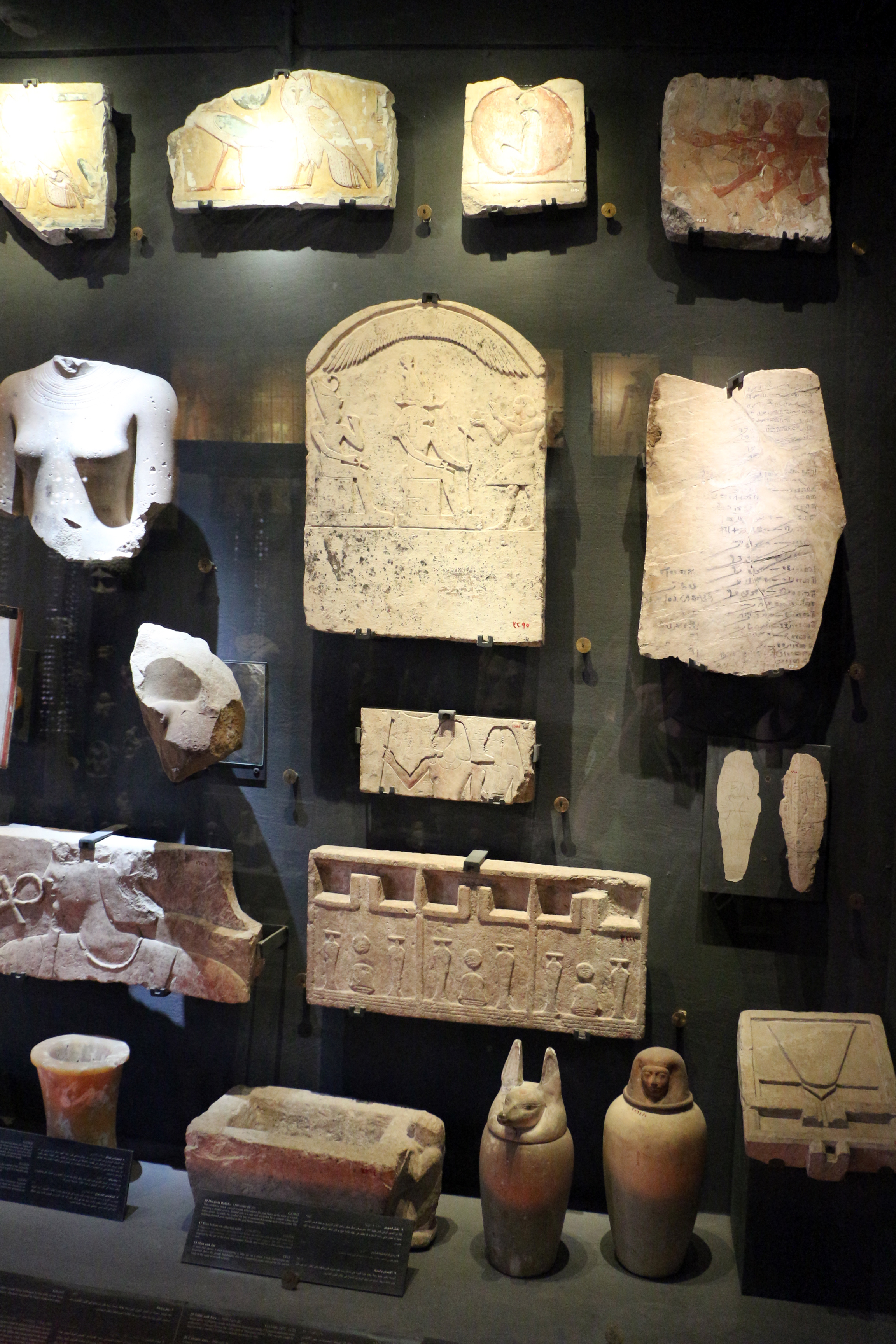
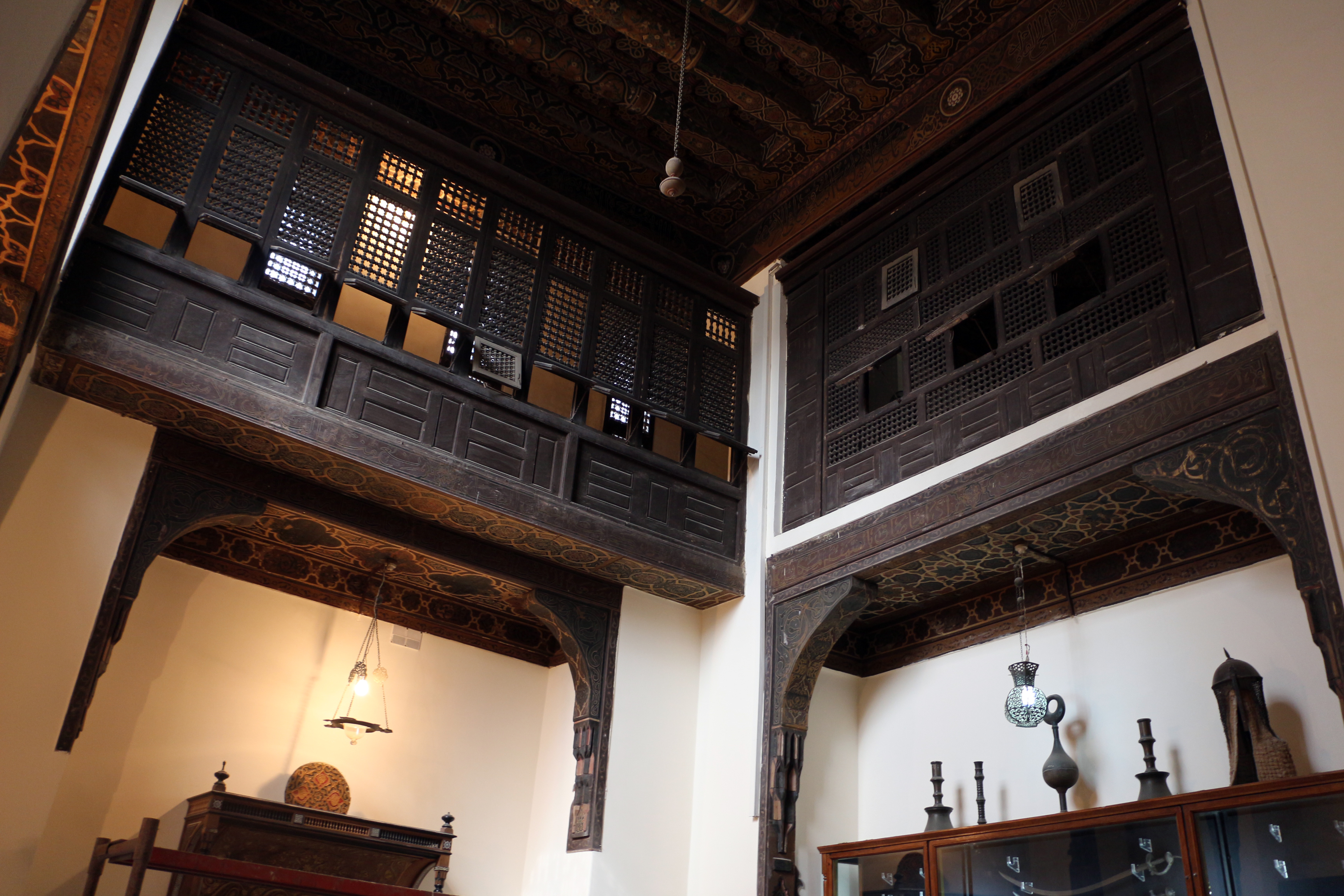
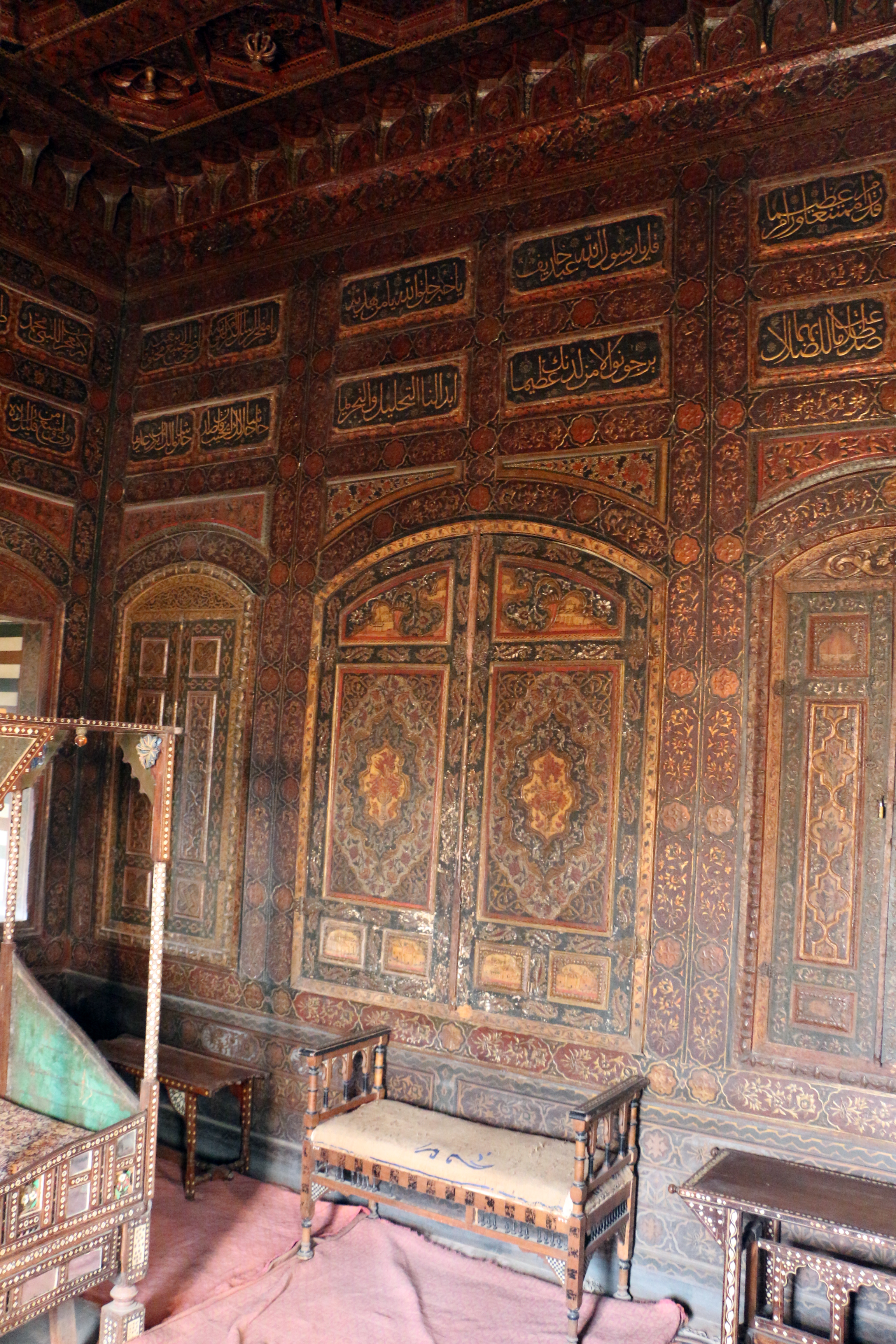
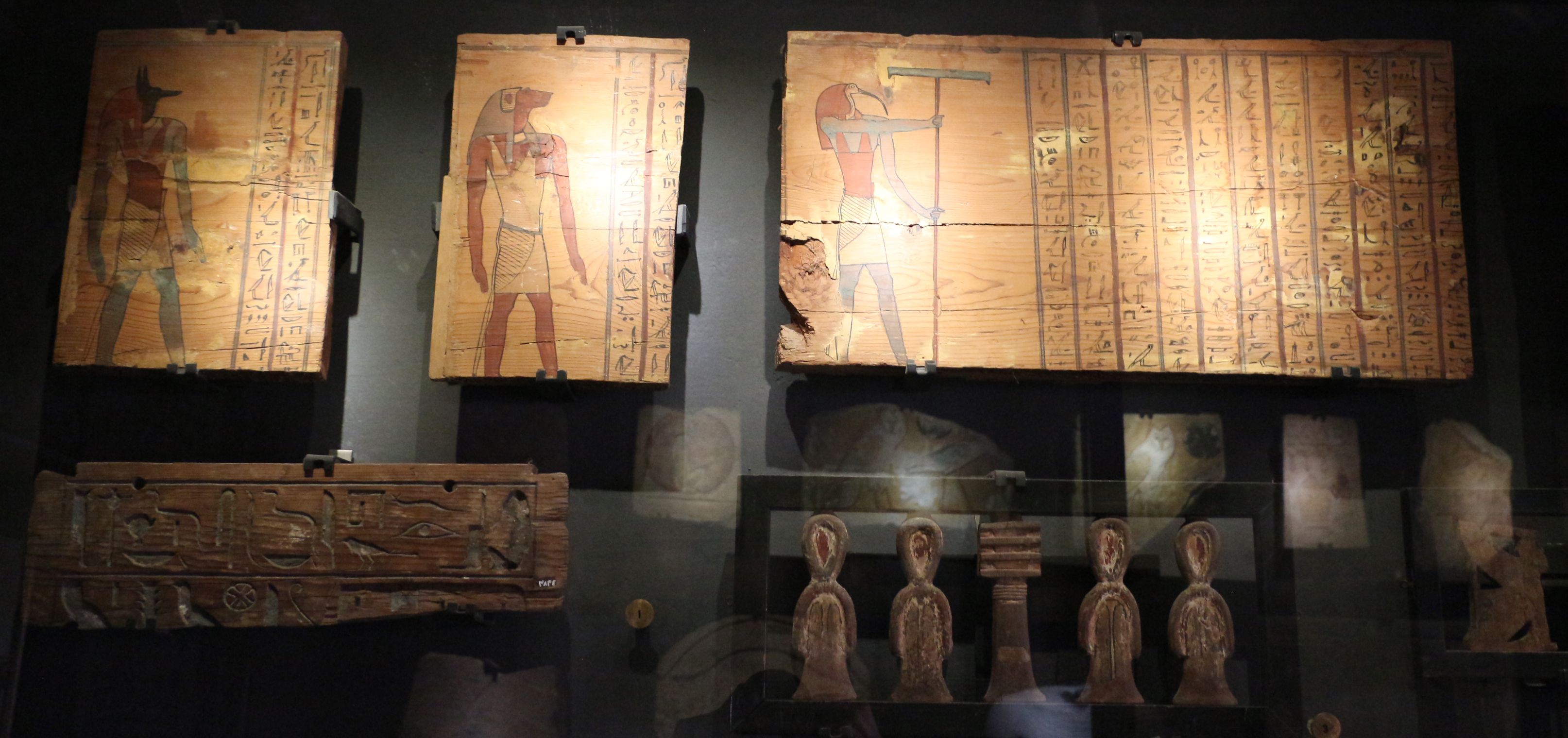
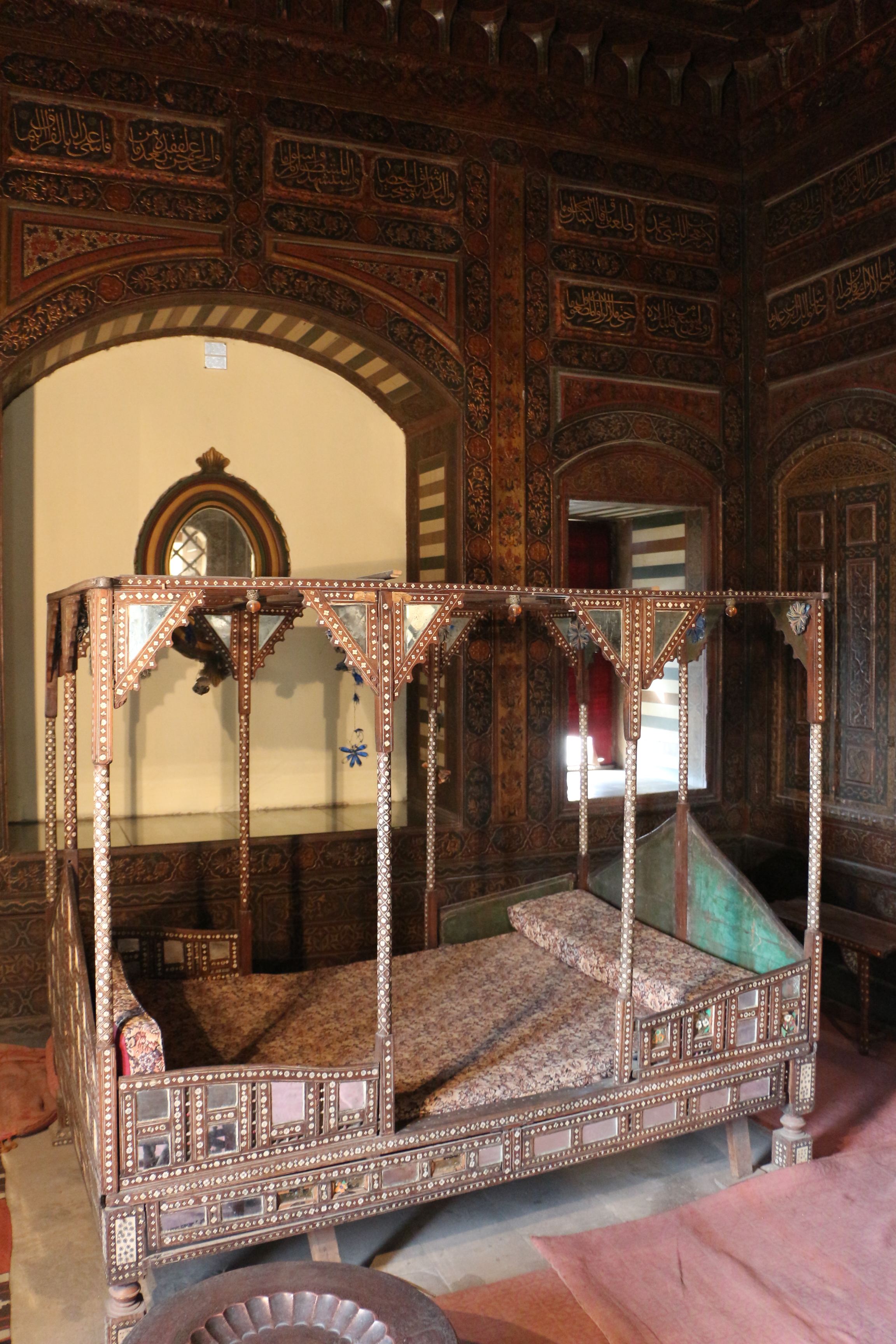
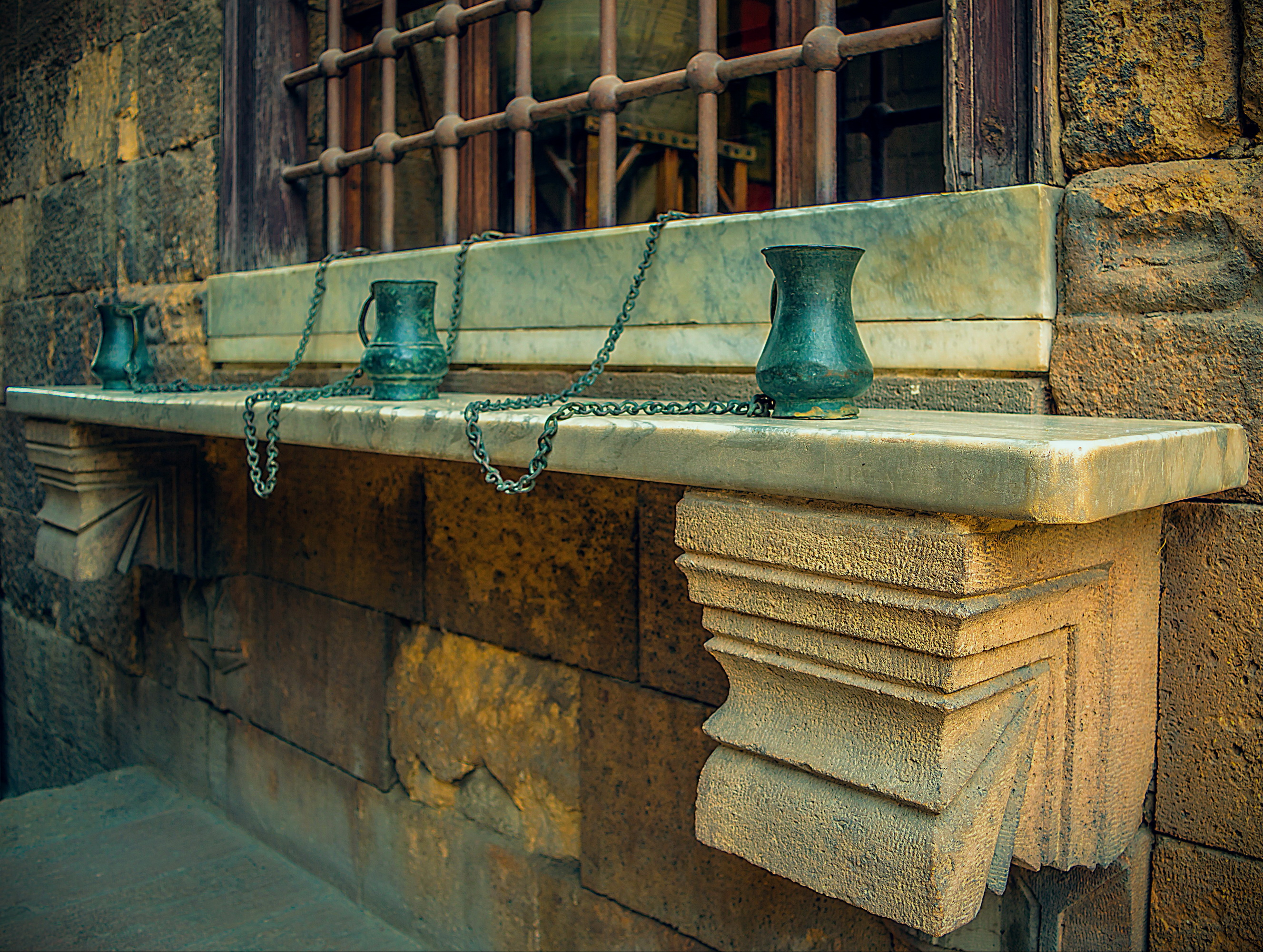
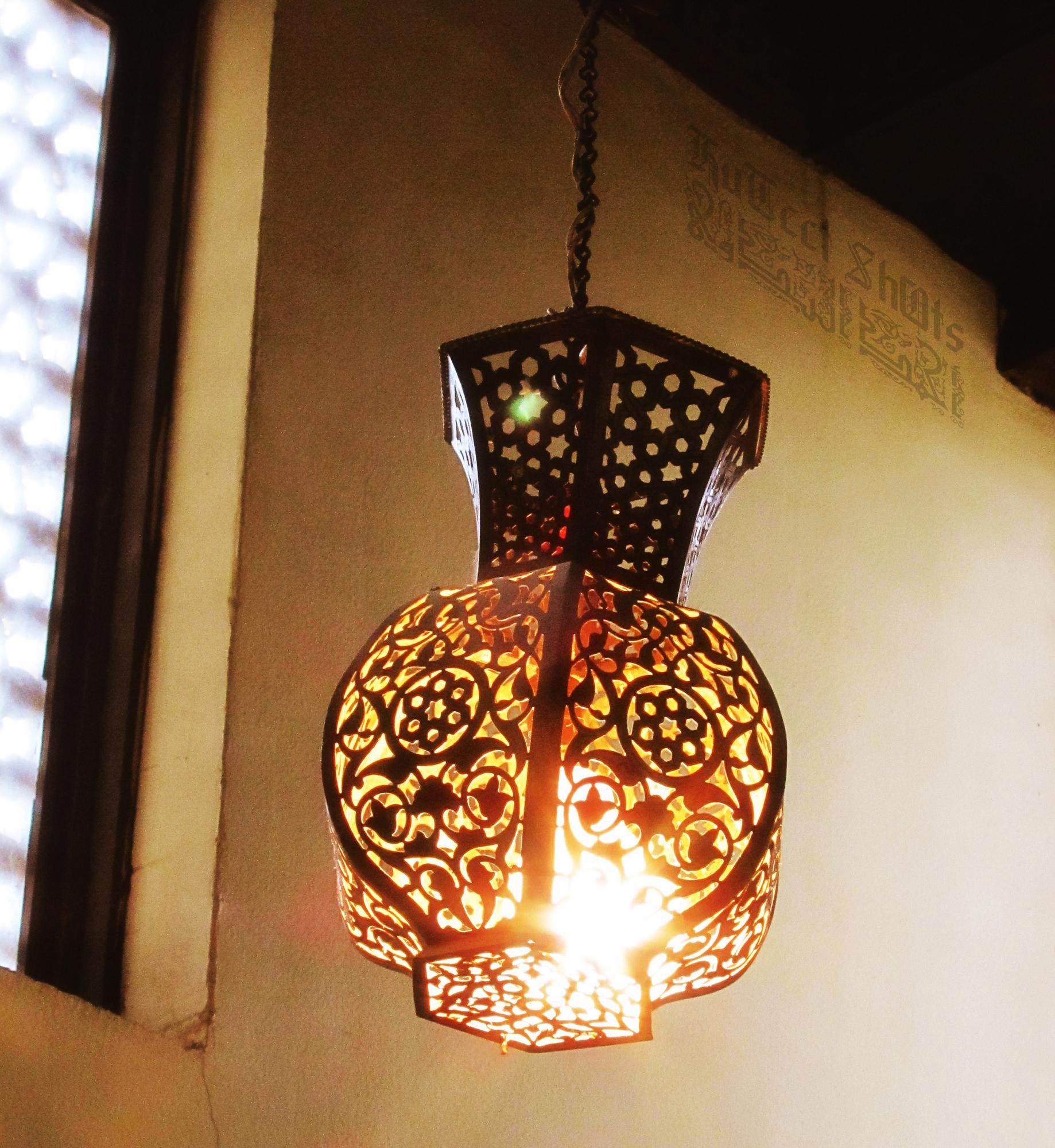
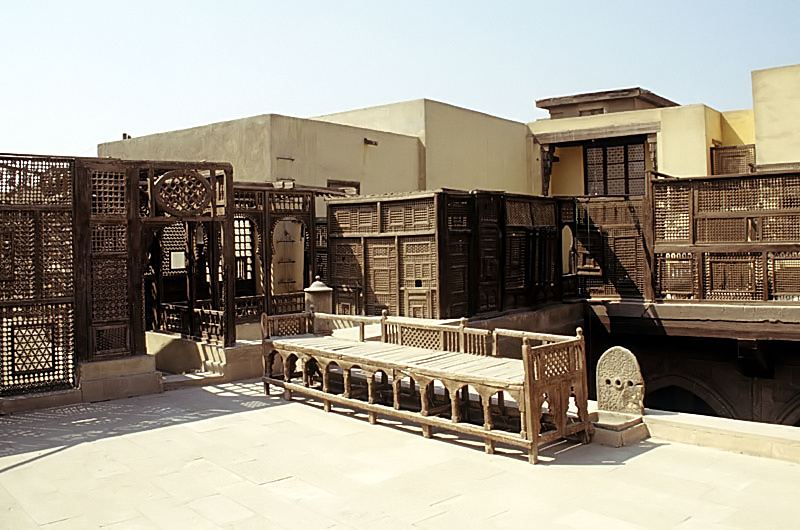
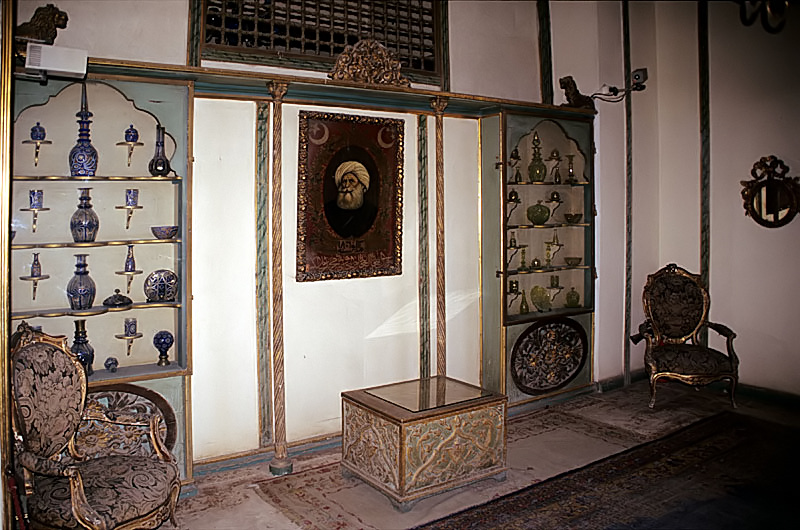
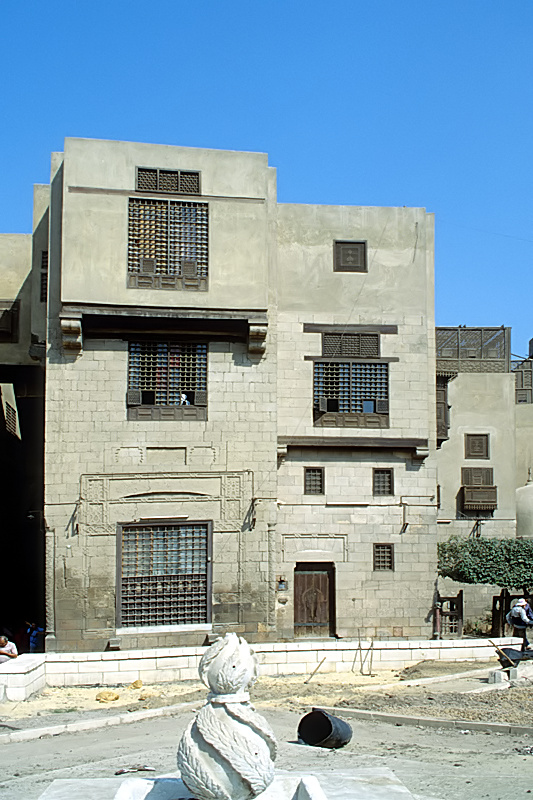
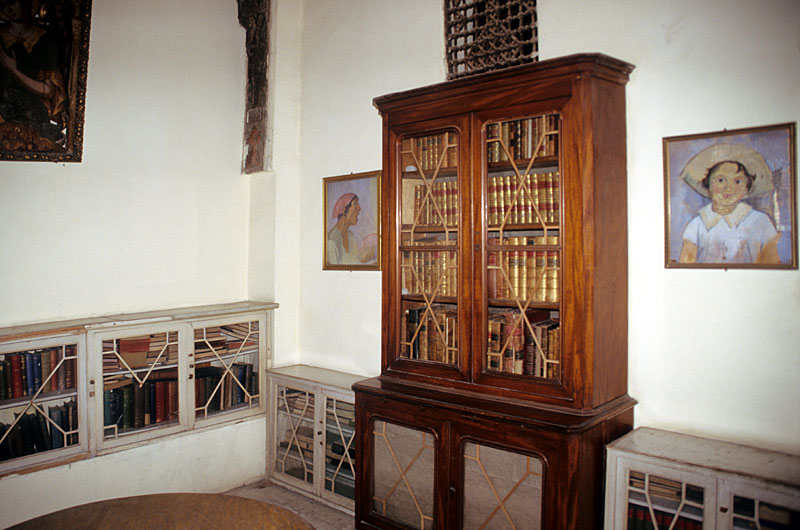
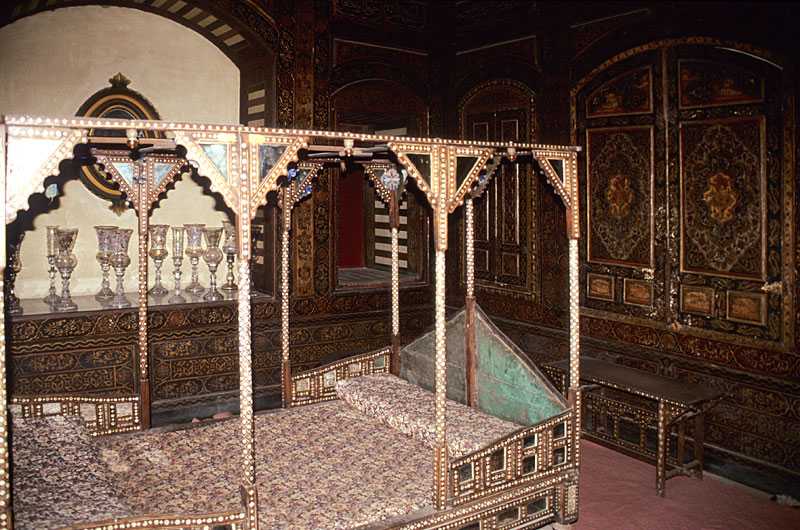
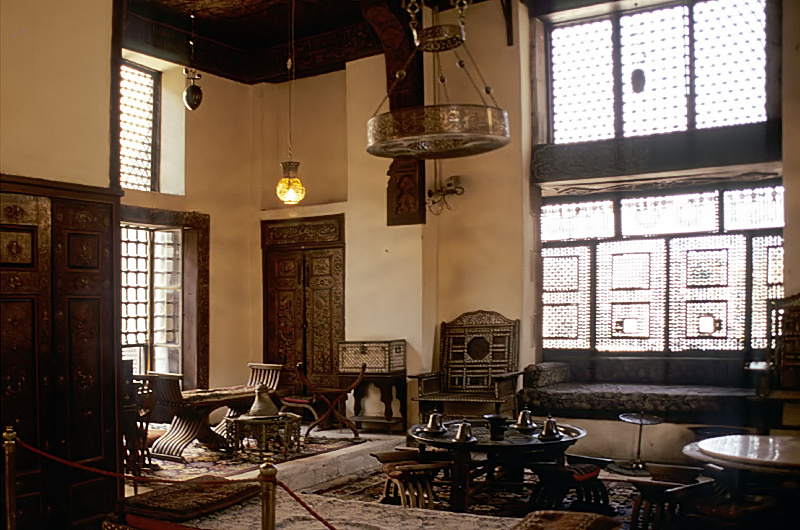
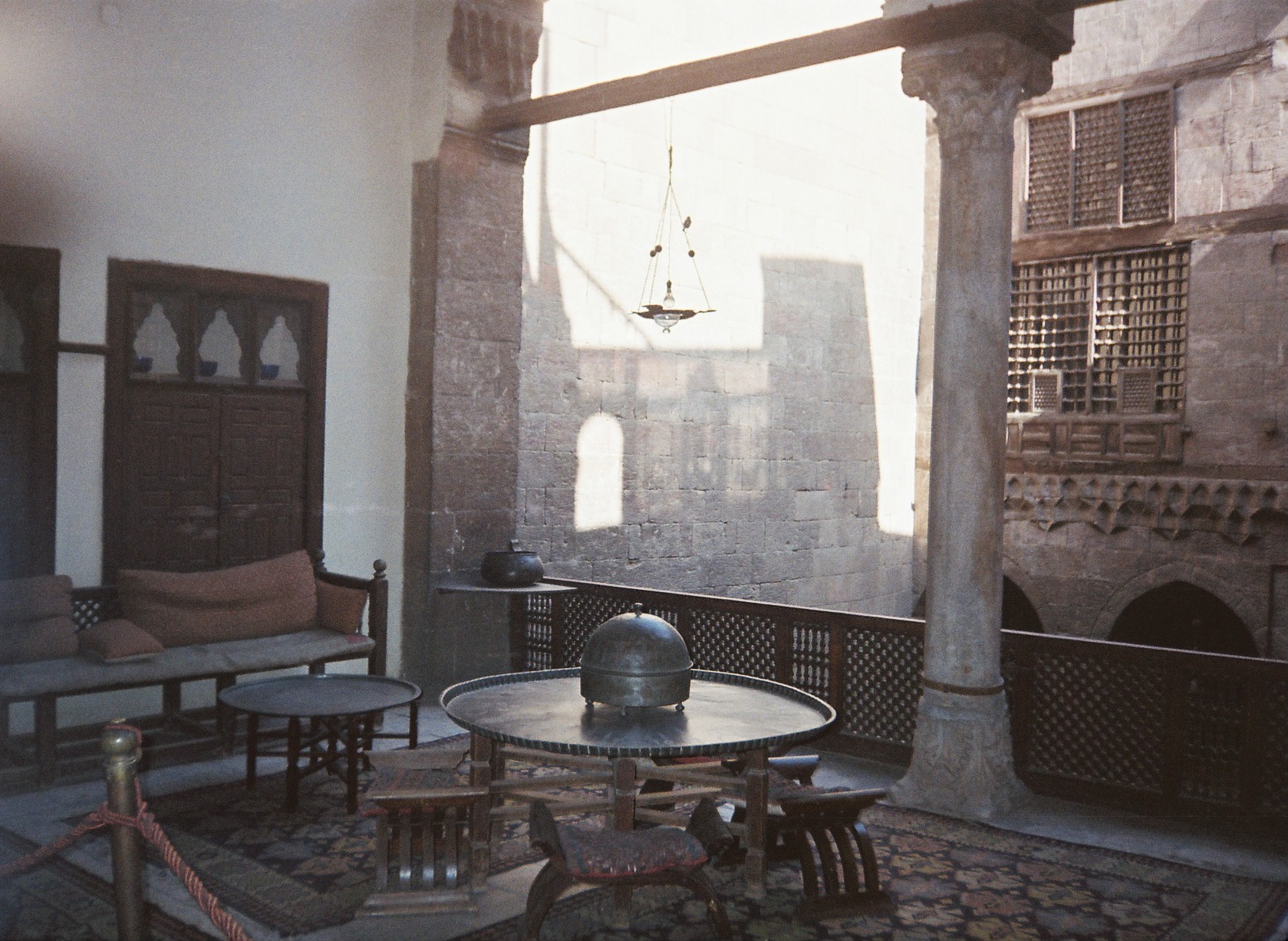
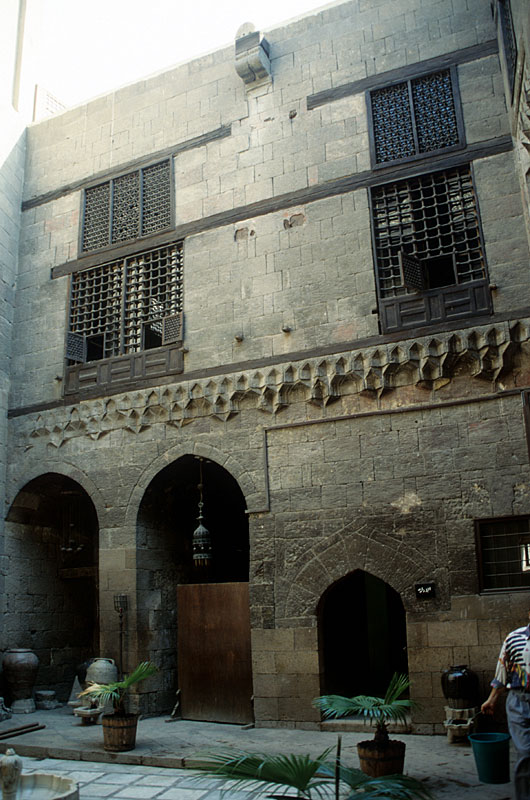
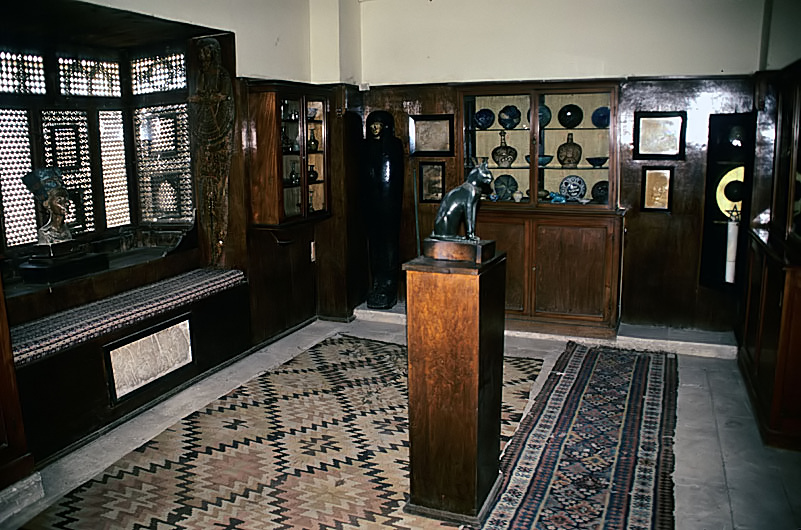